# Festival des Vieilles Charrues
Le festival des Vieilles Charrues (en breton : Gouel an Erer Kozh) est un festival associatif français de musiques actuelles.

## Histoire

### Premiers pas (1992–1994)
Le festival est à l'origine une fête organisée à Landeleau par un groupe d'amis, dont Christian Troadec qui voulaient répondre aux rassemblements des vieux gréements de Brest. Le 4 juillet 1992, chaque membre peut inviter une vingtaine de copains contre l'achat d'une carte, décorée par Nono, de 120 francs, qui donne le droit de manger, boire, participer aux jeux... 500 invités participent à la fête « Landelo 92 ».
Le 10 juillet 1993, la fête s’ouvre au public, sur un site transformé en port de pêche par Xavier Richard, alias El Globos, qui conçoit un environnement maritime autour d'un phare de 9 mètres de haut. « Les Vieilles Charrues du bord de mer », sous-titre de l'édition, accueillent 3 000 « marins », qui se désaltèrent au café du Port, dorment au camping des Flots Bleus, se défient à l'Armorica's Cup en tirant, faute de bords, une charrue ! Les convives mangent un bison qui aura nécessité 30 heures de cuisson. Le groupe de musique tzigane Les Pires est la première tête d'affiche. Après Le paysan, texte de J-M Le Boulanger sur l'air du Forban, le nouvel hymne charrusien est Le Léon de François Boulic sur l'air des « Corons » de Pierre Bachelet. L'animation musicale est confiée aux groupes et fanfares B12, Oy Ventilo, La Folyre, Soft Touch Band et Students Brass Band.
En 1994, 3 000 festivaliers assistent aux concerts,.

### Délocalisations (1995–2000)

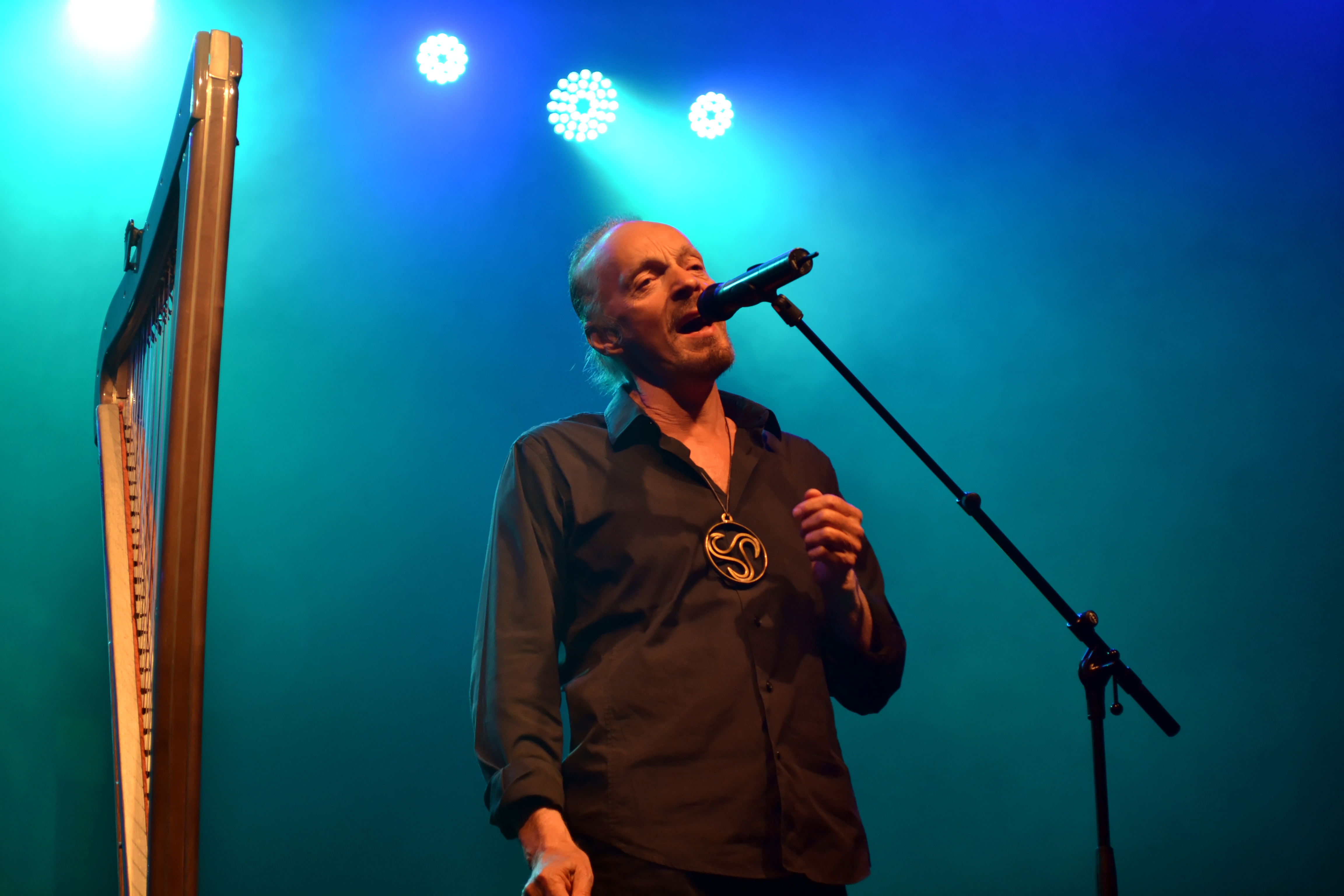
Alan Stivell, Back to Breizh

En 1995, le festival s’installe dans le centre de la ville de Carhaix et passe de 1 à 3 jours. Le prix d'entrée est de 30 F. Lors d'un reportage en 1996, le président de l'association éponyme, Yann Rivoal déclare l'objectif commun des associations du lieu : faire vivre le Centre Bretagne grâce au bénévolat. En 1997, l'affluence double avec 40 000 billets vendus.
En 1998, le festival quitte le centre-ville de Carhaix pour rejoindre Kerampuilh. Le festival voit l'arrivée de Jean-Philippe Quignon en tant que coprogrammateur bénévole, avec Jean-Jacques Toux, puis coprésident. Le président du festival Tamaris à Morlaix apporte avec lui son réseau. L'équipe s'élargit et d'anciens du festival rock Tamaris sont embauchés. Près de 1 400 bénévoles sont à pied d'œuvre. Des professionnels effectuent la sécurité et un grand camping est dédié à proximité du site, équipé de douches. L'édition 1998 permet au festival d'atteindre un nouveau record de fréquentation avec 100 000 festivaliers accueillis,.
En 1999, le festival passe à six jours et installe trois scènes. Le 14 juillet est consacré à la culture bretonne, avec le premier rassemblement « Bagadañs » des bagadoù et cercles, qui rassemble 15 000 personnes à Carhaix. Christian Troadec annonce lors de l’inauguration du Technopôle économique et culturel de Carhaix, que « pour la première fois à l'occasion d'un festival en France, l'édition 2000 des Vieilles Charrues aura lieu à guichets fermés ». Le Conseil général décide de ne pas subventionner le festival car ayant déboursé un million de francs à Diwan[pas clair]. Durant le festival, une rave party qui se déroule parallèlement fait craindre des risques sur le festival. L'affiche présente un lapin qui fait le signe V, une façon de se moquer du rassemblement de Brest 2000 au même moment. 

### Du10eau20eanniversaire(2001–2011)

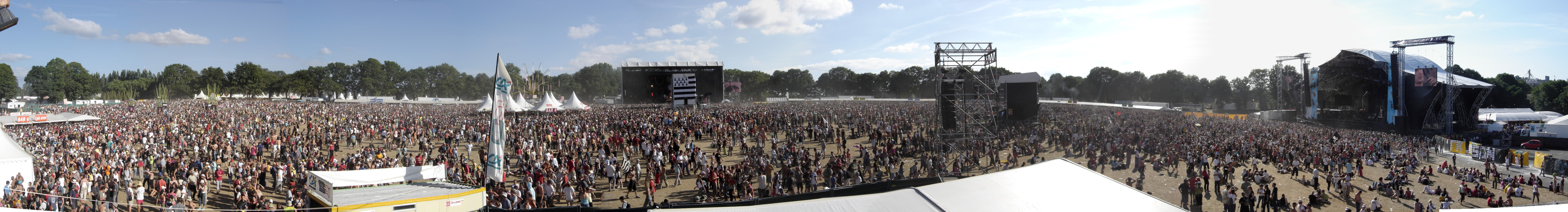
Vue panoramique de l'édition 2006 du festival des Vieilles Charrues.

Le festival accueille un nouveau président, Paul Hély, Christian Troadec ayant été élu maire de Carhaix. 200 000 personnes réparties sur trois jours sont présentes. L'édition est entaché par l'annonce de la mort d'un jeune dans la nuit, endormi sur une route où reculaient les camions en dehors de l'enceinte et écrasé par l'un d'eux, bouleverse les Charrues.
En 2002, le festival accueille 160 000 spectateurs. En 2003, le festival est jusqu'au dernier jour menacé par le conflit portant sur la réforme du statut des intermittents du spectacle. -M-, qui annule sa venue, est remplacé par Arno. Renaud et Laurent Voulzy. En 2004, le festival doit faire face à l'annulation de David Bowie pour raison de santé et de Salvatore Adamo (remplacé par Hugues Aufray,). Pour la première fois un Ministre de la Culture (Renaud Donnedieu de Vabres) vient faire un tour dans le plus grand festival de rock français. Un début de reconnaissance pour un événement qui s'est développé en s'autofinançant presque entièrement.

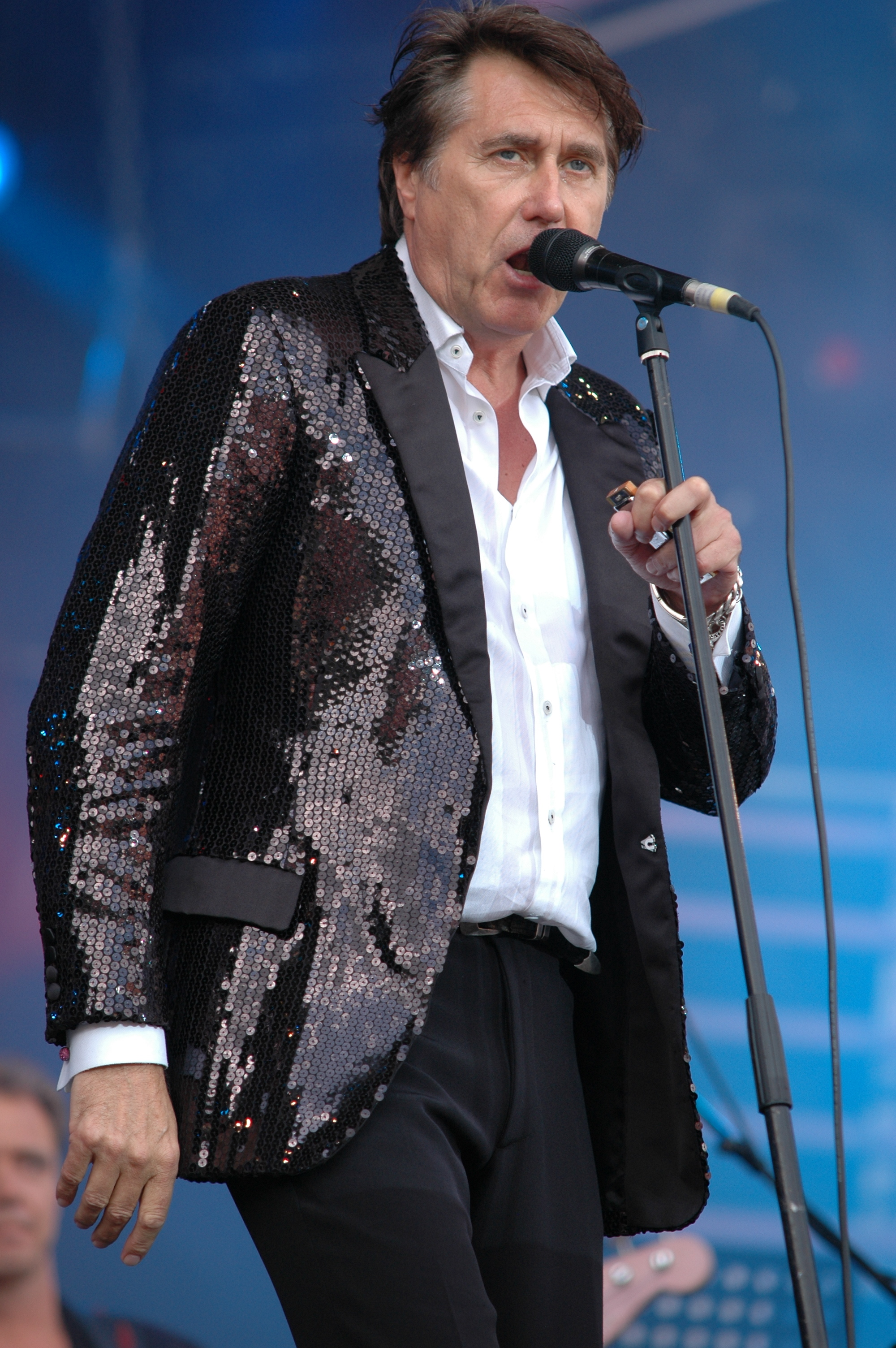
Bryan Ferry sur la scène Glenmor.

Le festival 2006 atteint les 200 000 entrées payantes,. Pour la première fois, le festival accueille un humoriste : il s'agit de Jamel Debbouze, qui s'en sort « en virtuose » selon Le Parisien. Dans le cadre de la tournée Flashback Tour, Johnny Halliday se produit le 20 juillet 2006 au festival. Point noir de cette édition, une festivalière se suicide. 
Le succès des festivals grandissant, ils se retrouvent en concurrence pour attirer les têtes d'affiche et les festivaliers ; à Bobital, le festival des Terre-Neuvas disparaît en 2008.
En 2007, l'association met en place son premier festival de printemps au mois de mars, « Les Vieilles Charrues Remettent le Son »,. Le festival dure quatre jours et accueille Ayọ, Sinéad O Connor, Rickie Lee Jones, Klaxons.
L'édition 2008 accueille 215 000 spectateurs. Yann Rivoal, directeur du festival depuis 2001, quitte la direction en 2008. Pendant cette édition, Gad Elmaleh fait un one-man-show. L'édition connaît un record d'affluence avec 215 000 festivaliers, pour la première fois invités officiellement à se déguiser.
En 2009, Jeff Moran, maire de Woodstock (dont le festival fête ses 40 ans) est invité d'honneur de cette édition. La même année est posé la première pierre d'un projet de centre de valorisation, d'interprétation et de formation à Carhaix. Le record de fréquentation est battu avec 230 000 festivaliers. La direction accueille un nouveau directeur, Loïc Royant. Le groupe Suprême NTM, prévu le samedi soir, doit être annulé à la suite de l'incarcération de JoeyStarr. Lily Allen annule aussi. Le festival accueille Toots and the Maytals et Indochine,. Plus de 35 000 billets journée sont vendus le 5 mars.
En 2011, le festival accueille Lou Reed, PJ Harvey, Supertramp, Cypress Hill, David Guetta, Snoop Dogg, Eddy Mitchell, Yannick Noah, Kaiser Chiefs, Jack Johnson, Pulp, Jarvis Cocker, Chemical Brothers, Pierre Perret, Olivia Ruiz, La Briochine Yelle, Goran Bregovic, Ar Re Yaouank, Stand High Patrol, Scorpions, Jean-Louis Aubert, Mondkopf, Shaka Ponk, Julien Tiné, The Hyènes, La canaille, M.I.A, Foals, Soprano, Stromae, Cold War Kids, DJ Elwood, Barrington Levy, Yannick Noah, Angus and Julia Stone, Zebra and Le Bagad Carhaix, Aaron, The Shoes, Gildas Kitsune, Ibrahim Maalouf, Olli and Mood, Bobby & Sue, Misteur Valaire, Asaf Avidan and the Mojos, House of Pain, Ben l'Oncle Soul, DJ Tagada,,.
Lors de la mise en vente officielle des tickets, le 15 avril, tous les forfaits 3 et 4 jours ont été épuisés en à peine 24 heures (175 000 billets en trois jours). Ainsi, le festival s'est déroulé à guichets fermés, avec 268 000 entrées en 4 jours dont 212 000 payantes.

### Continuités (2012–2019)

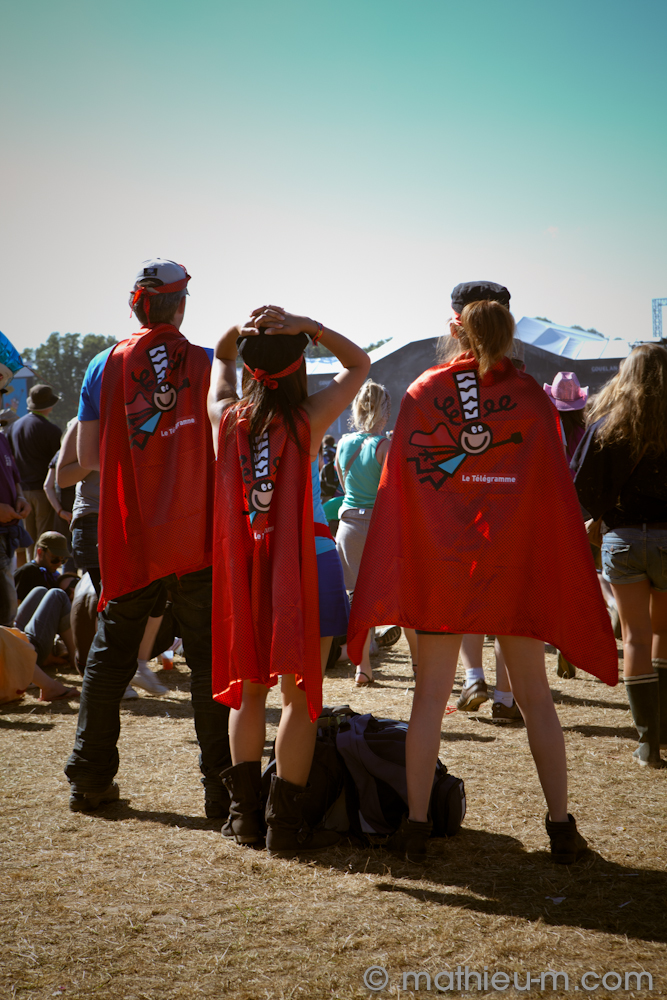
Festivaliers déguisés en super-héros, en référence au thème du festival.

Au mois de janvier 2012, le thème des super-héros est dévoilé ainsi que les 11 premiers noms de l'affiche. L'affiche n'est pas finalisée à cause de négociations afin d'inviter Radiohead,. Le festival a lieu du 19 au 22 juillet. Contrairement aux précédentes éditions — dont la billetterie avait été ouverte au mois d'avril —, la billetterie complète ouvre le 6 décembre 2011. Seuls 30 000 à 50 000 billets sont mis de côté afin d'être vendus après l'annonce de la programmation. La Webcover, initiée en 2003, est remplacée au profit d'une web tv, dont les conférences de presse artistes sont retransmis intégralement sur YouTube. Les conférences sont présentées par Samuel Degasne,,. Portishead, Zebda M83 et Robert Smith (The Cure) participent aux conférences. Cette édition est marquée par le décès le 7 septembre 2012 du coprésident et co-programmateur des Vieilles Charrues, Jean-Philippe Quignon, bénévole aux Vieilles Charrues depuis 1998. La prestation de Bob Dylan est mal reçue par les festivaliers.
La 22e édition des Vieilles Charrues se déroule du 18 au 21 juillet 2013. Le thème des Gaulois est annoncé lors de la soirée organisé pour les 2 000 bénévoles. À partir de cette édition, c'est Jérôme Tréhorel, ancien responsable du pôle communication et partenariats, qui assume la fonction de directeur du festival. Le festival accueille Cashmere Cat, Rangleklods, Barzaz, Rammstein, Neil Young and Crazy Horse, The Roots, Rone, Jonathan Wilson, Wild Belle, Féfé, Oxmo Puccino, Hanni El Khatib, Yan Wagner, Superpoze, Gentleman and the Evolution, Benjamin Biolay, Asaf Avidan, Paul Kalkbrenner, Vitalic, Brns, Suuns, Half Moon Run, Juveniles, Keny Arkana, Two Door Cinema Club, Lilly Wood & The Prick, Naive New Beaters, -m-, Elton John, Lescop, Rokia Traoré, Raphael, The Hives, Interzone, Jacky Molard Quartet, Youn Sun Nah, Marie Pierre Arthur, Charles Bradley, The Vaccines, Skip & Die, Mermonte, Mesparrow, La Femme, La Gale, Marc Lavoine, Phoenix, Busy P, Santana, Alt-j, Lou Doillon, Neil Young,. Dix jours avant sa venue, Elton John annule sa venue pour raisons de santé et c'est Patrick Bruel qui complète la soirée du vendredi. Pour la première fois, le festival enregistre une baisse de la fréquentation et termine déficitaire.
Juste avant le début du festival, le 14 juillet, les Vieilles Charrues remportent la Coupe du monde des festivals.

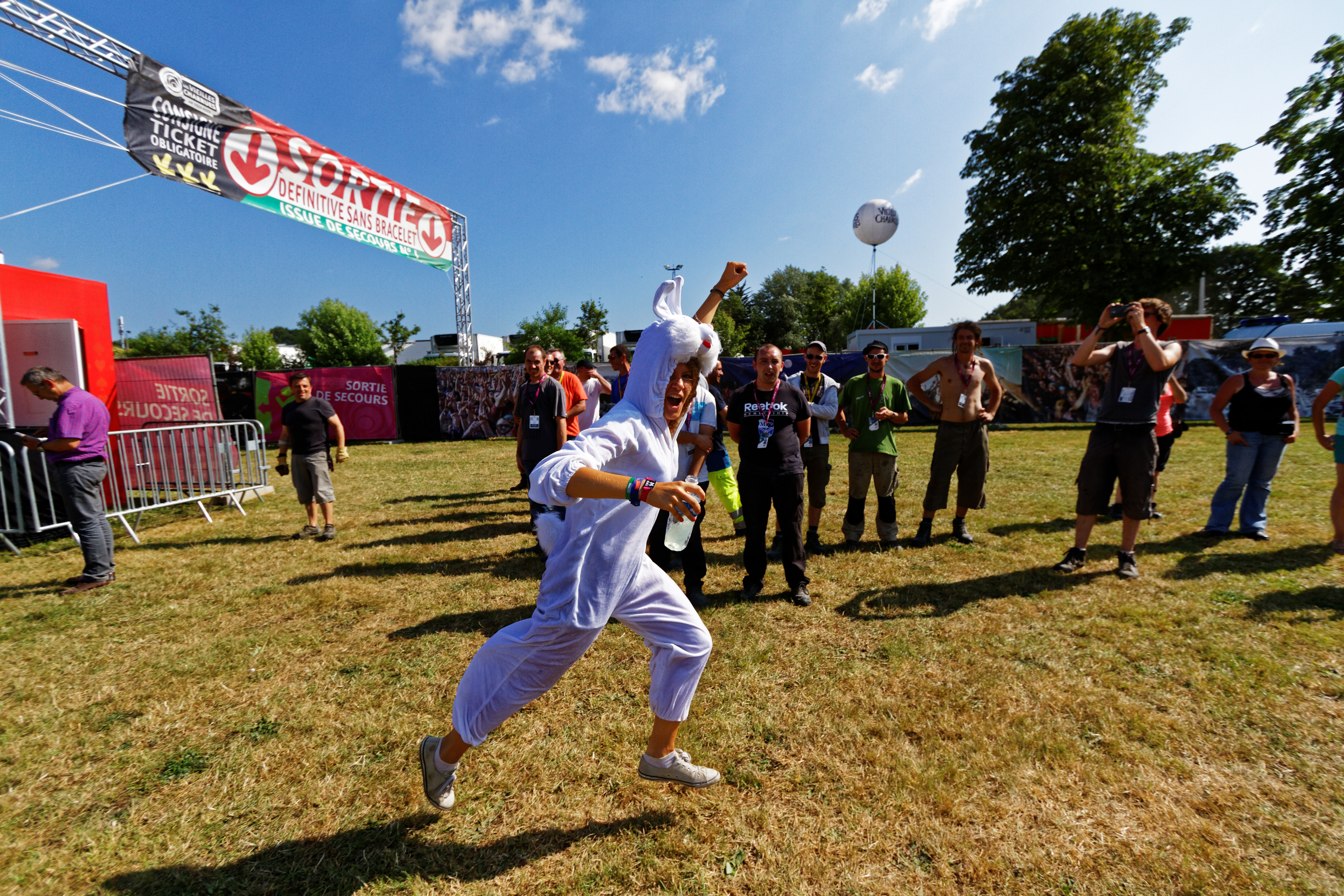
Festivalier déguisé en lapin lors de l'édition de 2015.

La 23e édition se déroule du 17 au 20 juillet 2014. Le thème est l'heroic fantasy. Parmi les artistes participant se trouvent Elton John, Stromae, Arctic Monkeys, Shaka Ponk, Girls in Hawaii, Tinariwen, Détroit, The Black Keys, Franz Ferdinand, Gesaffelstein, Indochine, Vanessa Paradis, Fauve, Skip the Use, Diplo, Casseurs Flowters, Julien Doré, Yodelice, Ky-Mani Marley, Miossec, The Celtic Social Club, Étienne Daho, Régis Huiban, Kavinsky, Thirty Seconds to Mars, Christophe et Lily Allen. La venue de Stromae déclenche un afflux d'enfants alors que le site n'est pas prévu pour cet affluence. Des mesures (pré-inscription obligatoire, espace réservé...) sont mises en place pour gérer l'affluence. Miles Kane annule sa venue pour cause de malade et est remplacé par BB Brunes. L'édition accueille 225 000 personnes durant 4 jours, dont 175 000 entrées payantes. En parallèle, se tient le premier West Web Festival, consacré aux start-ups et à la culture web entrepreneuriale.

### Éditions 2015–2019

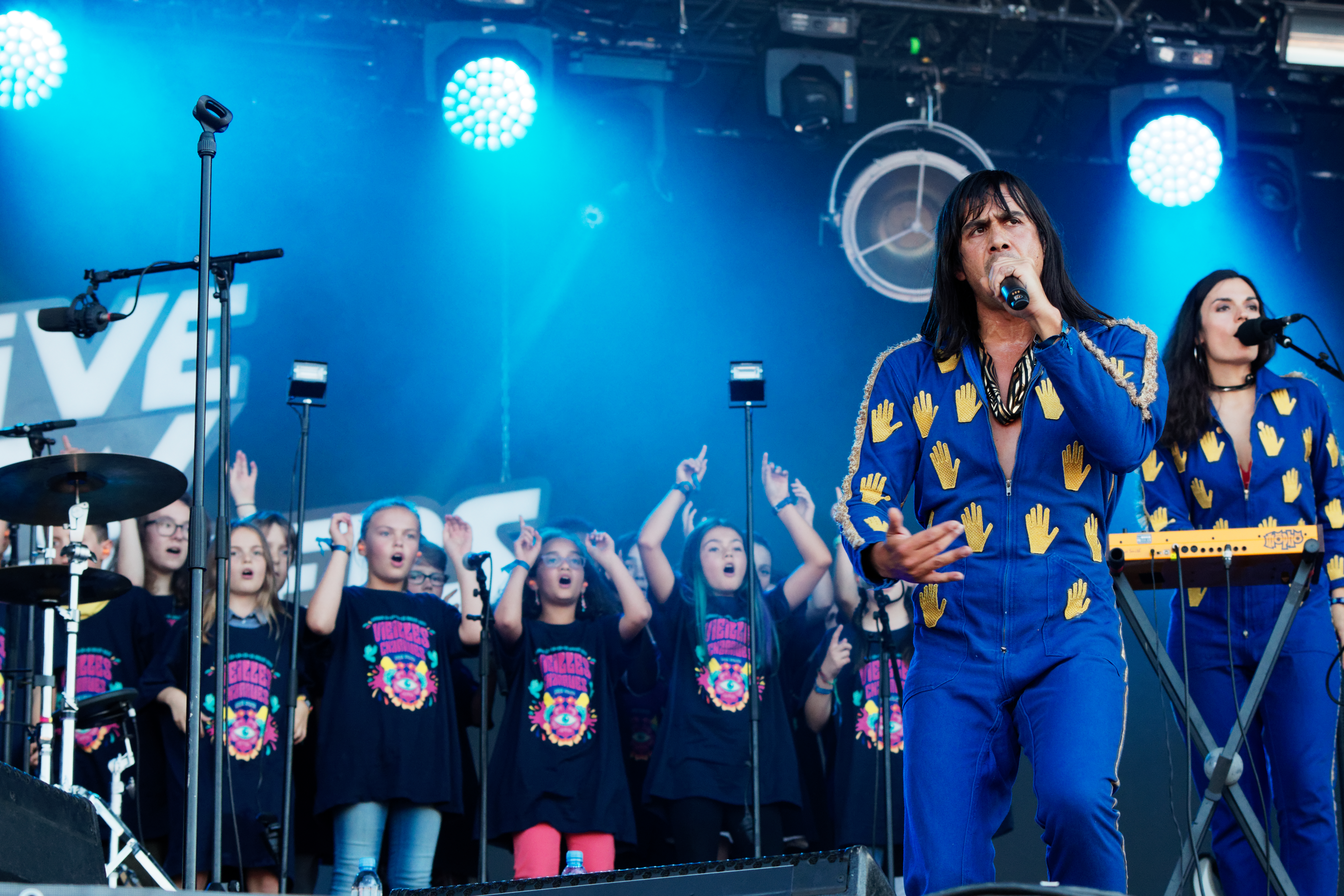
Naive New Beaters et les élèves de l'école de musique du Poher.

L'édition 2015 tourne autour de l'univers du conte Alice au pays des merveilles. Durant cette édition participe Muse, Tom Jones, The Chemical Brothers, The Dø, Archive, Christine and the Queens, Boris Brejcha, The Prodigy, George Ezra, SBTRKT, Calogero ou Madeon, Lionel Richie, Joan Baez, London Grammar et David Guetta. Lionel Richie interprète We Are the World avec une chorale d'enfants. Le festival accueille plus de 250 000 personnes sur le site de Kerampuilh et 30 000 campeurs. La direction du festival rend obligatoire le paiement sans contact à l'aide d'un bracelet « Moneiz » de Weezevent,,. Cette mesure suscite une réaction du collectif « Faut Pas Pousser » pour s'opposer au « puçage des festivaliers »,,.
Le 25e festival se déroule du 14 au 17 juillet 2016 avec pour thème le retrogaming. À la suite des attentats de Nice, de nouvelles mesures sont instaurées : plus de contrôles de voitures et des fouilles renforcées,. Une minute de silence est respectée. L'ouverture de la billetterie conduit à une rupture des pass 3 et 4 jours en moins de trois heures. Le budget pour cette édition est de 13 millions d'euros. Un effort plus important est accordé à la décoration du site, de jour comme de nuit, avec une mise en lumière complètement revue. Dès l'entrée, les festivaliers passent sous un visuel du labyrinthe de Pac-Man. Début 2016, sont annoncés Lana Del Rey, Pixies, The Kills, Lilly Wood and the Prick, Fakear et Pharrell Williams. Le festival accueille 278 000 personnes, ce qui est un nouveau record d'affluence. Le 1er octobre 2016, une soirée anniversaire a lieu dans Central Park à New York, avec l'aide des bénévoles de l'association BZH New York. 5 000 personnes assistent aux concerts d'artistes passés par Carhaix : Alan Corbel, Krismenn & AleM, The Celtic Social Club, -M- et The Avener.
La 26e édition du festival se déroule du 13 au 16 juillet 2017. Le thème ce cet édition est le mouvement hippies et à Woodstock. Un nouvel espace détente appelé « Park du Château » est mis en place. Le camping est renommé « Woodcamp ». À cette édition participe Die Antwoord, Arcade Fire, Macklemore et Ryan Lewis, Jean-Michel Jarre, Phoenix Renaud, Manu Chao, Matmatah, PNL (Peace N' Lovés), Kery James, Vianney, DJ Snake, Feder, Møme,Radio Elvis, The Inspector Cluzo, Super Parquet, Sônge, Sylvain Barou, KBA et Fleuves. Le budget pour cette édition est de 16 millions d'euros. La fréquentation totale est de 280 000 personnes, soit environ 2 000 de plus qu'en 2016.
La 27e édition se déroule du 19 au 22 juillet 2018 et à pour thème l'été indien. Pour cette édition, 6 800 bénévoles sont mobilisés, soit 500 de plus que les années précédentes et répartis dans plus de 70 secteurs différents. Durant cette édition participent Olli and the Bollywood Orchestra, Marquis de Sade, Depeche Mode, Soulwax, Revolutionary Birds, Cœur de Pirate, Altin Gün, Portugal The Man, Mogwai, Delgrès, Therapie Taxi, Liam Gallagher, Lomepal, La Fène, Jain, No Land, Hungry 5 Feat - Worakls, N’to et Joachim Pastor, IAM, Throes + The Shine, Lysistrata, Rilès, Kygo, Kokoko !. Plusieurs groupes britanniques sont programmés avec en ouverture le jeudi, Liam Gallagher (ex-chanteur d'Oasis) le vendredi, Gorillaz et Massive Attack le samedi, Robert Plant (ex-chanteur de Led Zepplin) le dimanche notamment Damso, Bigflo et Oli, Véronique Sanson, et Fatboy Slim,. Les prestations sont marquées par des échanges entre les artistes : Kungs invite MHD sur scène, M s'invite chez Deluxe, La Femme s'invite chez FFF, Faada Freddy rejoint The Celtic Social Club, ou encore la rencontre de Sônge et Colorado, de KillASon et des danseurs bretons, Naive New Beaters avec des élèves de l'école de musique du Poher. Deux groupes français de rock alternatifs y célèbrent leur retour : les Rennais de Marquis de Sade pour fêter leurs 40 ans et Les Négresses vertes pour les 30 ans leur album Mlah. Le 13 décembre 2017, trois heures après l'ouverture de la billetterie, 120 000 billets sont vendus, dont l'ensemble des pass 3 et 4 jours, soit un peu plus de 25 000 pass, en moins de 20 minutes. Pour fluidifier le passage, de nouvelles entrées sont organisées. L'édition est marquée par le déplacement de la ministre de la culture, Françoise Nyssen qui réaffirme son soutien aux festivals en annonçant une mission ministérielle et s'entretient avec le directeur au sujet des coûts liés à la sécurité.
La 28e édition se déroule du 18 au 21 juillet 2019 sur le thème du carnaval. Cette édition accueille Ben Harper and the Innocent Criminals, Iggy Pop, David Guetta, Étienne de Crécy, Jamel Debbouze,, The Chainsmokers, Nile Rodgers et son groupe Chic, le DJ Paul Kalkbrenner, Booba, Tears for Fears et Razorlight, Jane Birkin, Aya Nakamura, Black Eyed Peas, Boris Brejcha, Alice Merton, Christine and the Queens, Hubert-Félix Thiéfaine, Lomepal, Petit Biscuit et Martin Garrix, Columbine,. La prestation de Jamel Debouze est le premier one-man-show depuis treize ans.

### Période Covid-19 et30eanniversaire(2020–2022)

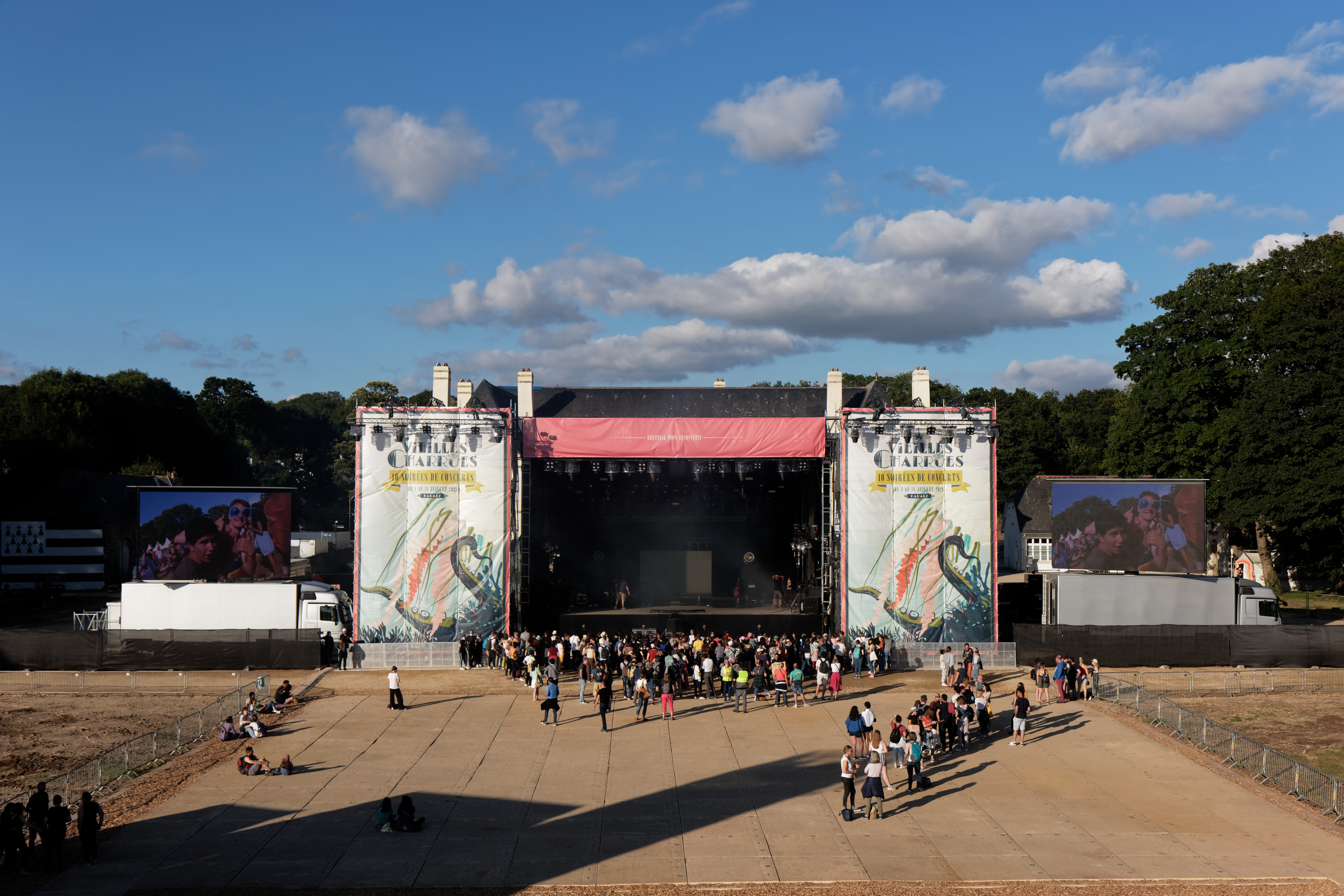
En 2021, l'unique scène, avec ses deux écrans géants, installée devant le château de Kerampuilh.

La 29e édition est censée se dérouler du 16 au 19 juillet 2020,. Le thème de cette année est l'univers de Jules Verne, et notamment de Vingt Mille Lieues sous les mers. La programmation prévoit la venue de Iggy Pop, Booba, Zazie, Jamel Debbouze, Aya Nakamura, Tears for Fears, Christine and the Queens, Martin Garrix, David Guetta, Jeanne Added ou encore Hubert-Félix Thiéfaine et Boulevard des Airs, Céline Dion, Angèle, Lenny Kravitz, Catherine Ringer, DJ Snake, Ms. Lauryn Hill, le vendredi, Lenny Kravitz, Mika le samedi, James Blunt, Angèle et The Avener le dimanche,. Le budget est de 17 millions d'euros. La billetterie ouvre seulement pour ce concert et les 55 000 places trouvent preneur en moins de neuf minutes. À cause de la crise sanitaire liée à la Pandémie de Covid-19, le festival est annulé.
Le festival a lieu du 8 au 18 juillet 2021,. Une nouvelle scène est installée devant le château de la plaine de Kerampuilh, où se tient habituellement le festival autour de quatre scènes. Dix soirées de concerts ont lieu, du 8 au 18 juillet, avec une jauge maximum de 5 000 spectateurs. Un pass sanitaire est également mis en place. La programmation comprend Catherine Ringer, The Avener, Stephan Eicher, Vianney, Yseult, Woodkid, Benjamin Biolay, Gaël Faye, Raphael, Feu! Chatterton, Philippe Katerine, L’Impératrice, Ben Mazué, Pomme ou encore les bretons Yelle, Hervé, Miossec, Brieg Guerveno. Le festival est en partenariat avec Europe 2 et l'association Agriculteurs de Bretagne, qui accueille notamment le présentateur et communicant Mac Lesggy. Jean-Luc Martin, président des Vieilles Charrues, est également l'un des administrateurs d’Agriculteurs de Bretagne. Côté billetterie, 30 000 places sont vendues sur les 50 000 mises en vente. D'après Jérôme Tréhorel, le directeur du festival, qui compte sur les aides annoncées par le gouvernement, le budget « sera à l'équilibre ».
L'édition 2022 a lieu du 14 au 17 juillet,. Le thème de cette édition est les années 1990. Cette édition accueille Matmatah (avec les sonneurs et danseurs de la Kevrenn Alre), -M-, Stromae, DJ Snake, Orelsan, Vianney, Angèle, Midnight Oil Têtes raides,,,,. Le 15 juillet 2022, Rilès demande Elisa Parron en mariage sur scène,. Le billet journée coûte toujours 44 €. Les prix des forfaits augmentent eux de 3 € : à partir de 122 € les 3 jours, et de 162 € les quatre jours. Les billets achetés pour l'édition 2020 ne seront pas valables pour 2022. Le festival affiche complet, avec 280 000 festivaliers, mais doit faire face à des retards de livraison (dont des éléments de la scène principale), des pénuries et une inflation généralisée.

### Depuis 2023
Le festival a lieu du 13 au 17 juillet 2023,,. Le festival accueille notamment Robbie Williams, Aya Nakamura, Soprano et Lomepal,,. La fin du festival est consacrée aux Red Hot Chili Peppers,. Céline Dion ayant reporté sa tournée européenne Courage, le concert de 2020 était annoncé pour l'édition 2021, avant d'être une nouvelle fois reporté en 2022 puis au jeudi 13 juillet 2023 et finalement annulé, sa maladie l'empêchant de repartir en tournée. Un report au 11 juillet 2024 a été un temps envisagé pour éviter un téléscopage avec les Jeux olympiques de Paris, mais la décision a été annulée par la production.
La billetterie ouvre le 14 décembre 2022. Durant cette édition, le record du cachet le plus élevé de l'histoire est franchi avec près de deux millions d'euros pour Red Hot Chili Peppers sur un budget de 23 millions d'euros. Il y a aussi le record du concert le plus court, 7 minutes, dû à un retard du groupe Easy Life et l'accueil de 346 000 festivaliers.
L'édition 2024 a lieu du 11 au 14 juillet,. Le thème de cette édition est celui des sorcières. Le festival accueille Djadja et Dinaz, La Tène. Le festival attire 250 000 festivaliers, mais l’association accuse un déficit de plus d’un million d’euros.
L'édition 2025 a lieu du 17 au 20 juillet 2025,,. Les dates sont annoncées début décembre 2024. Plusieurs pass sont proposés, avec une hausse de 1 € par rapport à 2023 pour le billet jour qui est désormais à 52 €. Le site propose des aménagements tels qu'un camping aménagé. Le thème de cette édition est celui des îles. L'édition accueille pour la première fois le groupe Stereophonics. Pendant l'édition, huit résidents de l’Ehpad de Guémené-sur-Scorff se sont rendus le 18 juillet 2025 au festival. Sur place, les festivaliers peuvent gagner des places pour l’édition 2026.

## Organisation
Le festival est un annuel, programmé sur quatre jours le troisième weekend de juillet dans la commune de Carhaix-Plouguer,. Il est souvent surnommé « les Charrues ». Le festival ne célèbre pas, malgré son nom, les activités rurales. Celui-ci a été choisi par dérision vis-à-vis des fêtes alentour, des vieux gréements qui se déroulaient à Brest en particulier,.
Les Vieilles Charrues sont organisées par l'association éponyme. Les Vieilles Charrues mobilisent la population locale, et constituent un vecteur d’identité forte. Il propose aussi des artistes appartenant à de nombreux genres musicaux différents : rap, pop, rock, hip-hop, variété française et internationale ou chansons folkloriques.

## Espaces scéniques
Dès 1998, le site de Kerampuilh est aménagé pour un coût de 173 335 €, dont le câblage de 3,5 kilomètres enfouis à trois mètres sous terre pour la régie de la scène.

### Scène Glenmor

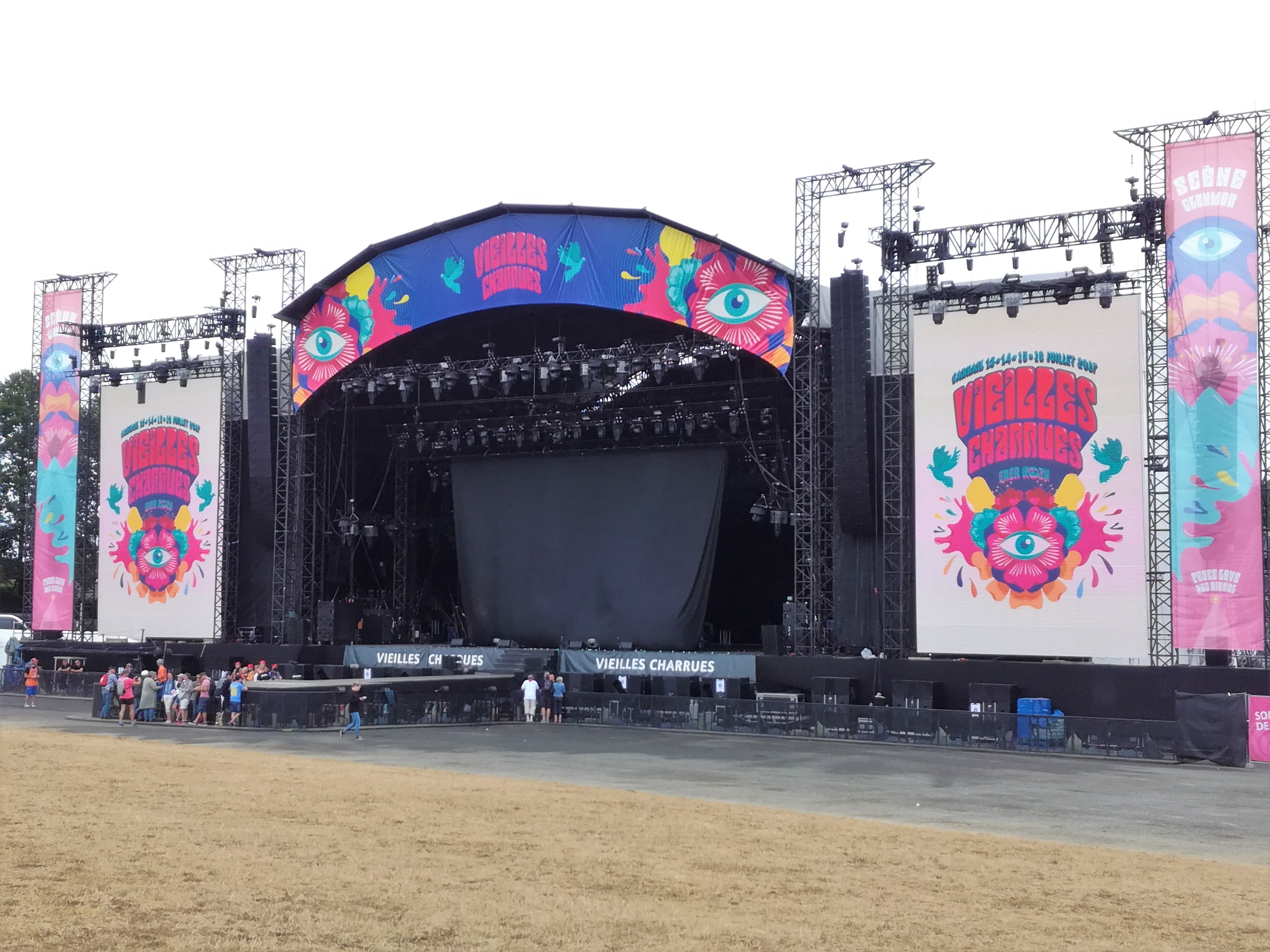
Scène Glenmor en 2017.

La scène Glenmor propose 26 mètres de large par 20 mètres de profondeur pour les artistes.
C'est la société Audiolite, basée près de Brest, qui sonorise et éclaire la grande scène depuis 1994. Au fil des éditions, les caractéristiques de l'espace scénique ont évolué, deux écrans géants ont été ajoutés et sa taille a augmenté en 2006 pour accueillir Johnny Hallyday, avec une ouverture de 40 mètres et une superficie artiste de 450 m2 ("Méga dôme" du prestataire Europodium).
À partir de 2012, la « grande scène » a gagné en hauteur, atteignant les 22 mètres grâce à sa forme de dôme. Elle conserve toutefois la même structure que la scène qui la précédait, le prestataire demeurant l'entreprise Stacco. Depuis cette date, elle est aussi utilisée par les Eurockéennes de Belfort, avant d'être montée à Carhaix deux semaines plus tard. Elle a par ailleurs été placée à sa hauteur maximale en 2013 pour accueillir les effets pyrotechniques du groupe Rammstein. Ses dimensions et sa surface totale de 1 000 m2 font d'elle l'une des scènes les plus grandes de France. « Glenmor » nécessite la présence de 33 techniciens et d'une trentaine de bénévoles durant la semaine d'installation, dont Jacquito, le responsable technique artistique depuis 2001. En 2023 une toute nouvelle grande scène voit le jour sur le site, construite quelques semaines avant par l'entreprise française FL Structure.

### Scène Kerouac
La deuxième scène porte le nom de l'écrivain et poète américain Jack Kerouac. En 2009, elle est utilisée par d'autres grands festivals (les Francofolies, Saint-Nolff, Route du Rock). Le plateau de scène fait 20 mètres de longueur sur 15 mètres de largeur et 2 mètres de hauteur. La structure, qui couvre 600 m2 au sol, est bordée par deux portiques soutenant chacun un mur d'enceintes et un écran géant. En 2016, elle est installée pour une fois après la première scène, servant une semaine avant le festival à un concert de Johnny Hallyday. En 2019, une nouvelle scène est utilisée, plus grande, quasiment de la même taille que Glenmor.

### Scène Grall
La troisième scène porte le nom de l'écrivain et poète léonard Xavier Grall. En 2007, le son est géré par Eurolive et l'éclairage par la société Art Light. Cette scène est utilisée en continu tandis que les deux principales fonctionnent à tour de rôle.

### Scène Gwernig
Le lieu est conçu pour écouter de la musique acoustique à l'écart du tumulte des scènes principales. Le Cabaret breton est reconduit dix ans durant, avant qu'il ne soit redynamisé en confiant la programmation à La Fiselerie, un collectif associatif de Rostrenen. 
La scène porte le nom de Youenn Gwernig. Le collectif sélectionne chaque année des artistes locaux aux horizons musicaux très variés, allant du kan ha diskan au rap ou au rock. De 2008 à 2012, il accueille le « championnat du monde de Air biniou ». Pour l'édition 2014, la scène Gwernig s'installe à la place de l'ancienne scène Grall et est dotée d'un chapiteau plus grand : 1 280 m2 et 18 m de hauteur, loué par la société My Structure.

### Tremplin des Jeunes Charrues
Le Tremplin des Vielles Charrues est un concours destiné aux jeunes musiciens bretons, avec à la clé la possibilité de se produire sur l'une des scènes du festival. Le système a existé entre 1996 et 2013.

## Fréquentation et tarifs
| Année | Dates           | Fréquentation (payante/totale) | Tarifs (€)    | Tarifs (€)    | Tarifs (€)      | Tarifs (€)      | Tarifs (€)    |
| Année | Dates           | Fréquentation (payante/totale) | Billets jeudi | Billets V/S/D | Forfait 3 jours | Forfait 4 jours | Billets lundi |
| ----- | --------------- | ------------------------------ | ------------- | ------------- | --------------- | --------------- | ------------- |
| 2023  | 13 - 17 juillet | 291 000 / 346 000              | 50            | 50            | 138             | 185             | 67            |
| 2022  | 14 - 17 juillet | / 280 000                      | 44            | 44            | 122             | 162             |               |
| 2020  | 16 - 19 juillet | NC                             | 59            | 46            | 125             | Non vendu       |               |
| 2019  | 18 - 21 juillet | 220 000 / 270 000              | 44            | 44            | 119             | 159             |               |
| 2018  | 19 - 22 juillet | 222 000 / 280 000              | 52            | 44            | 114             | 159             |               |
| 2017  | 13 - 16 juillet | / 280 000                      | 44            | 44            | 109             | 148             |               |
| 2016  | 14 - 17 juillet | / 278 000                      | 44            | 44            | 109             | 148             |               |
| 2015  | 16 - 19 juillet | 202 000 / 250 000              | 52            | 44            | 109             | 155             |               |
| 2014  | 17 - 20 juillet | 175 000 / 225 000              | 43            | 43            | 107             | 145             |               |
| 2013  | 18 - 21 juillet | 160 000 / 208 000              | 51            | 41            | 106             | 155             |               |
| 2012  | 19 - 22 juillet | 188 000 / 244 000              | 41            | 41            | 105             | 145             |               |
| 2011  | 14 - 17 juillet | 212 000 / 268 000              | 39            | 39            | 99              | 137             |               |
| 2010  | 15 - 18 juillet | 198 000 / 242 000              | 49            | 35            | 84              | 123             |               |
| 2009  | 16 - 19 juillet | 190 000 / 230 000              | 49            | 32            | 75              | 114             |               |
| 2008  | 17 - 20 juillet | 173 000 / 216 000              | 30            | 30            | 72              | 95              |               |

La différence entre la fréquentation totale et celle payante s'explique par le nombre important de festivaliers comptabilisés en plus des acheteurs de billets classiques. Pour chacune des soirées du festival, 53 à 55 000 places sont mises en vente, ce qui donne un potentiel de 212 à 220 000 entrées payantes sur quatre jours. Les différentes offres pour les partenaires, mécènes et entreprises représentent également des entrées payantes comptées à part (10 à 15 000 billets VIP), avec les places backstage (jusqu'à 5 000 personnes par jour) et les places Club VIP (1 000 personnes au maximum, correspondant à la capacité des gradins installés face à la grande scène). Le festival écoule 250 000 billets auxquels s'ajoutent au quotidien environ 15 000 personnes sur le site (environ 7 000 bénévoles, un millier d'invités ainsi que plusieurs centaines de techniciens, artistes, personnels de sécurité, journalistes, etc.).

## Autres actions

### Projets aidés
- Le lycée Diwan : en échange du financement du lycée[232], les lycéens participent bénévolement à l'organisation du festival[233],[234].
- Les Mémoires du Kreiz Breizh : les Mémoires du Kreiz Breizh sont nées de la rencontre de l’association Les Vieilles Charrues et de l’Université de Bretagne Occidentale (UBO), à Brest. La première, fidèle à sa volonté de promouvoir la Bretagne intérieure et la culture bretonne, souhaite prolonger la dynamique initiée par le festival par une action à l’année de valorisation du patrimoine[235].
- Le château de Kerampuil : les revenus du festival (450 000 €) permettent de lancer une première tranche de travaux, portant sur l'extérieur[236],[237].

## Impacts

Logo de l'association Les Vieilles Charrues depuis 2011.

### Culturel
Le cofondateur du festival puis maire de Carhaix Christian Troadec porte le projet du technopôle culturel, lancé avec l'appui du festival en 1996, qui comporte comme premières réalisations la publication de l'hebdomadaire Poher Hebdo et la création du lycée Diwan, seul lycée de langue bretonne, installé à Carhaix en 1997. Le festival promeut la langue bretonne,. Une partie de l'exercice de l'association est consacré au développement du tissu associatif et culturel du Centre-Bretagne, dans une démarche d'essor de la langue bretonne.

### Enregistrements live
Un certain nombre d'artistes ont publié l'enregistrement de leurs concerts aux Vieilles Charrues.
- Alan Stivell : Concert au Festival des Vieilles Charrues (2000)[242]
- Louis Chedid : Botanique et Vieilles Charrues (2003)[243]
- Paul Personne : Un 24 juillet 2004 aux Vieilles Charrues (2004)[244]
- Patti Smith : Trampin'... Live aux Vieilles Charrues (2004)[réf. nécessaire]
- The Celtic Social Club : Deluxe Édition (2014)[245]
- Startijenn & Cyril Atef : Live @ Vieilles Charrues (2019)[réf. nécessaire]

La photo de Jamiroquai prise sur l'avancée de scène en 2010 sert d'illustration à la pochette de son album Rock Dust Light Star.

### Développement durable
L'association souhaite intégrer une démarche de durabilité dans ses actions. Le festival fonctionne sur le bénévolat. Des actions de prévention des conduites à risque sont organisées. Des distributions gratuite d'eau ou de lait par les éleveurs locaux sont organisées.
L'apport économique sur le pays Cob est ainsi estimé à plus de 4,3 millions d'euros venant de l'extérieur, auxquels il faut ajouter les 4 millions d'euros dépensés à l'intérieur du pays Cob et l'impact économique secondaire (estimé en multipliant l'impact immédiat par un coefficient compris entre 1,2 et 1,8).
Sur le plan social il génère, outre les 35 emplois ETP de l'association, 65 postes dans les commerces et fournisseurs locaux.

## Galerie

### 2010-2017

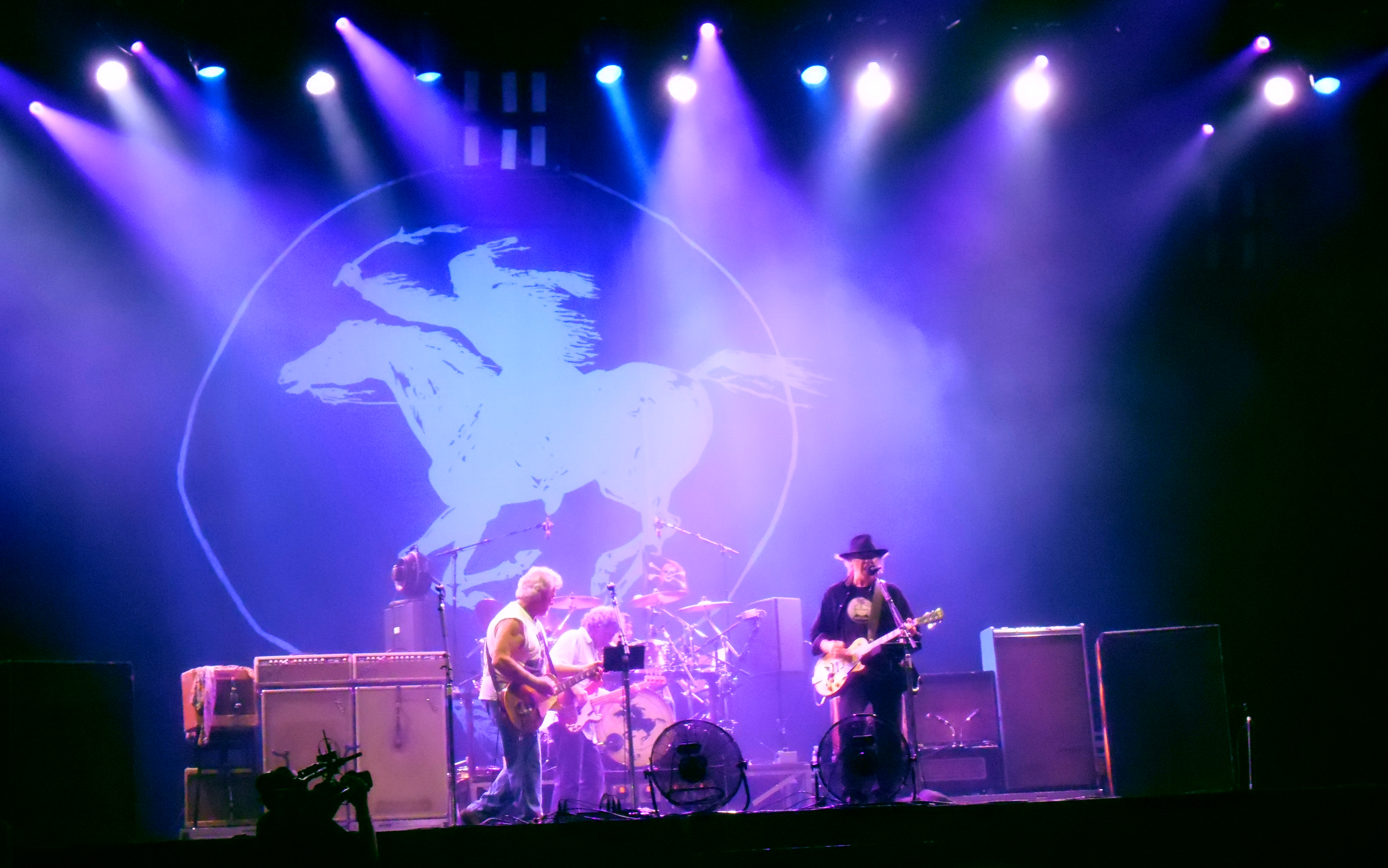
Neil Young and Crazy Horse.
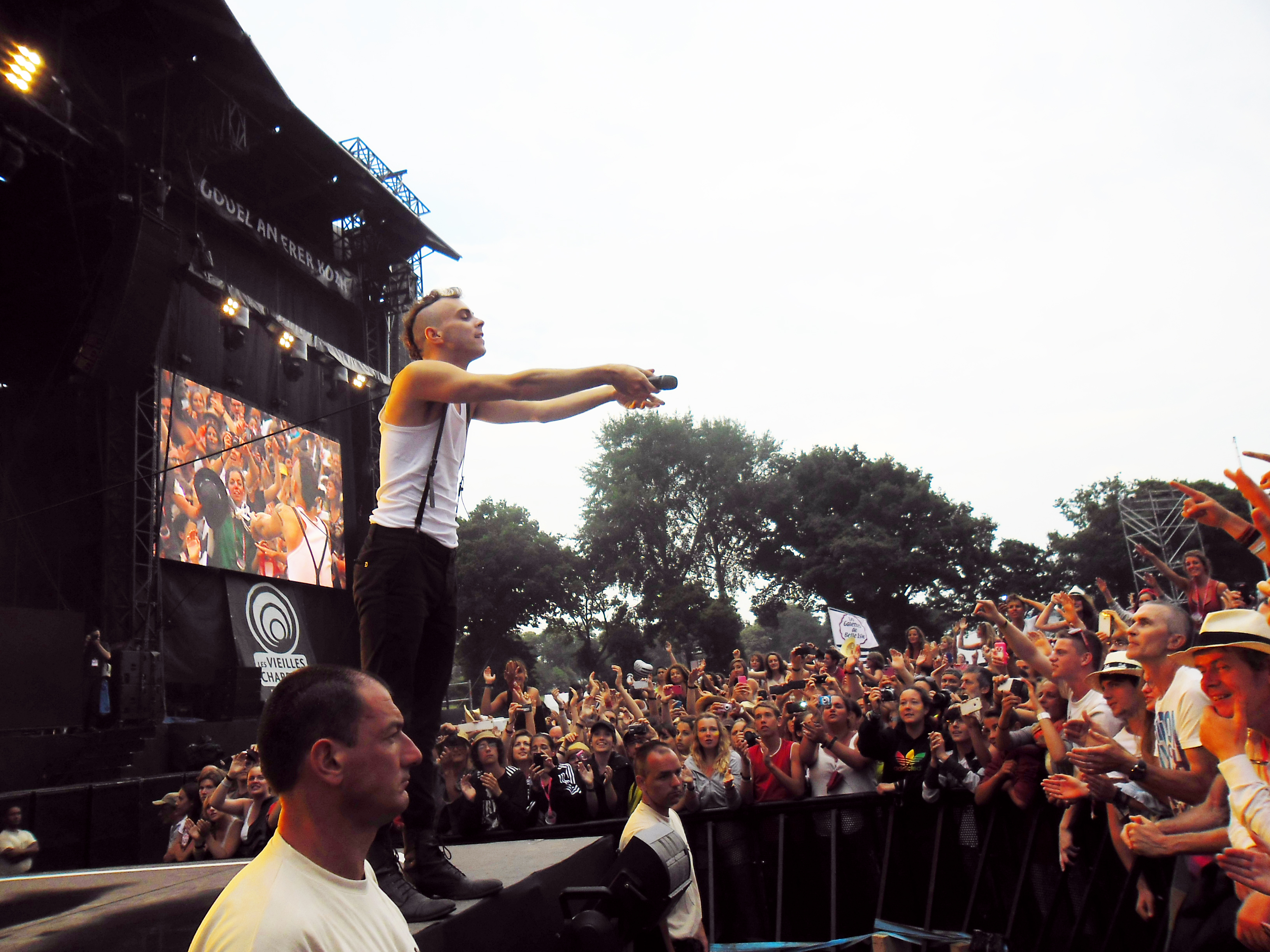
Asaf Avidan.
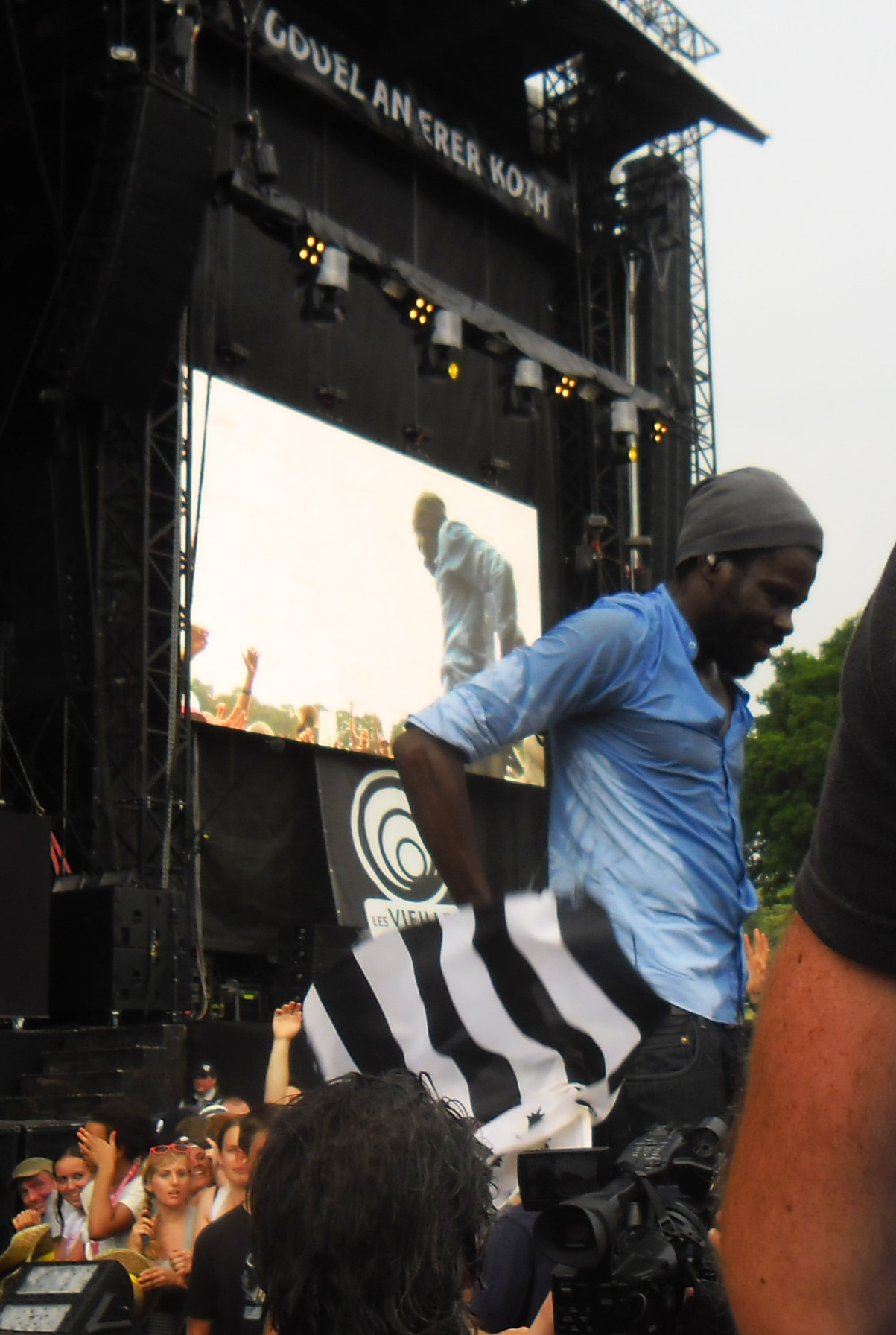
Féfé.
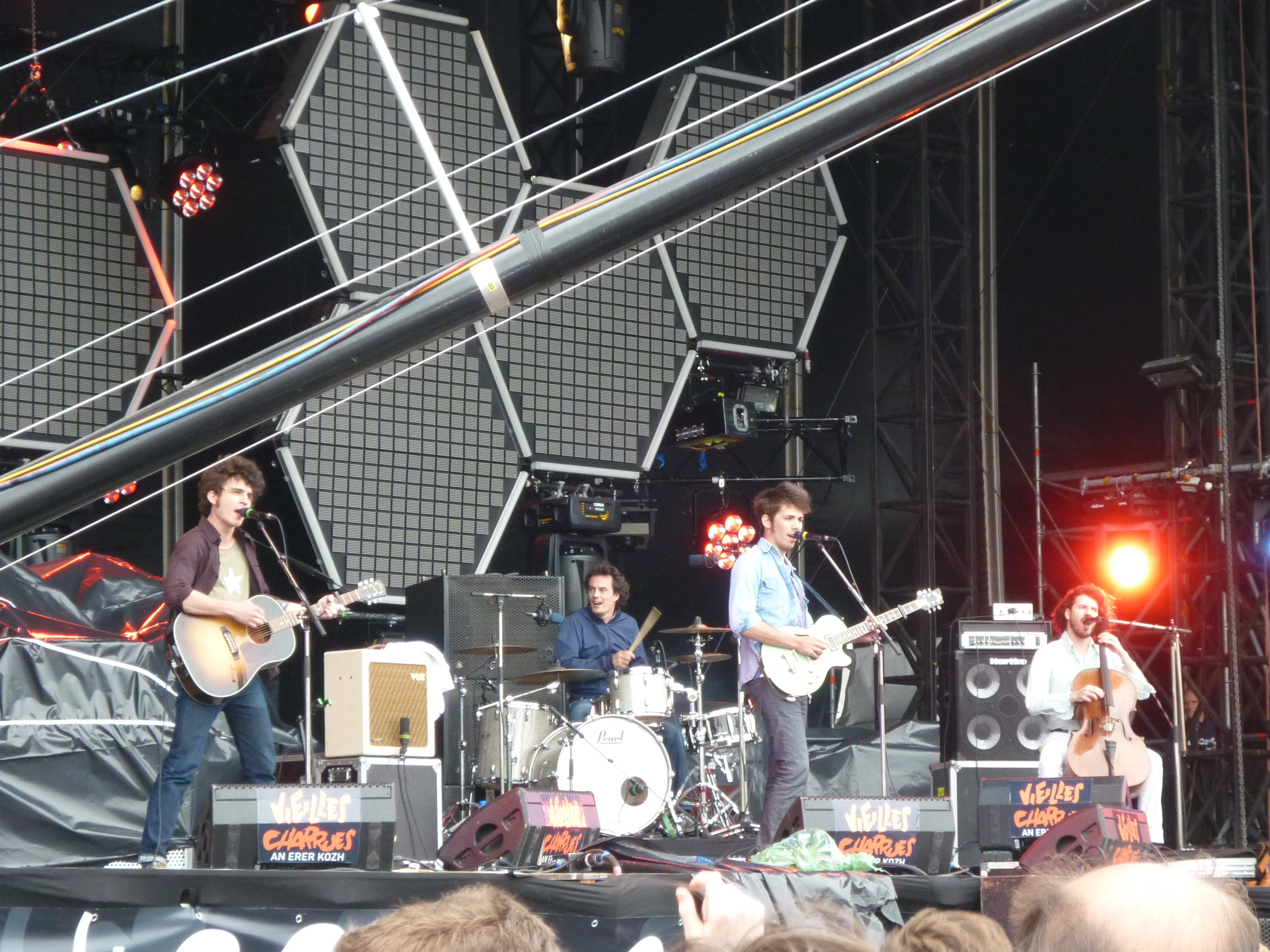
Revolver lors de l'édition 2010 du festival.
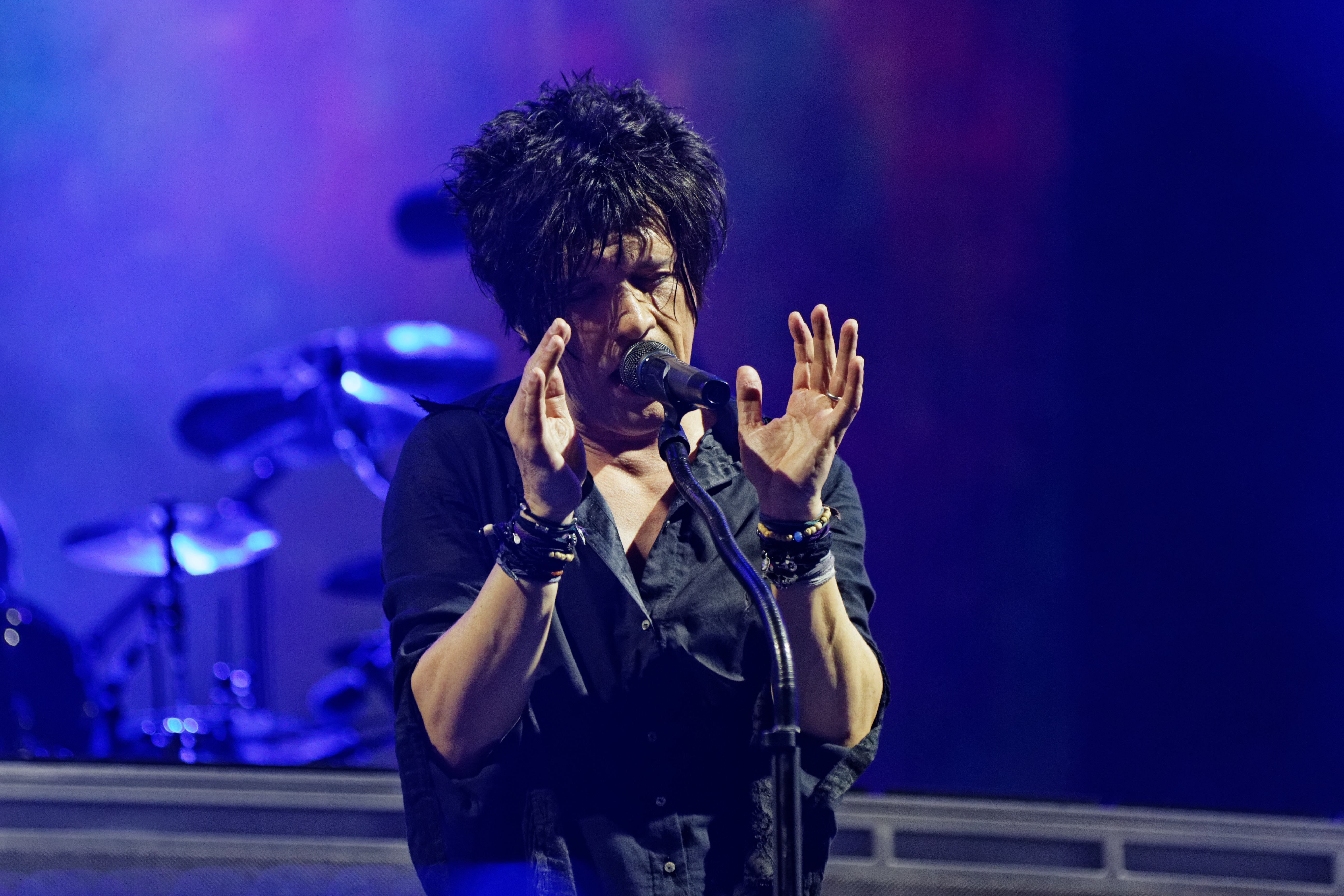
Indochine sur la scène Glenmor.
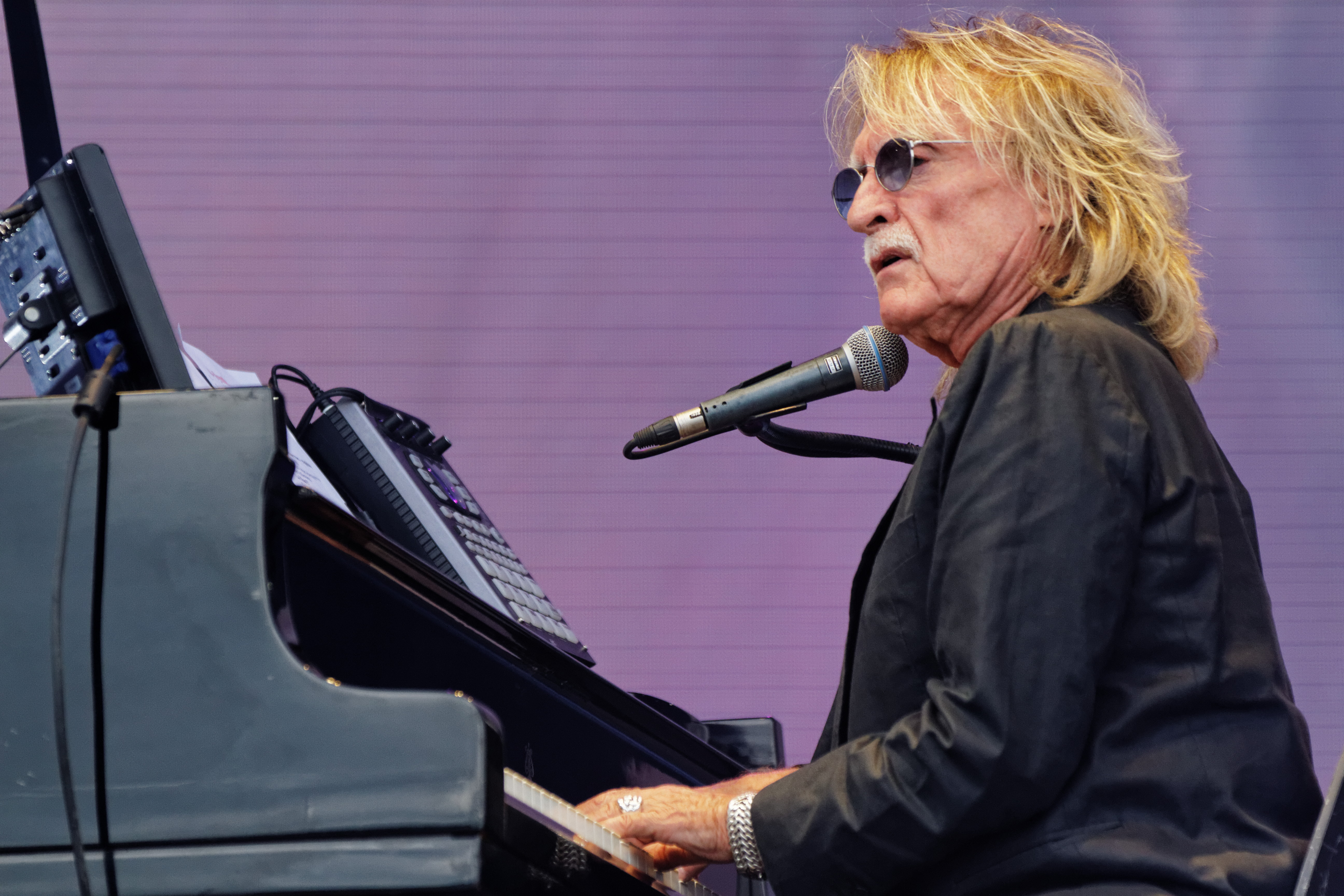
Christophe sur la scène Glenmor.
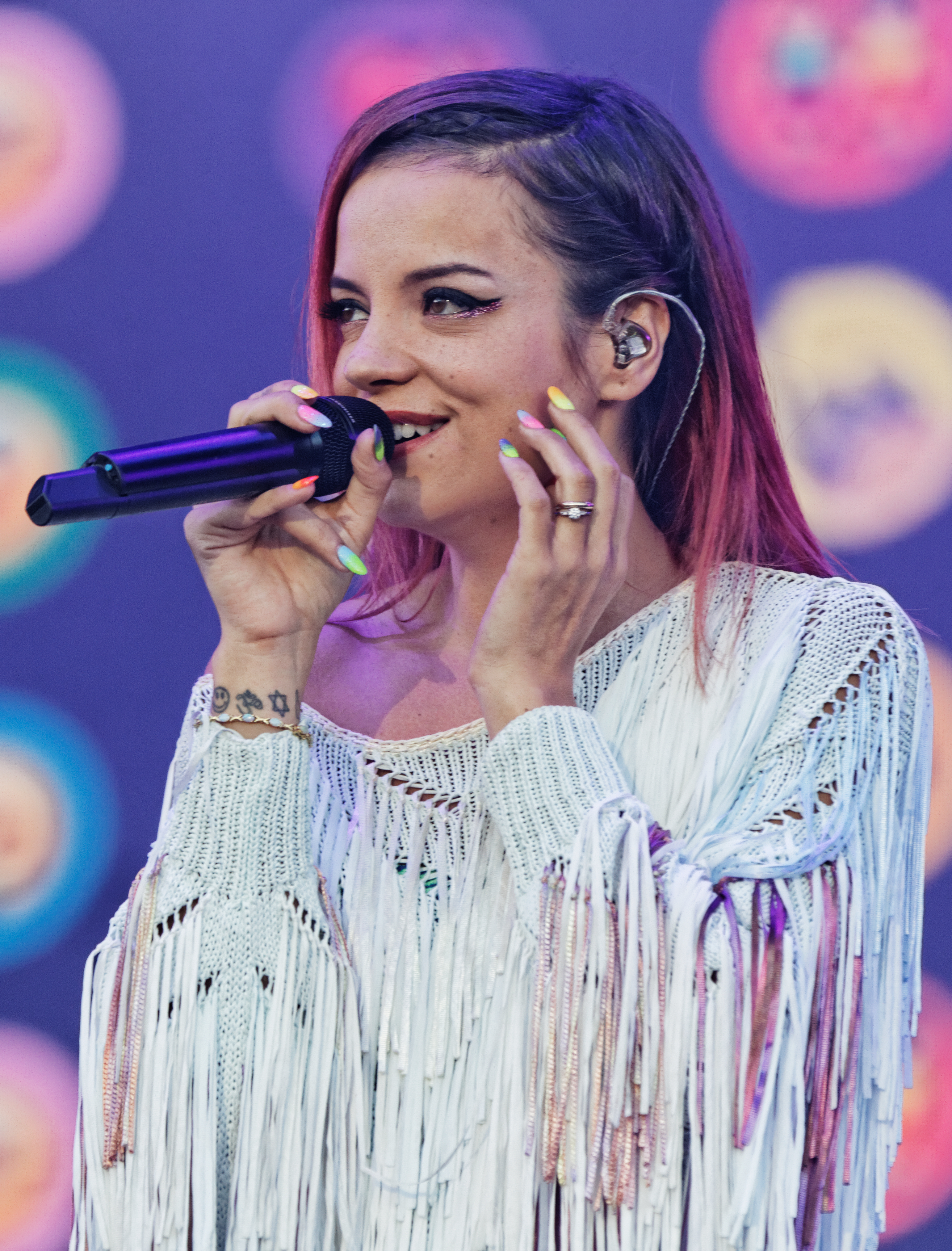
Lily Allen sur la scène Glenmor.
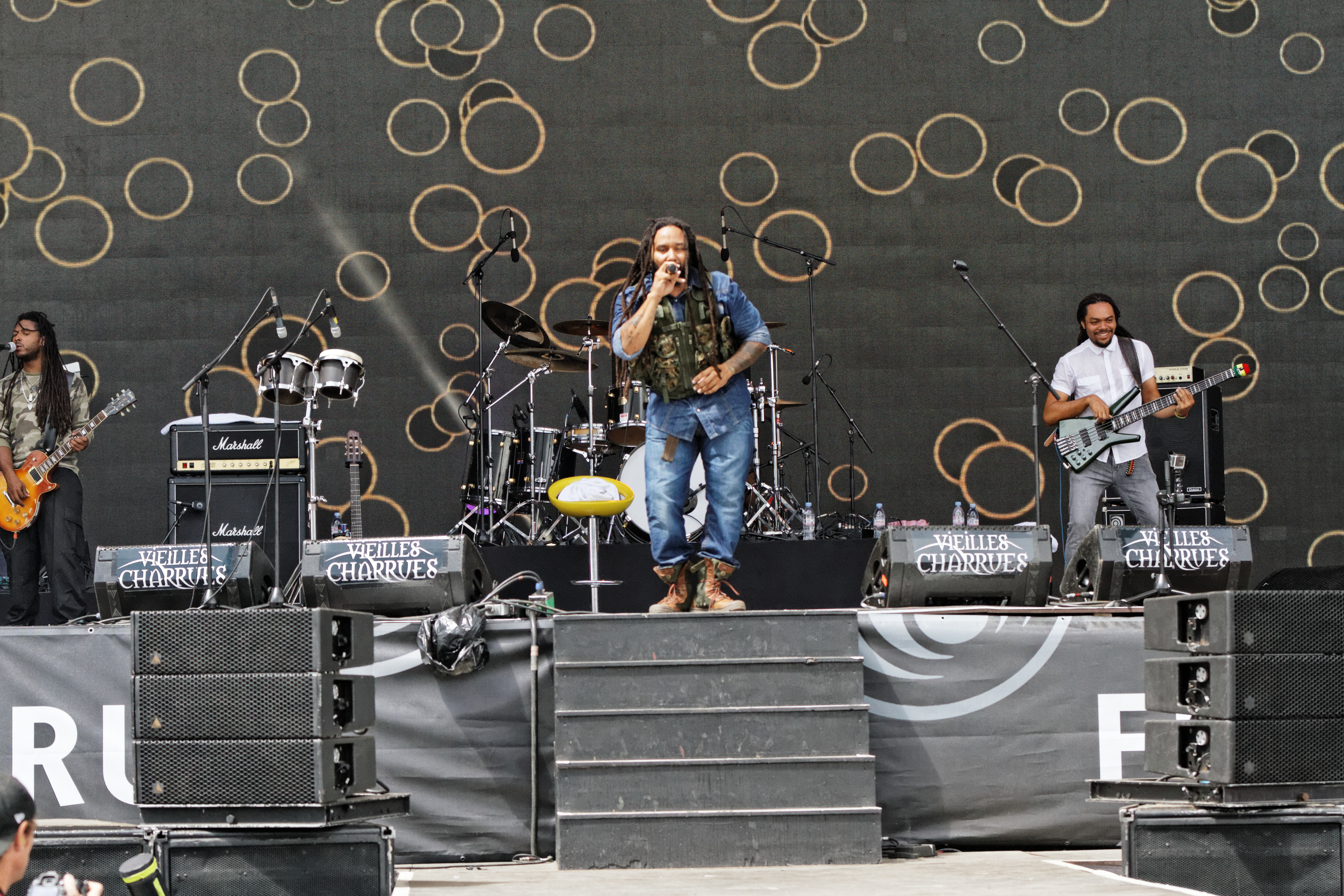
Ky-Mani Marley sur la scène Glenmor.
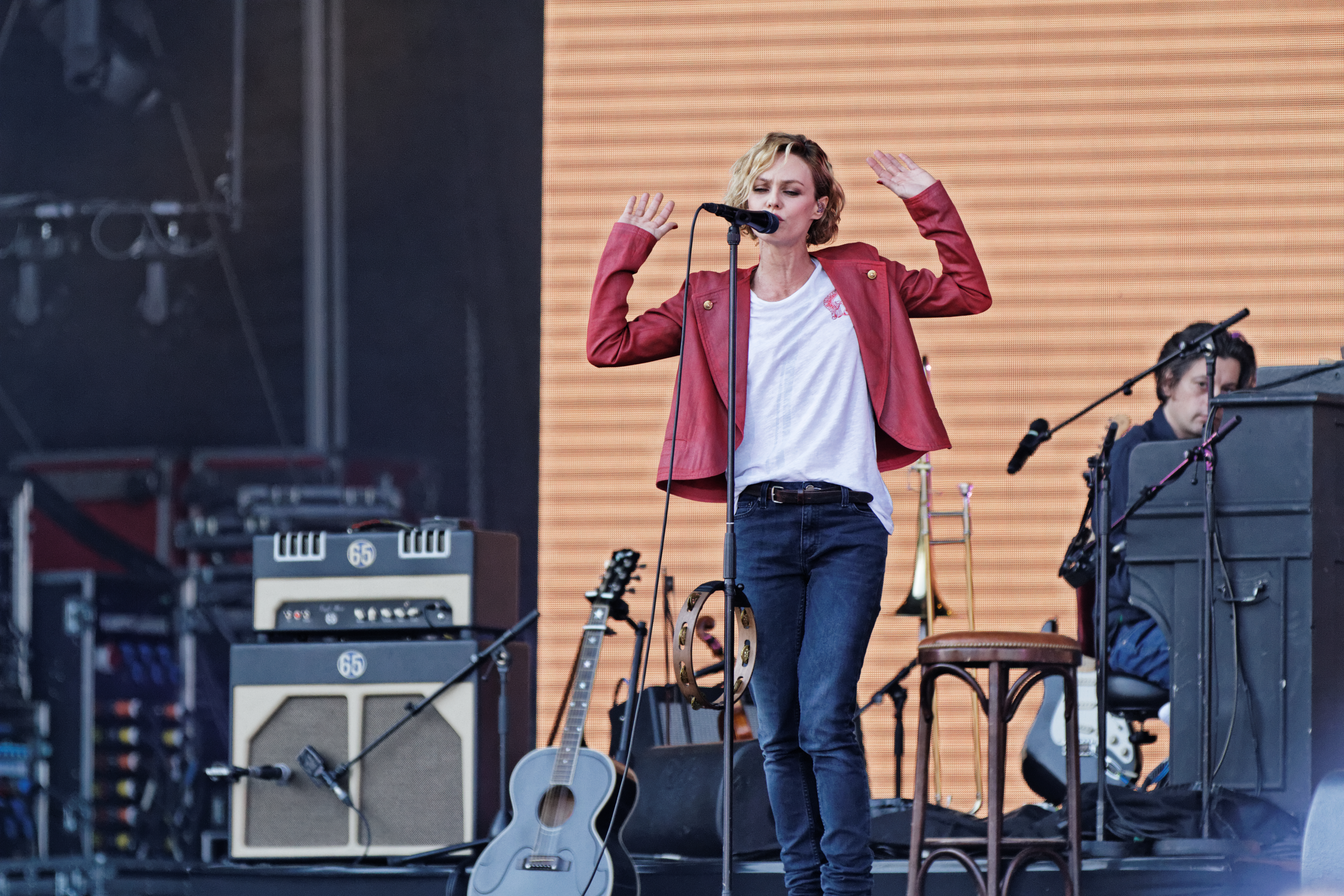
Vanessa Paradis et Benjamin Biolay sur la scène Glenmor.
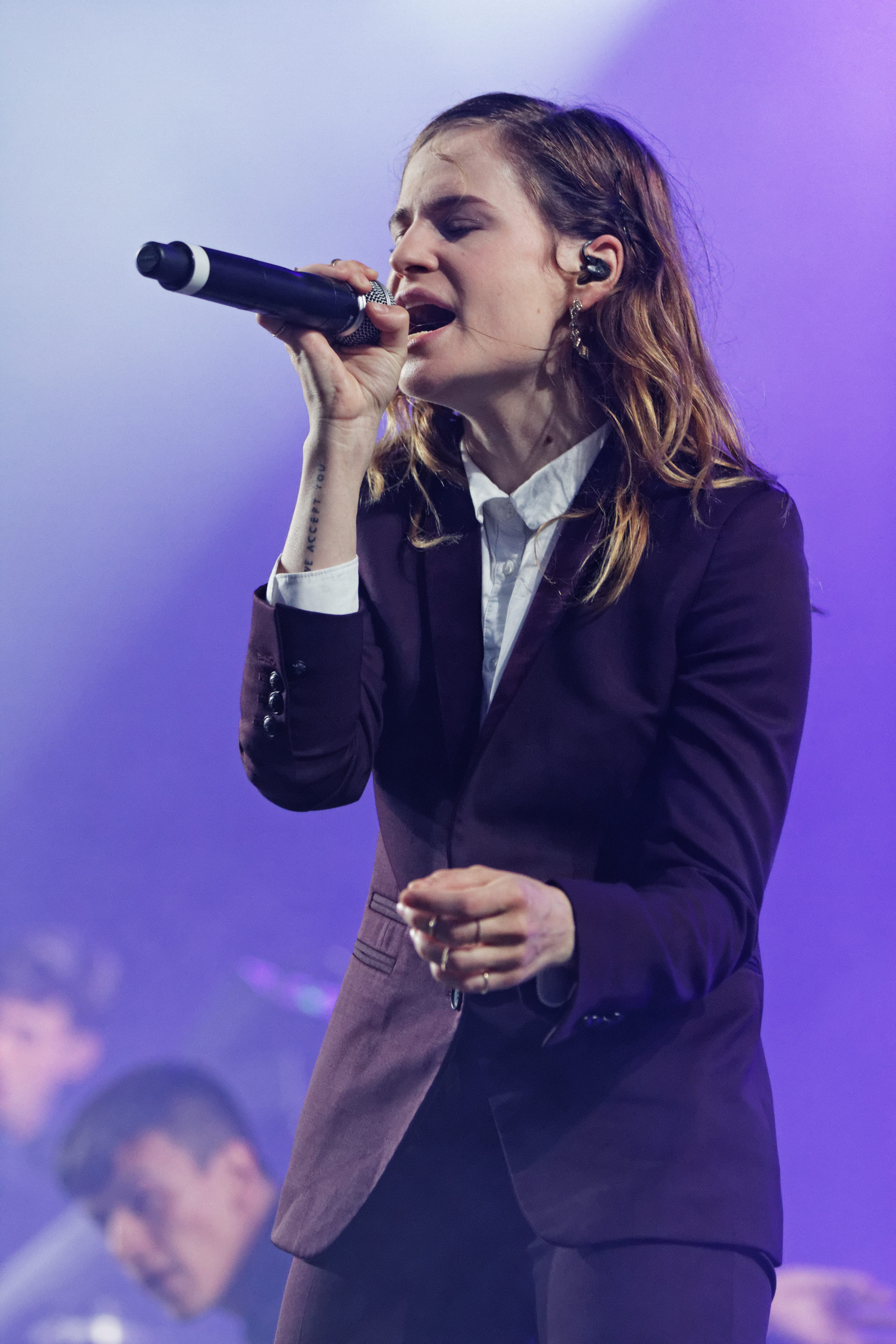
Christine and the Queens
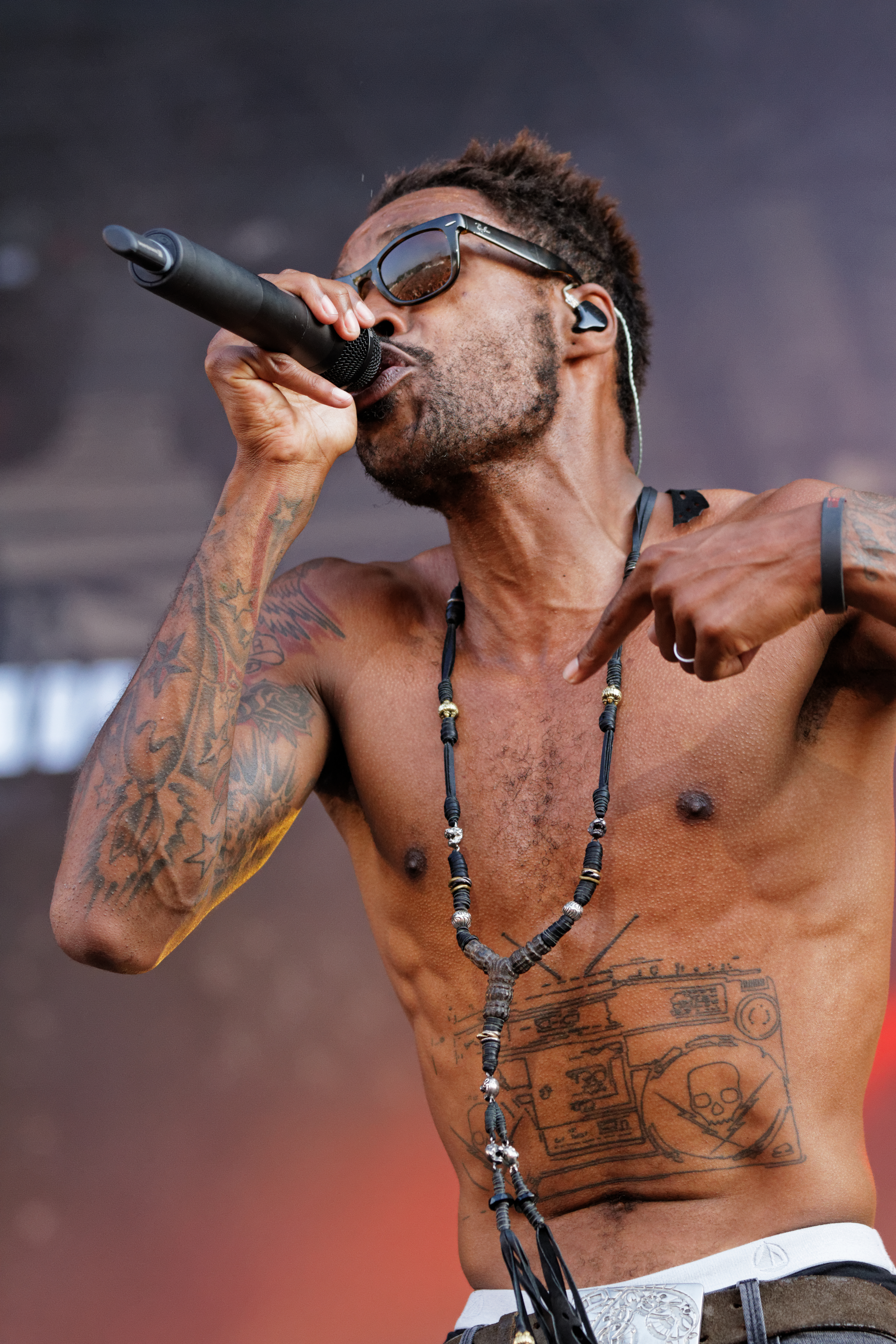
Skip The Use sur la scène Kerouac.
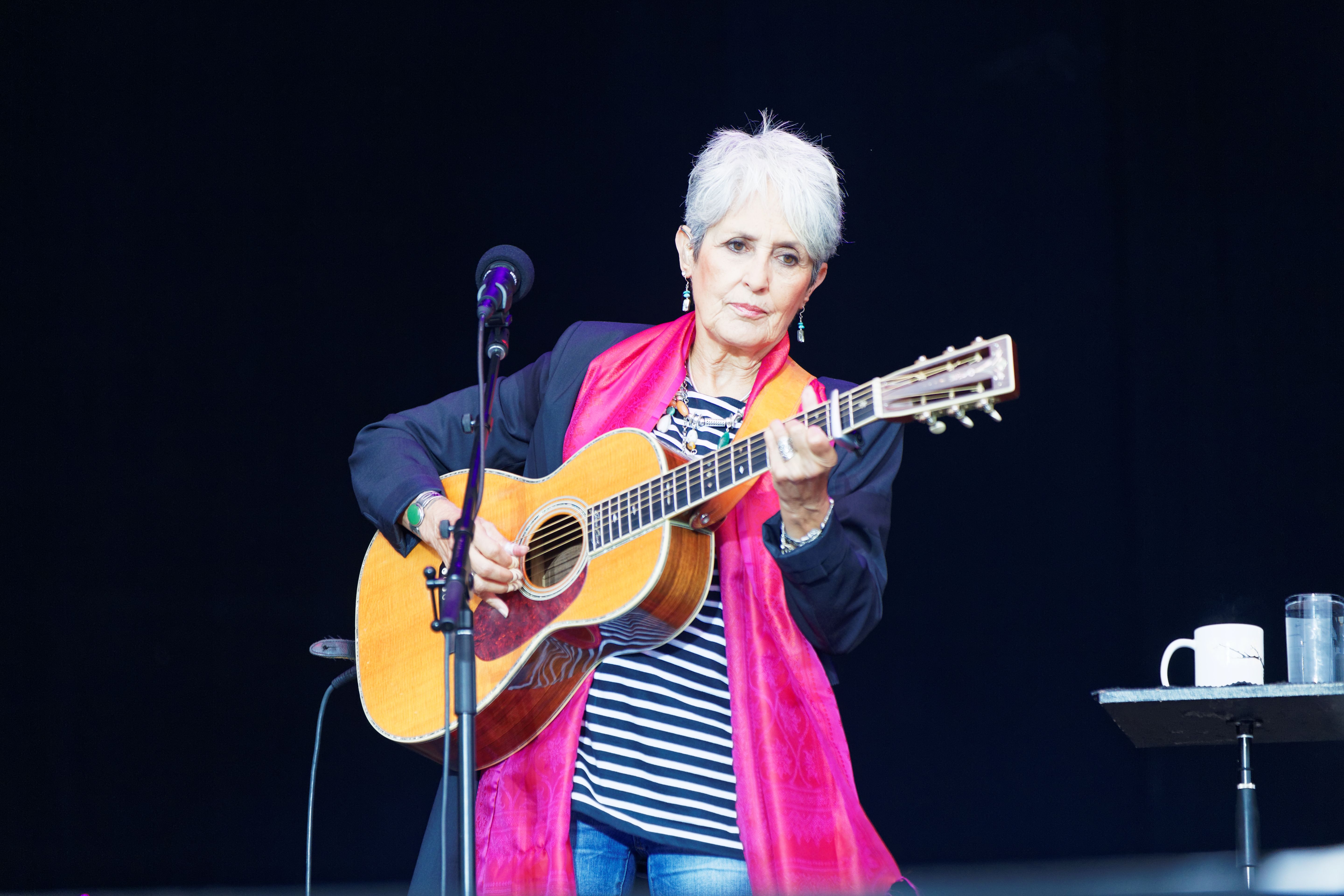
Joan Baez sur la scène Glenmor.
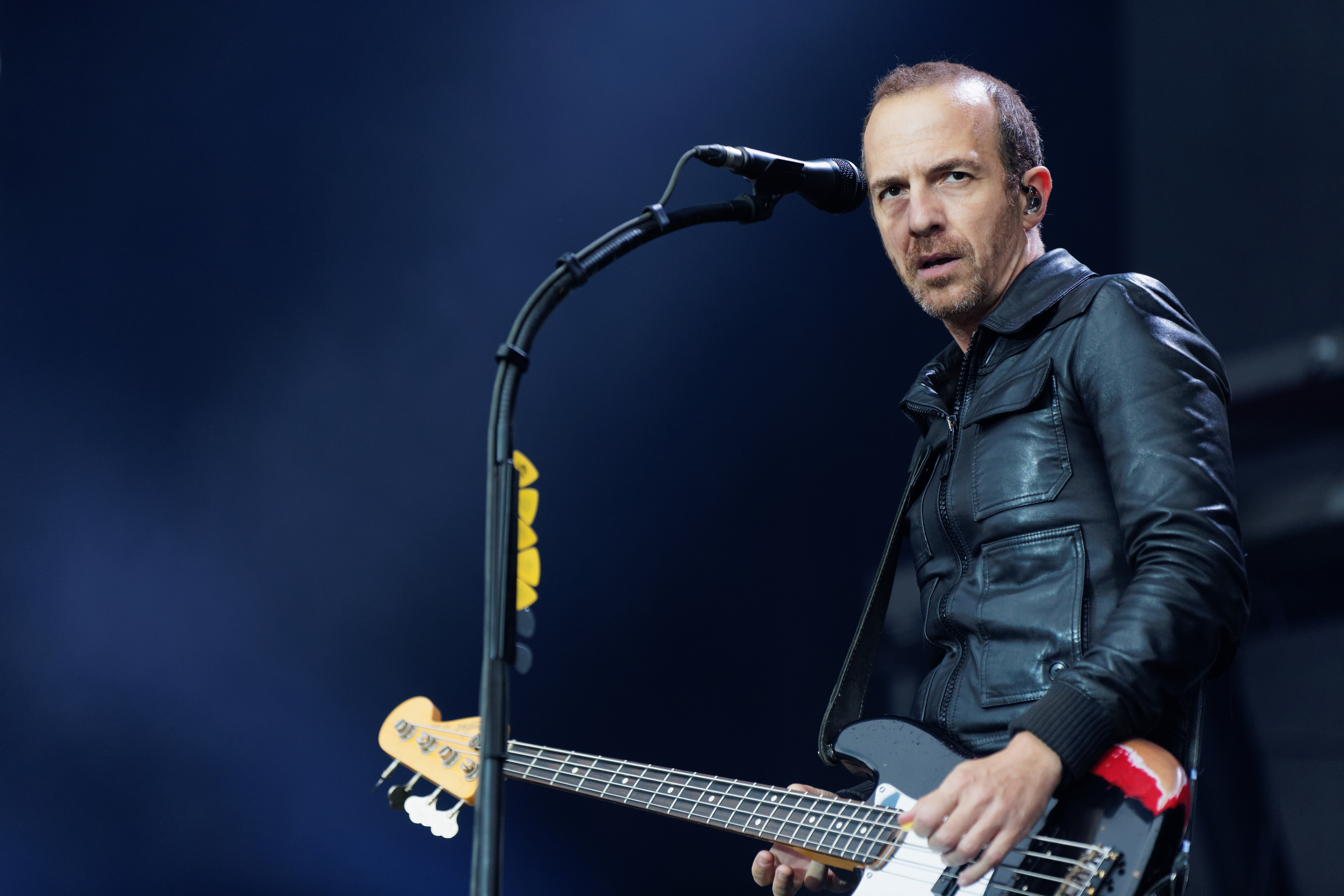
Calogero sur la scène Glenmor.
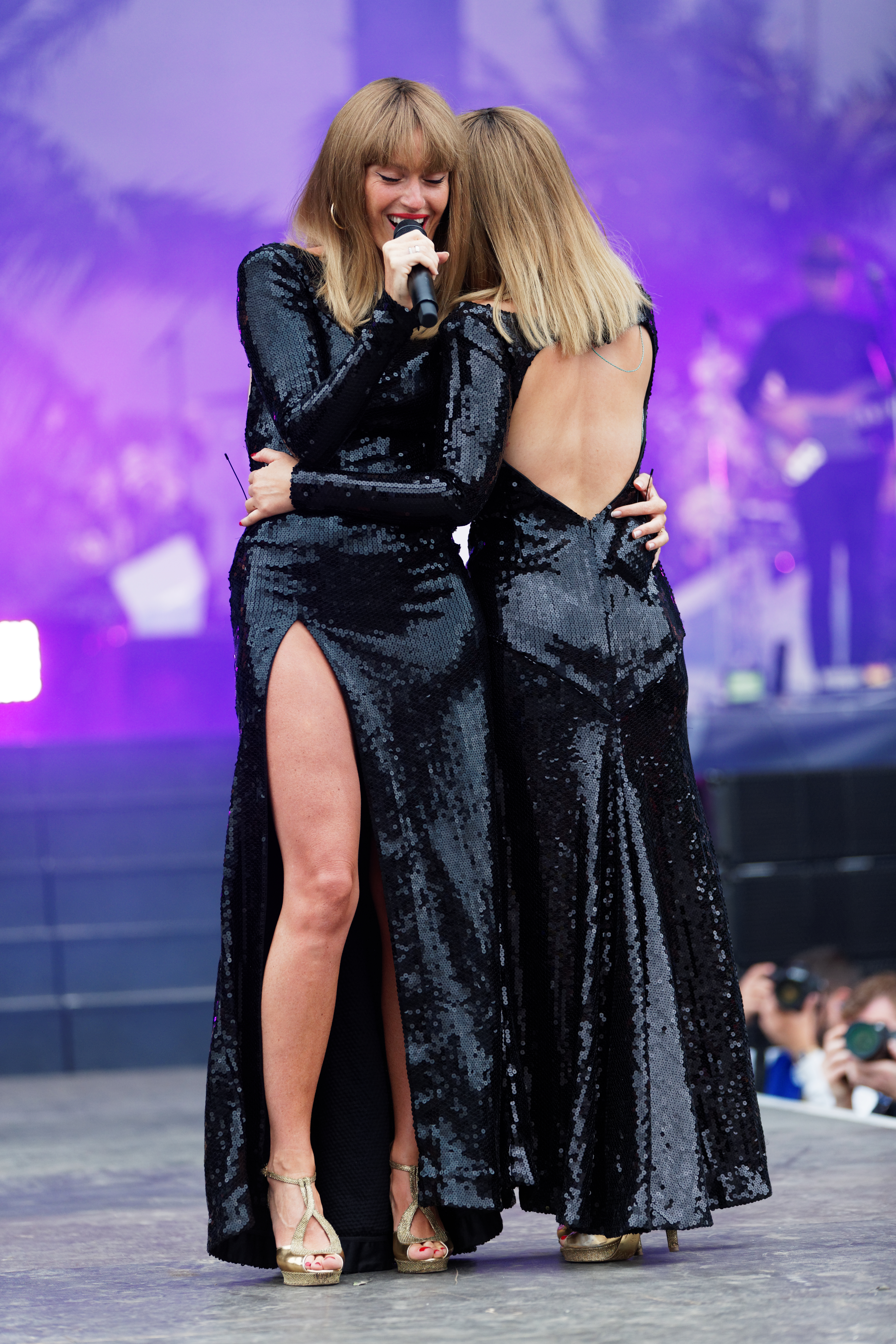
Brigitte sur la scène Glenmor.
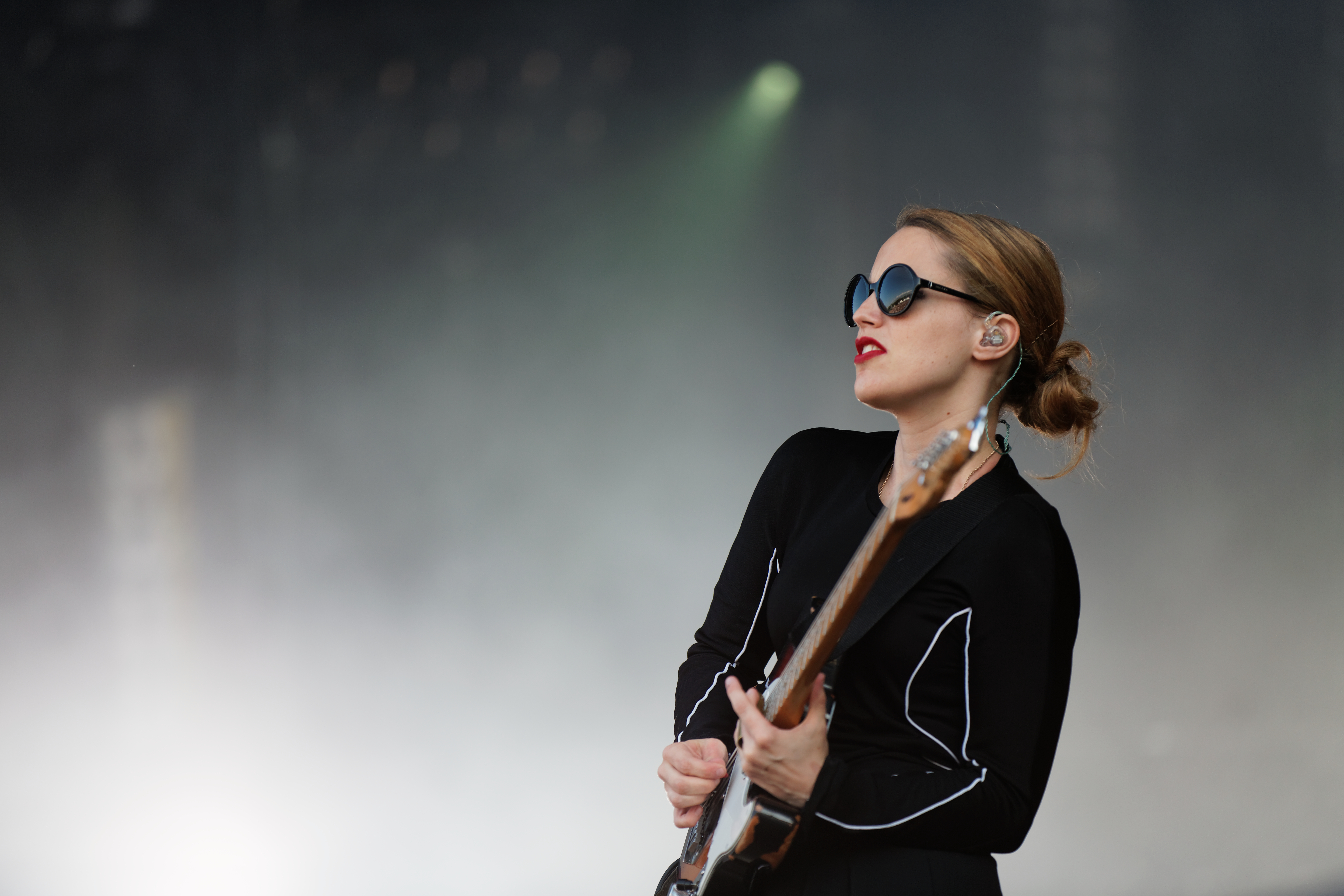
Anna Calvi sur la scène Kerouac.
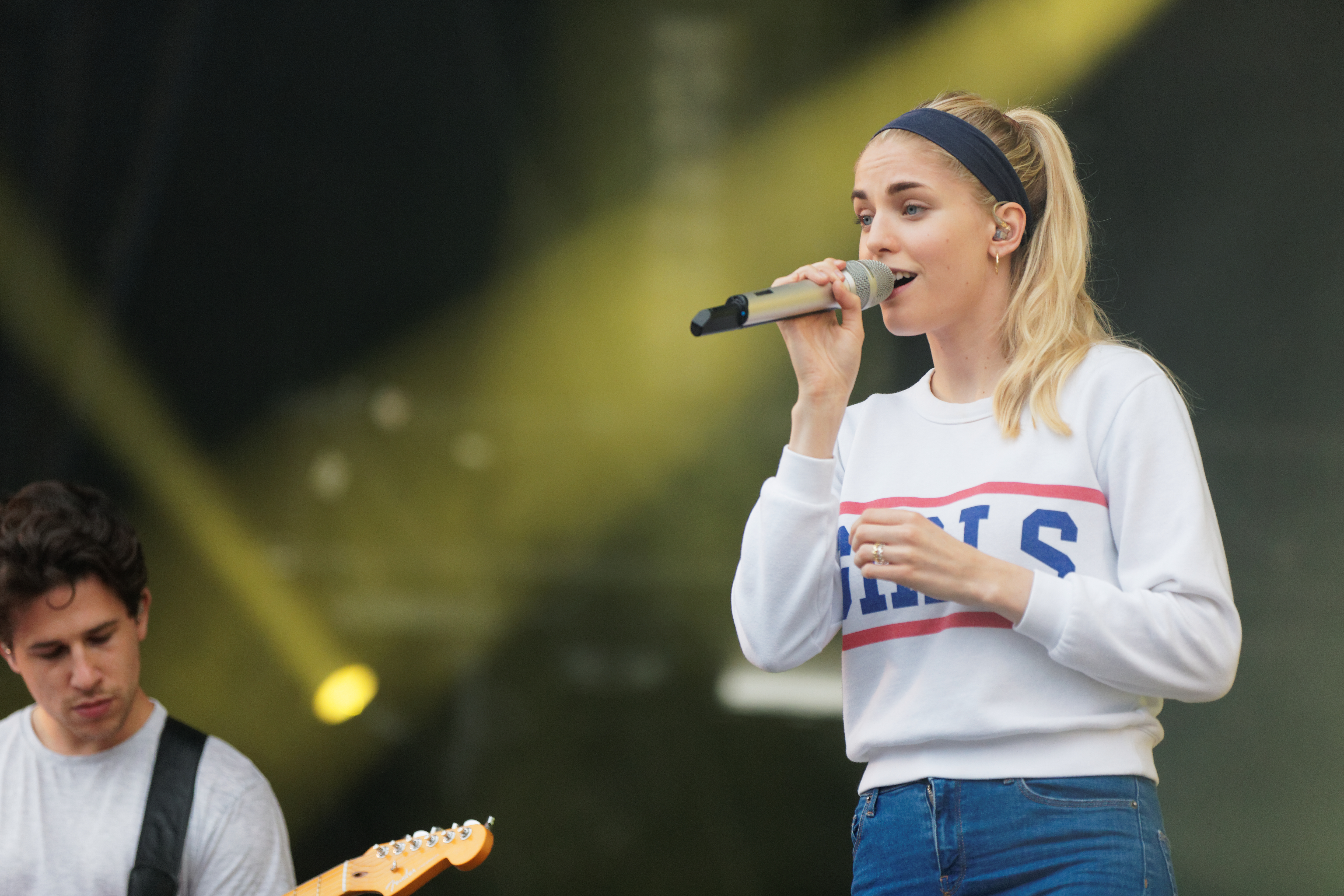
London Grammar sur la scène Kerouac.
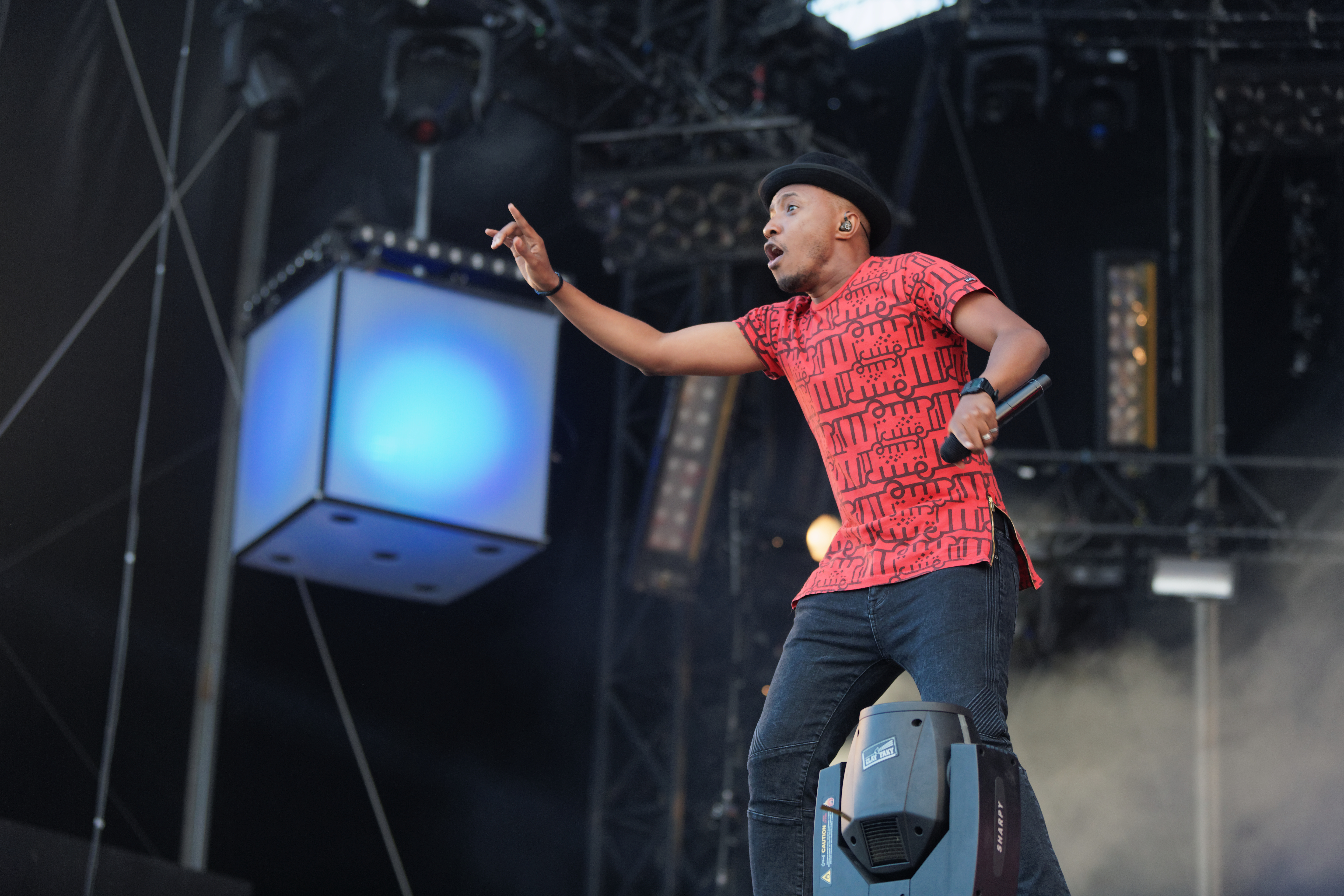
Soprano sur la scène Kerouac.
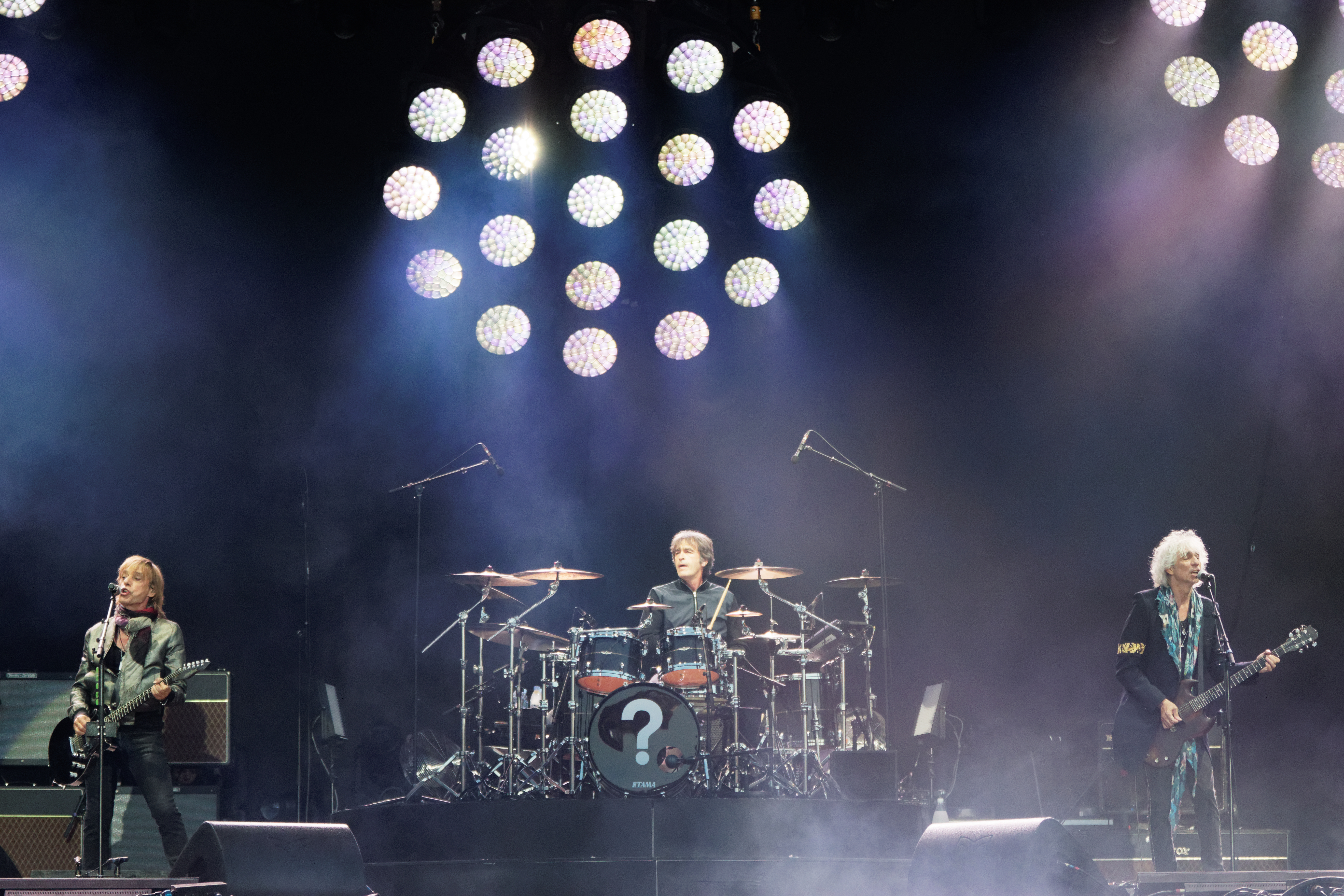
Les Insus (ex Téléphone) sur la scène Glenmor.
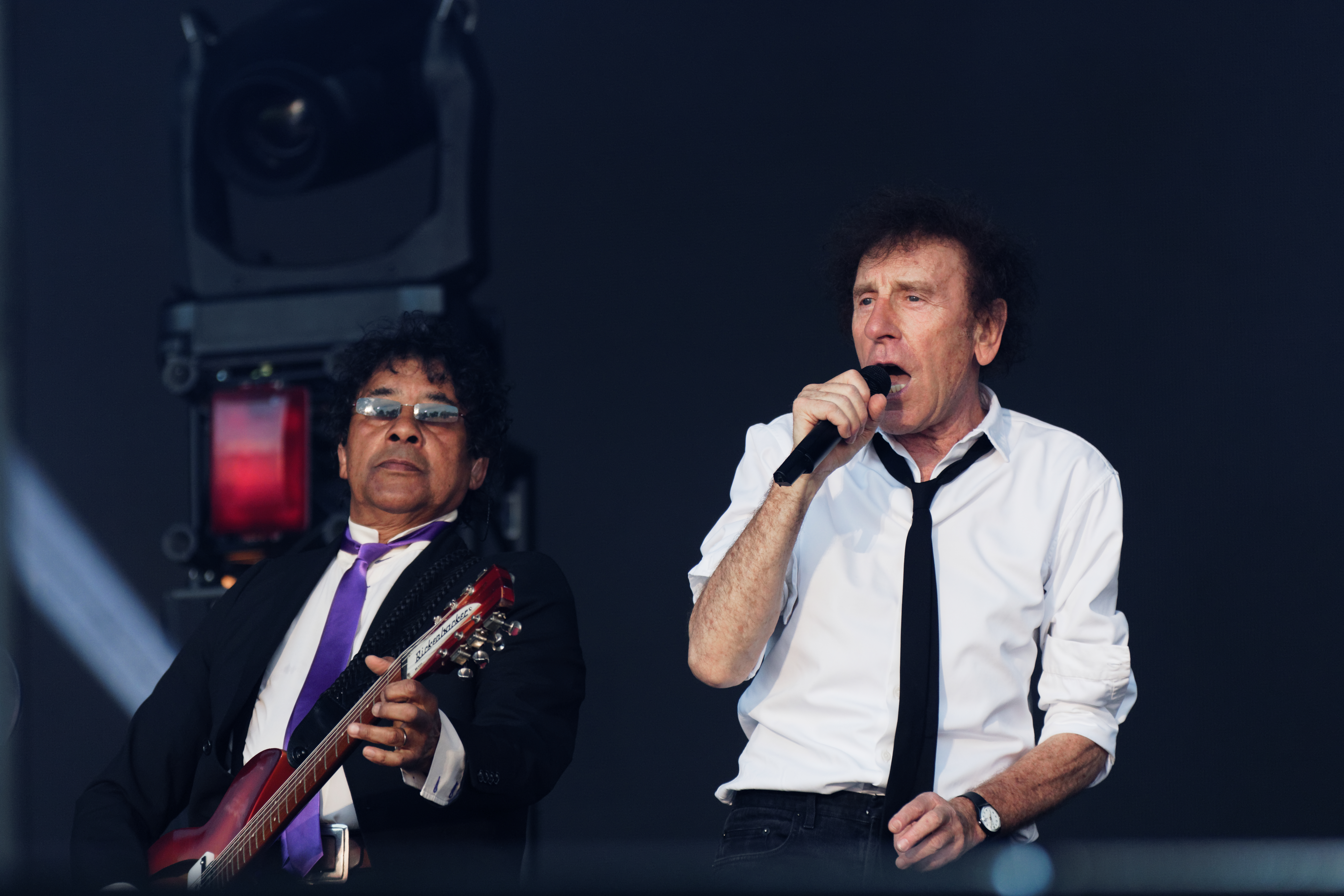
Souchon & Voulzy sur la scène Glenmor
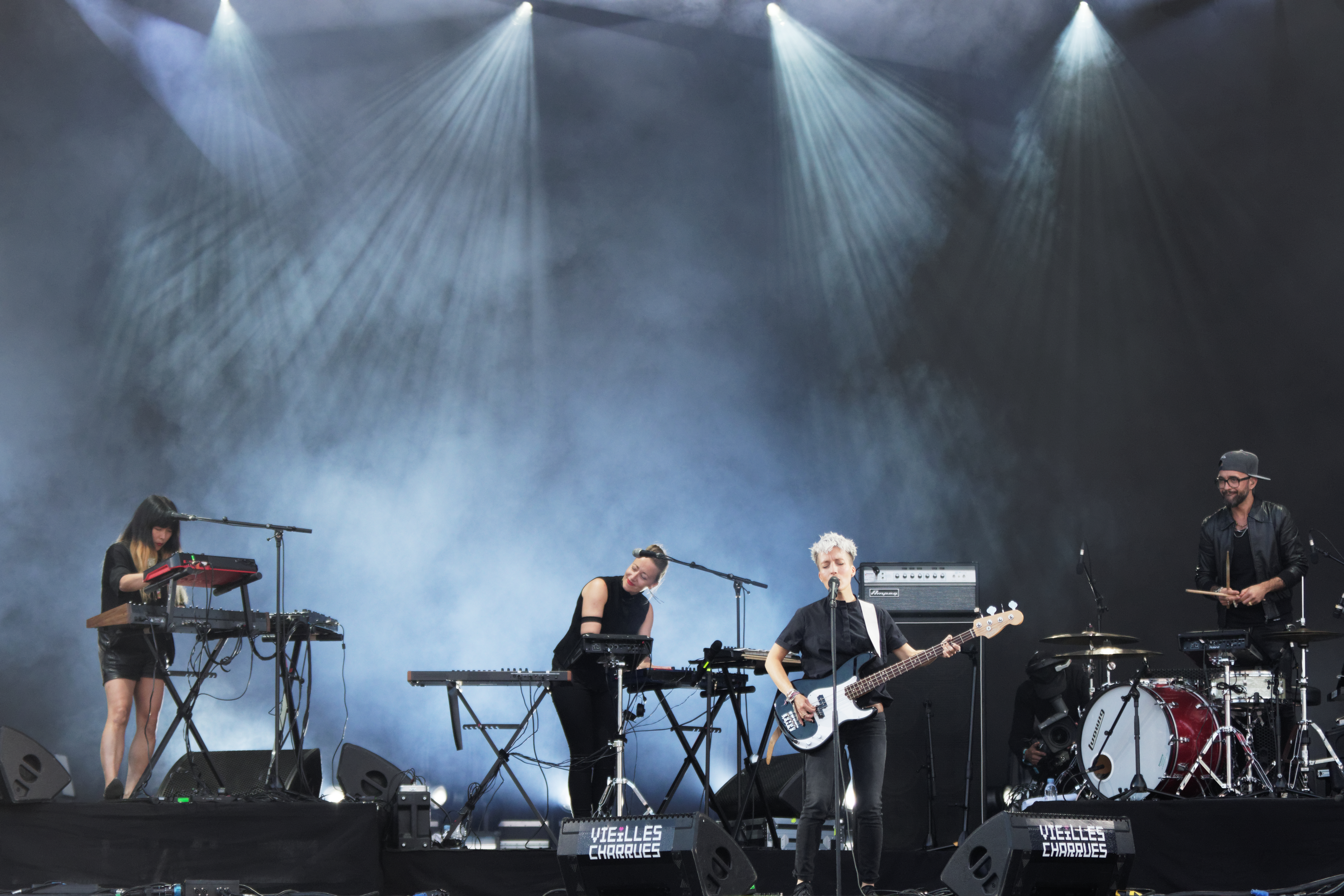
Jeanne Added sur la scène Glenmor
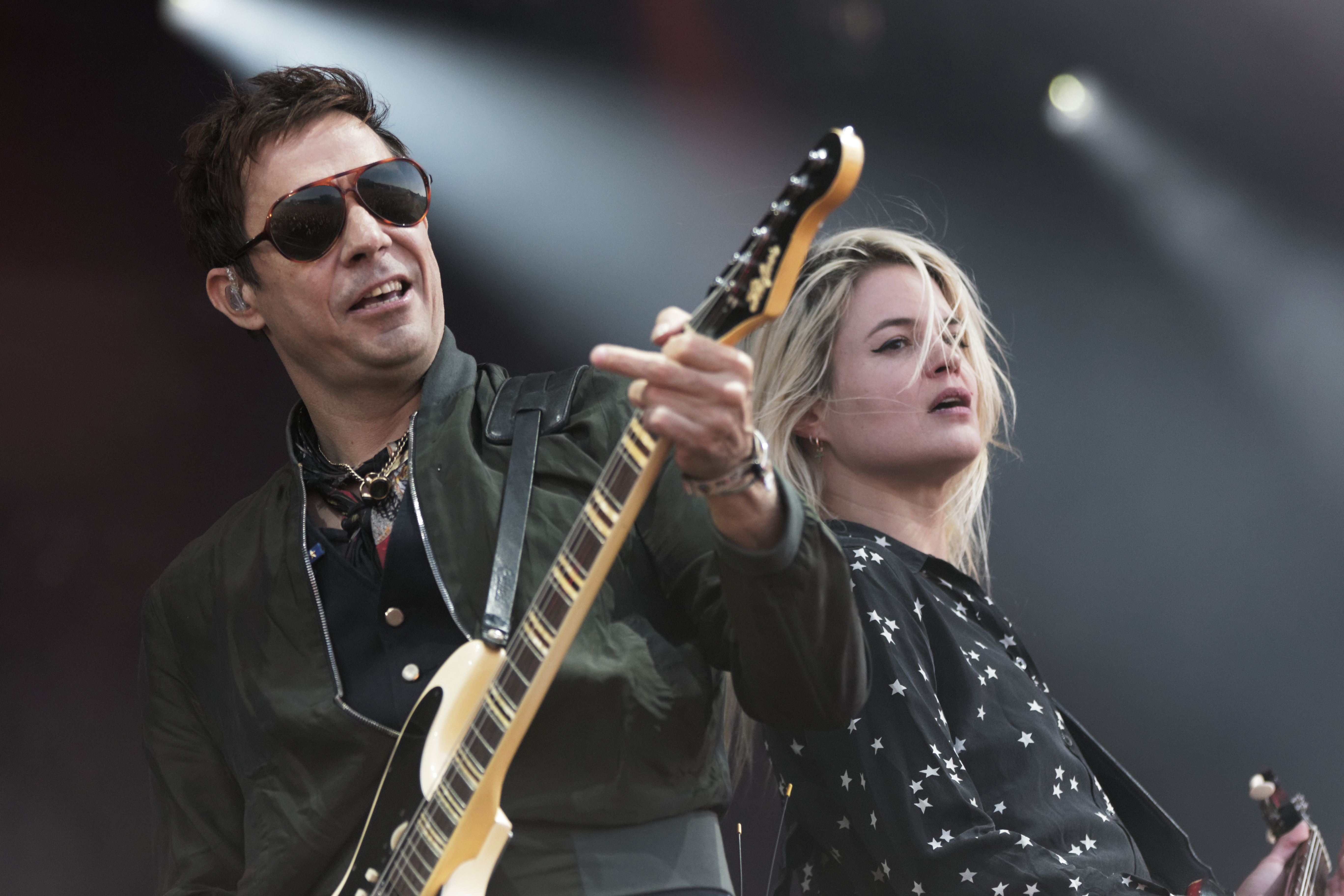
The Kills sur la scène Kerouac
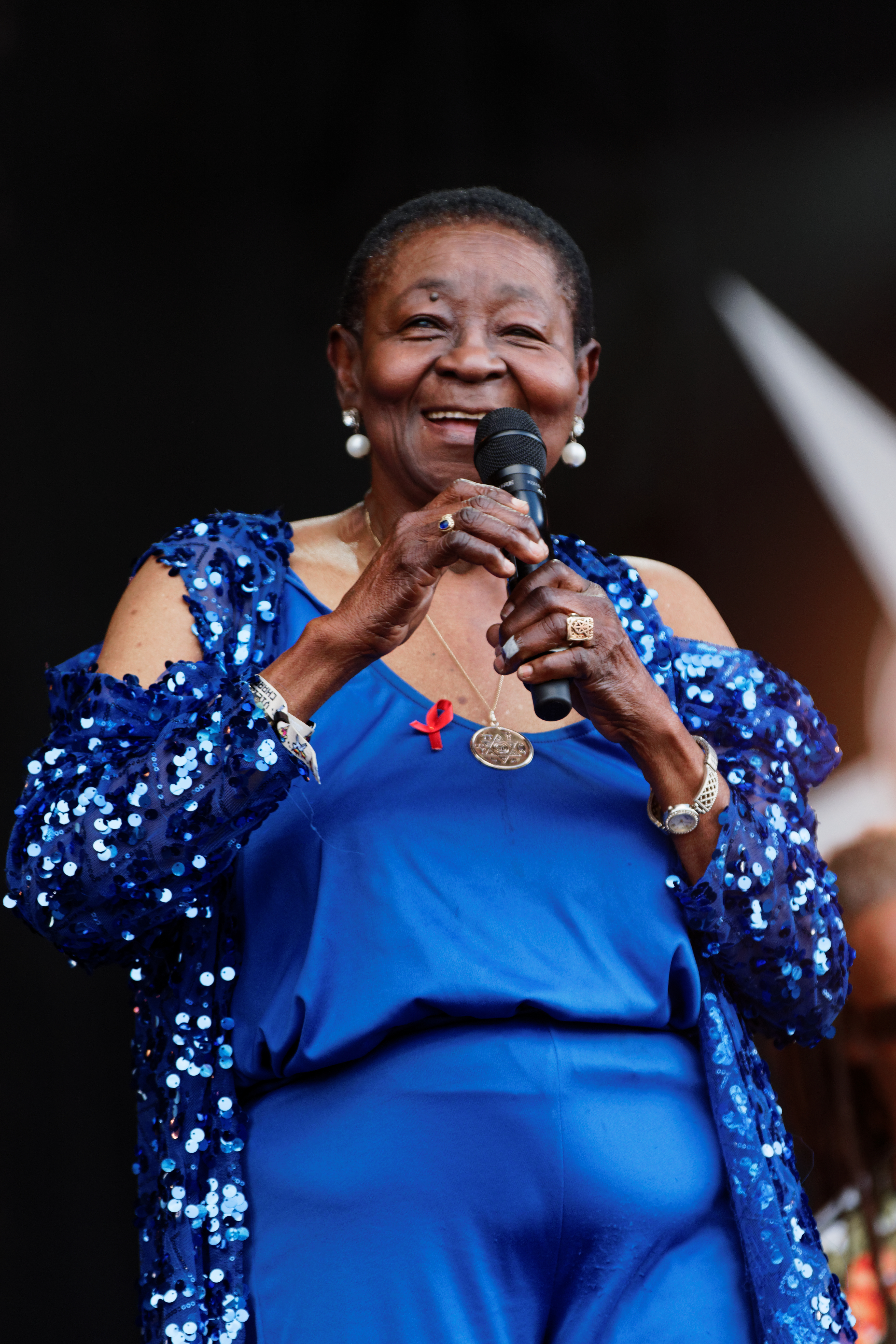
Calypso Rose sur la scène Kerouac
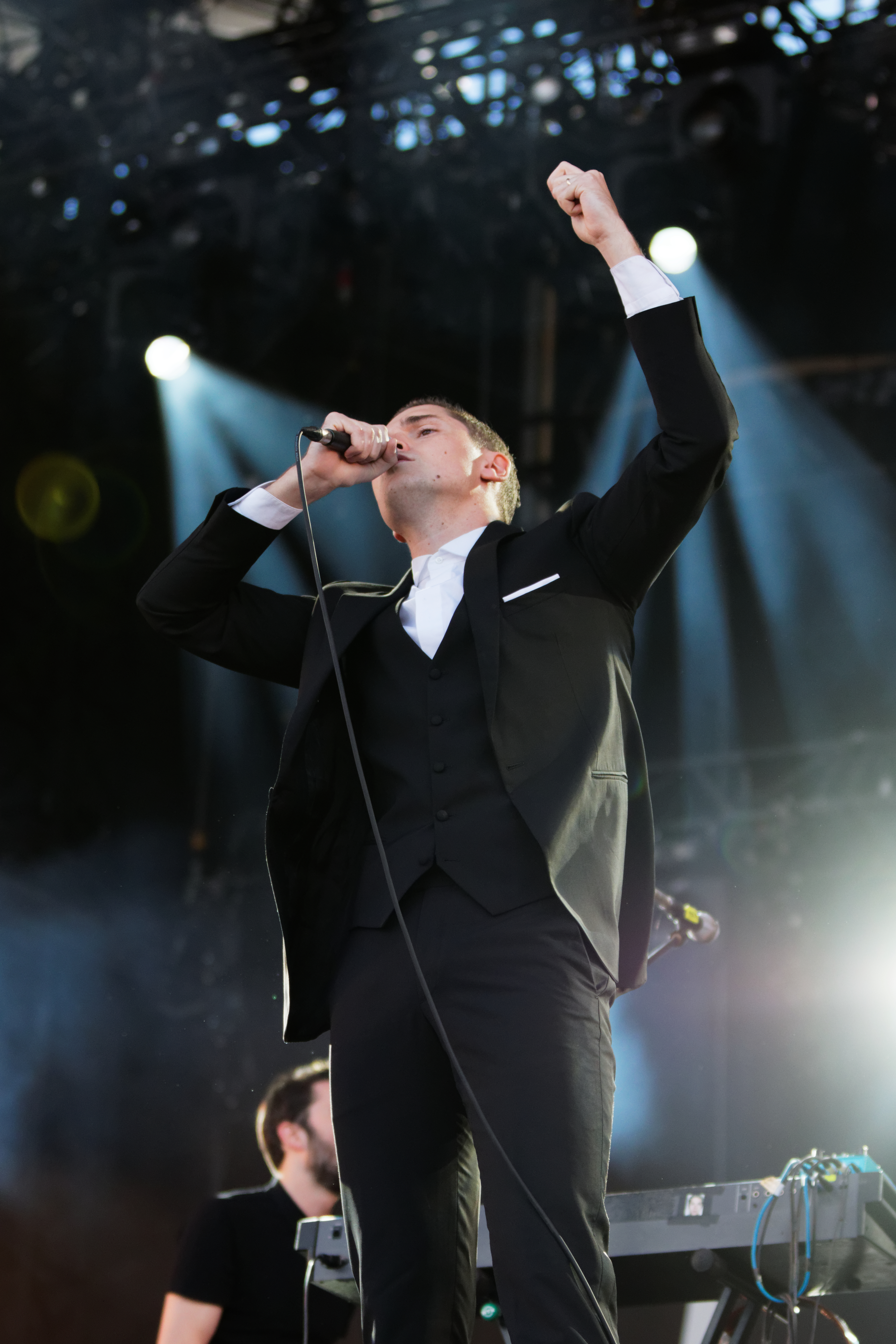
Her sur la scène Kerouac
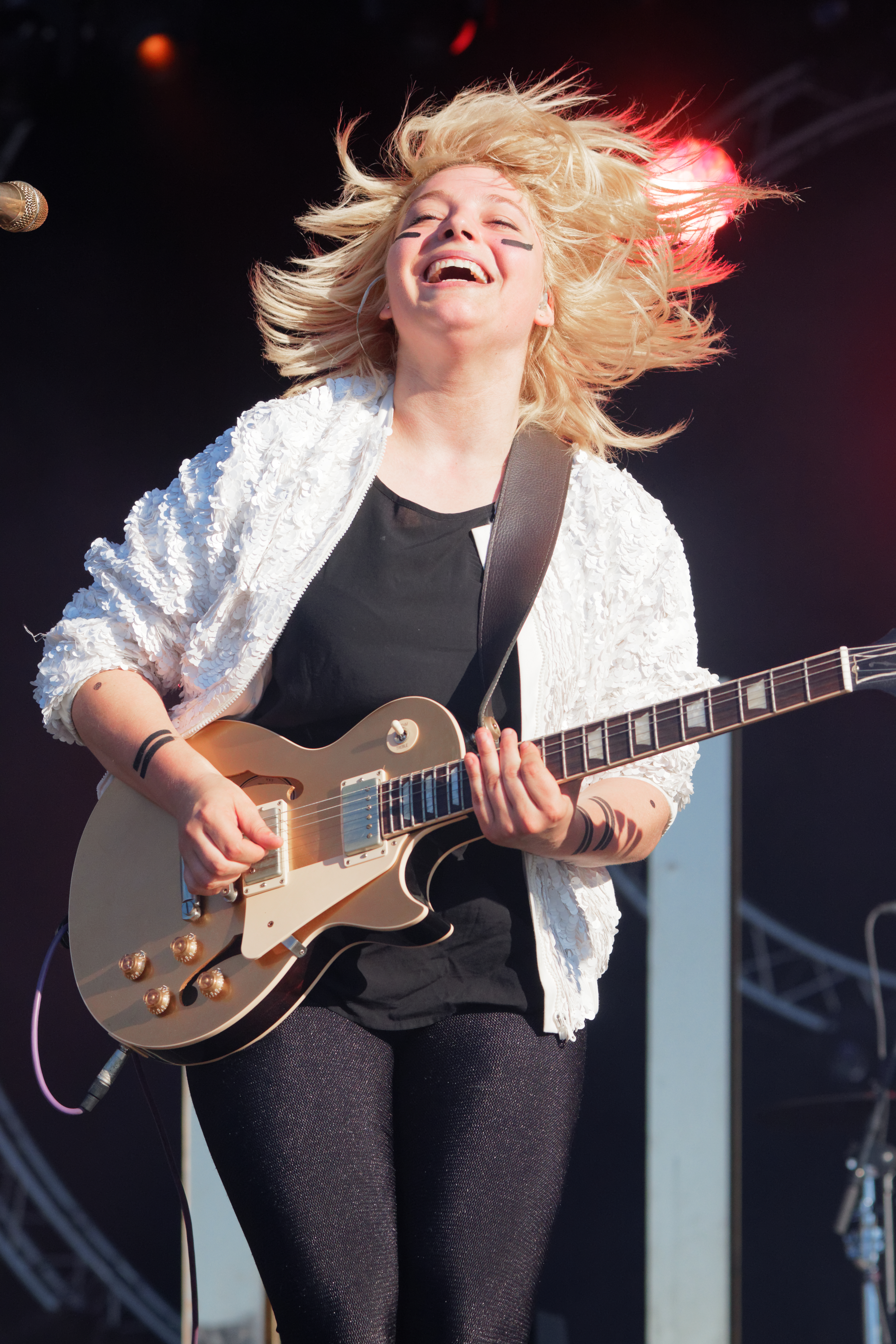
Hyphen Hyphen sur la scène Grall
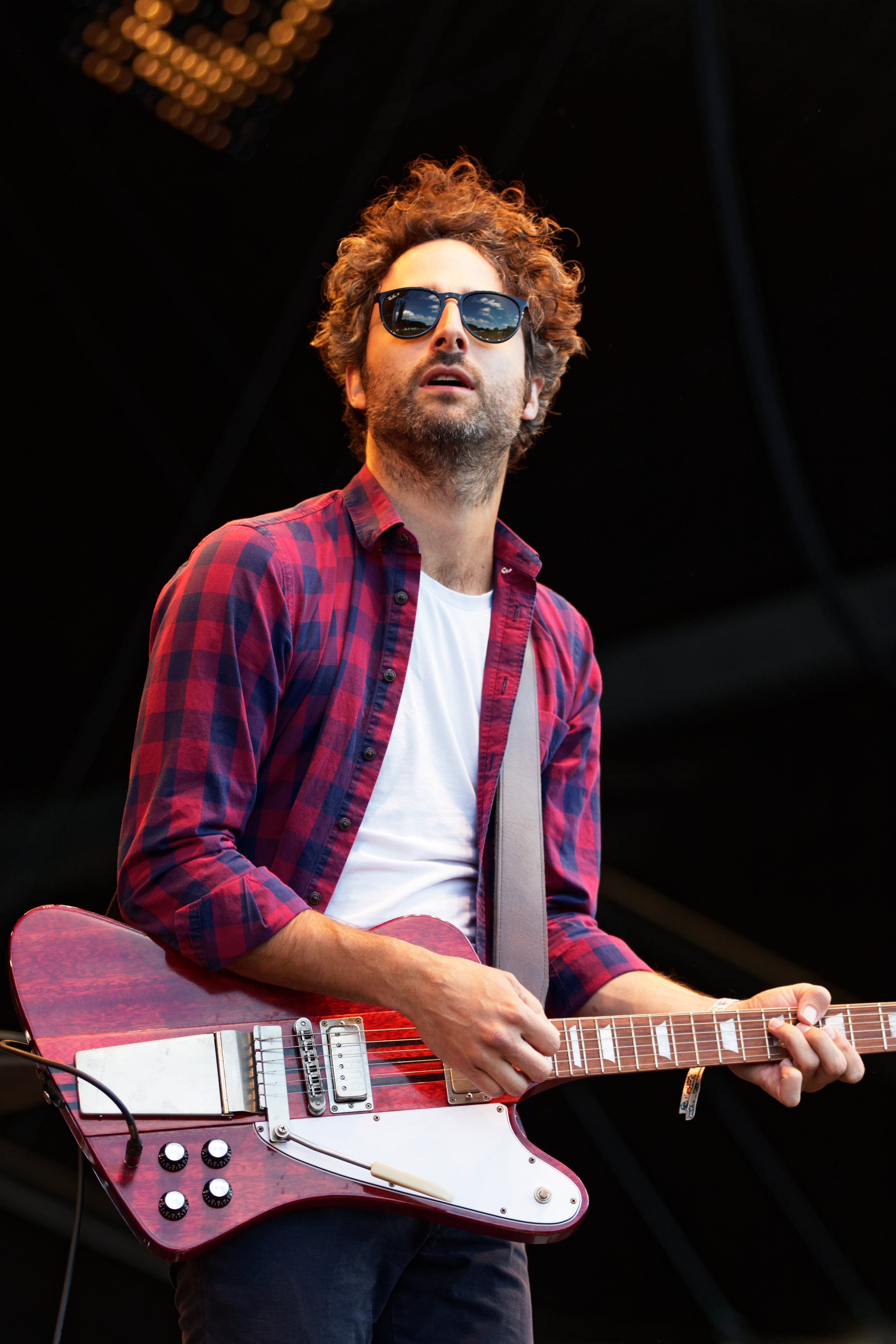
Louis-Jean Cormier sur la scène Grall
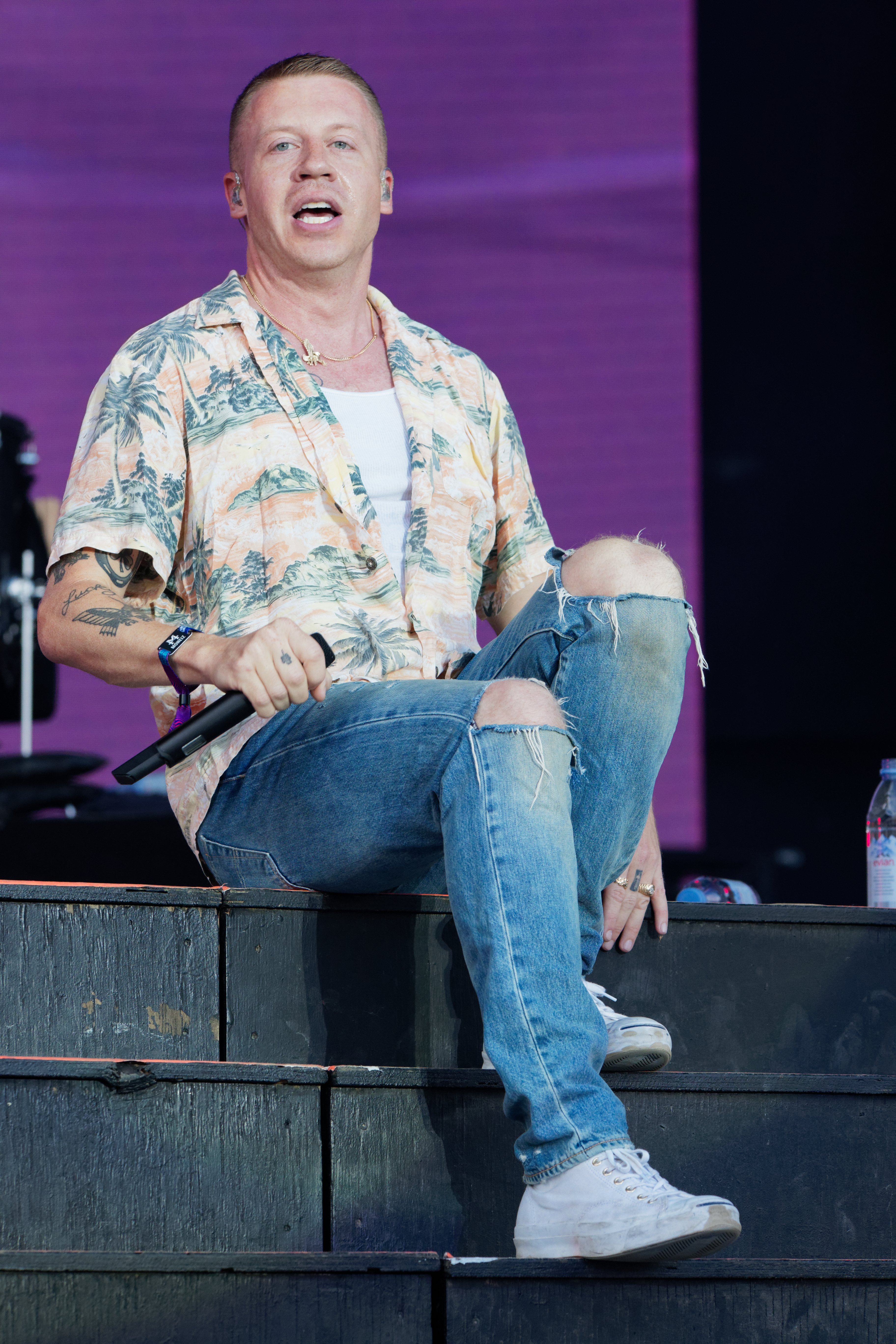
Macklemore et Ryan Lewis
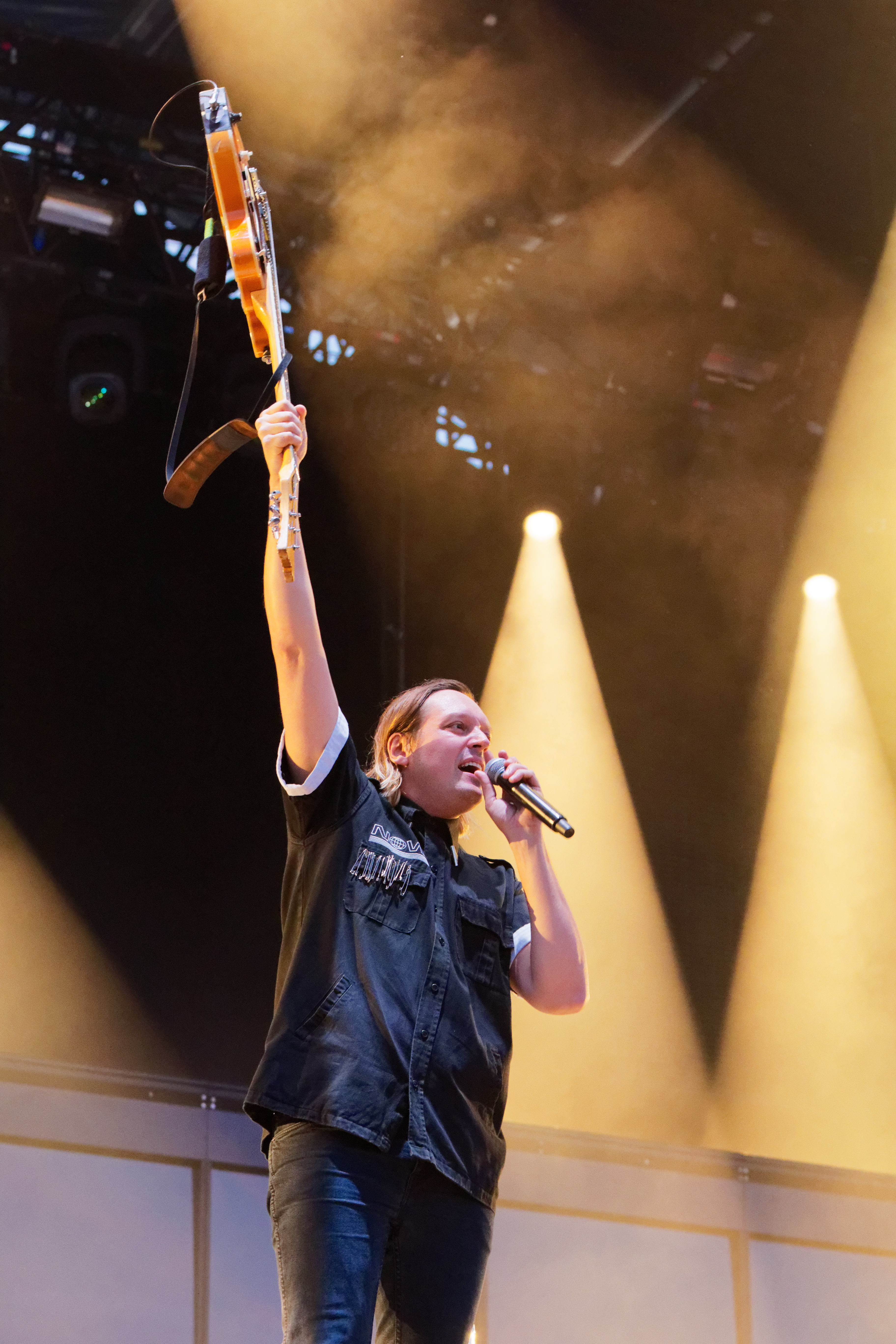
Arcade Fire
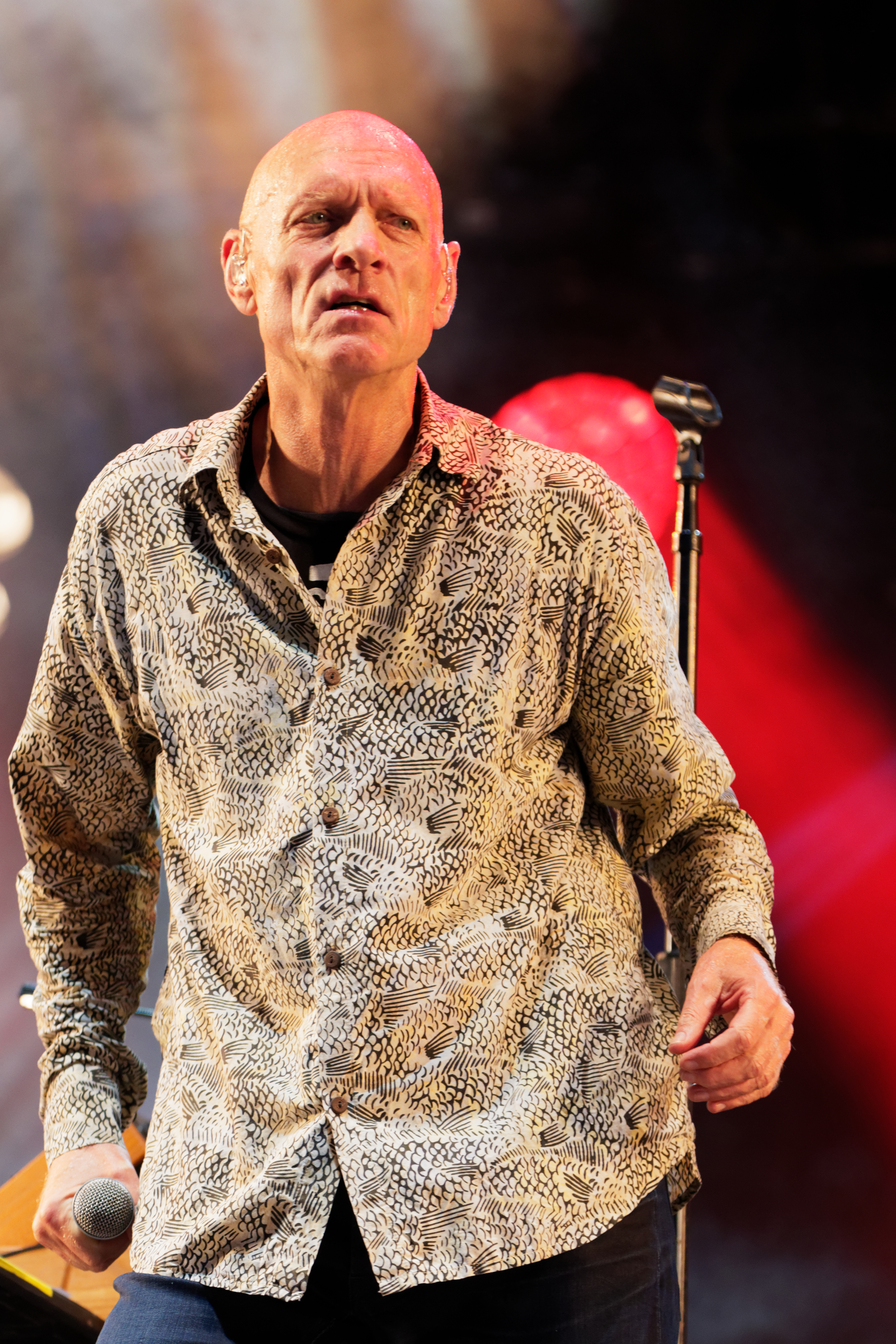
Midnight Oil
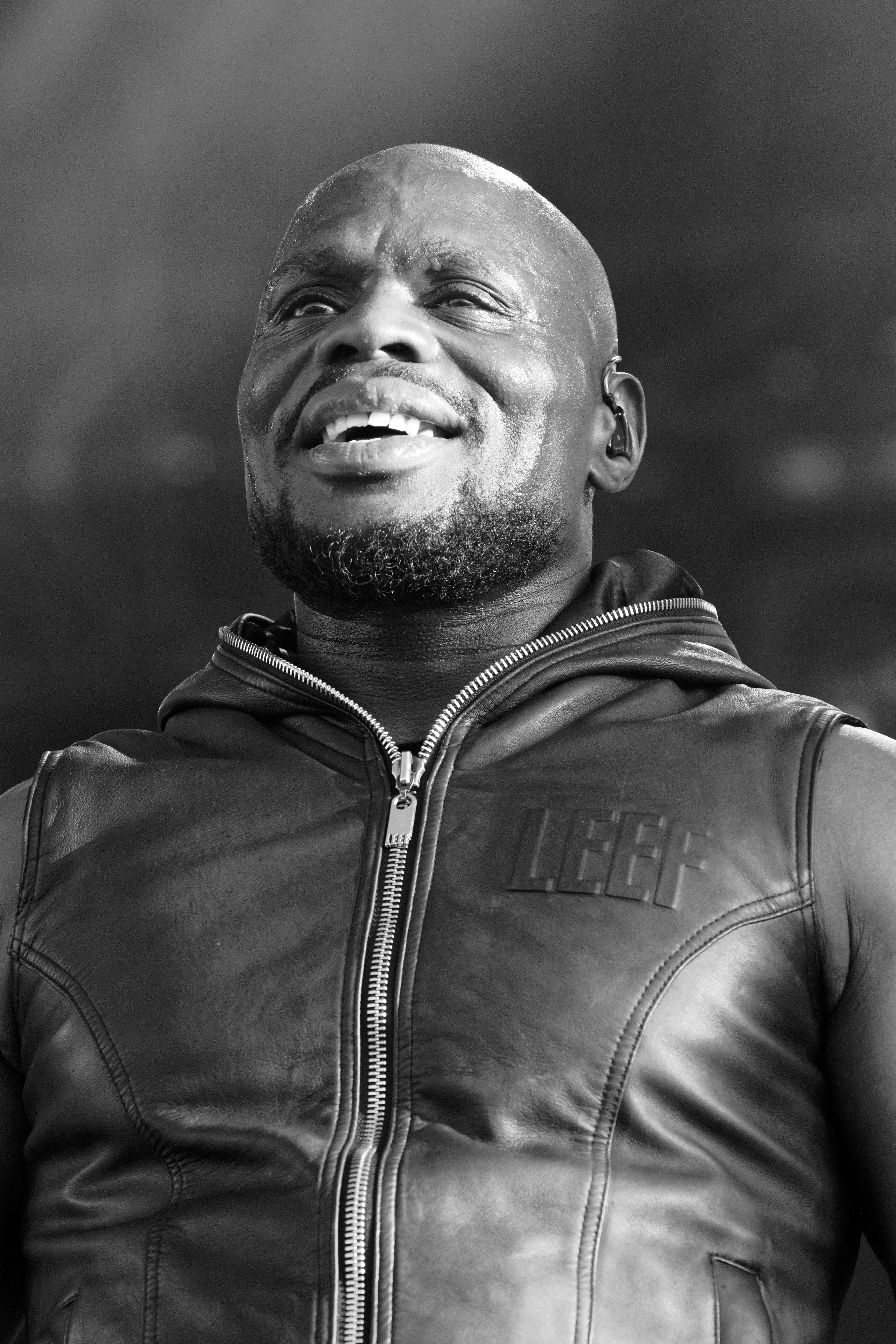
Kery James
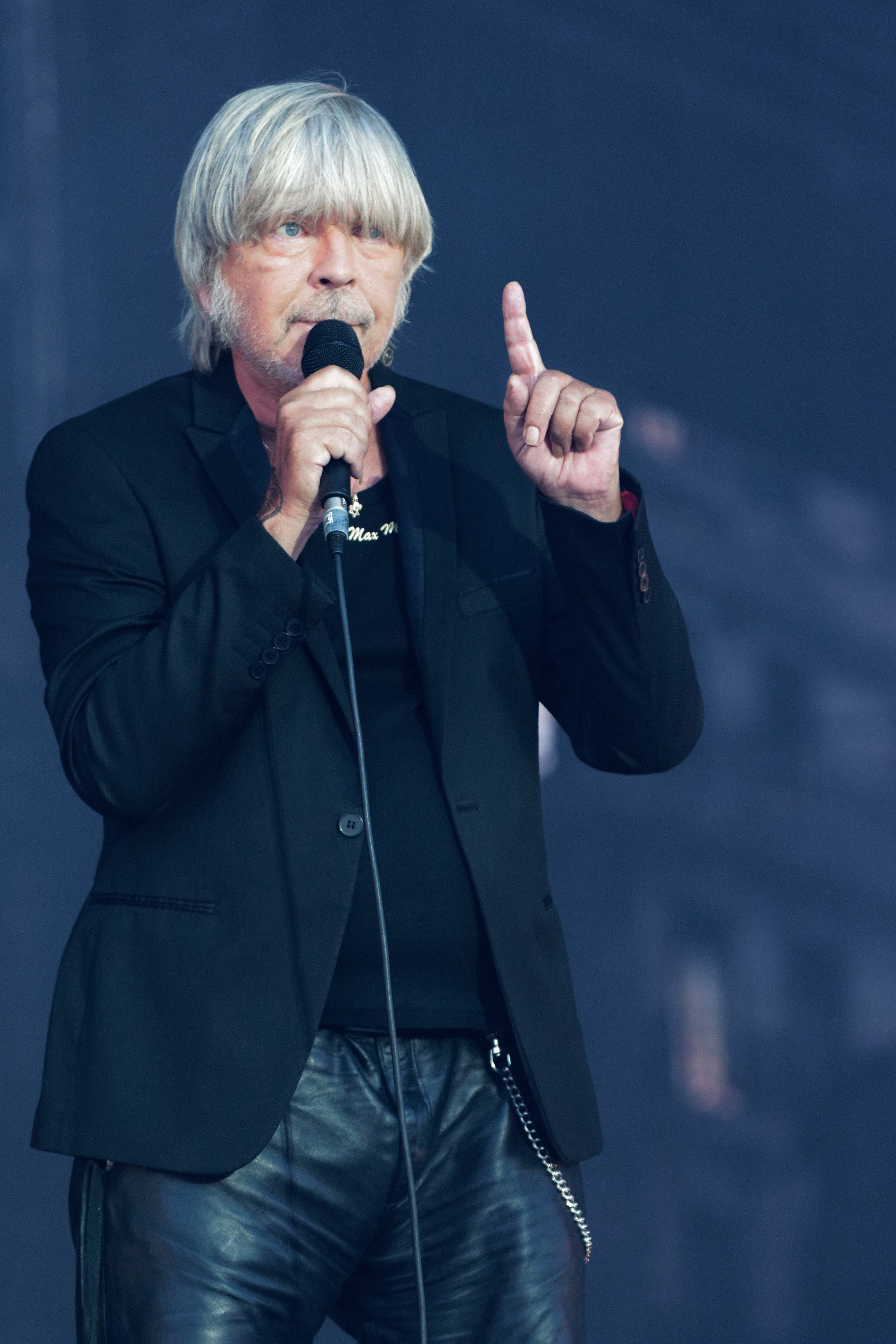
Renaud
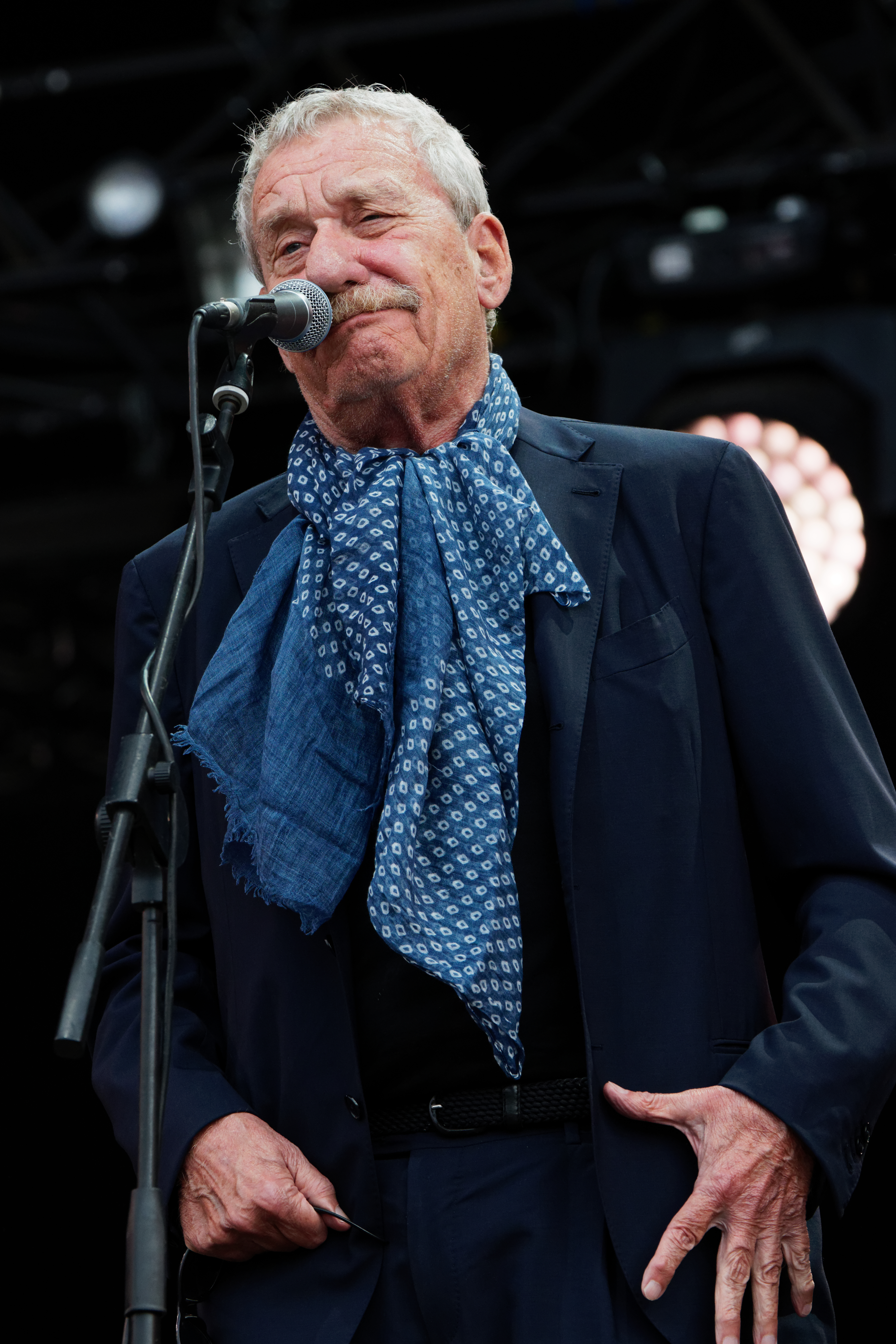
Paolo Conte
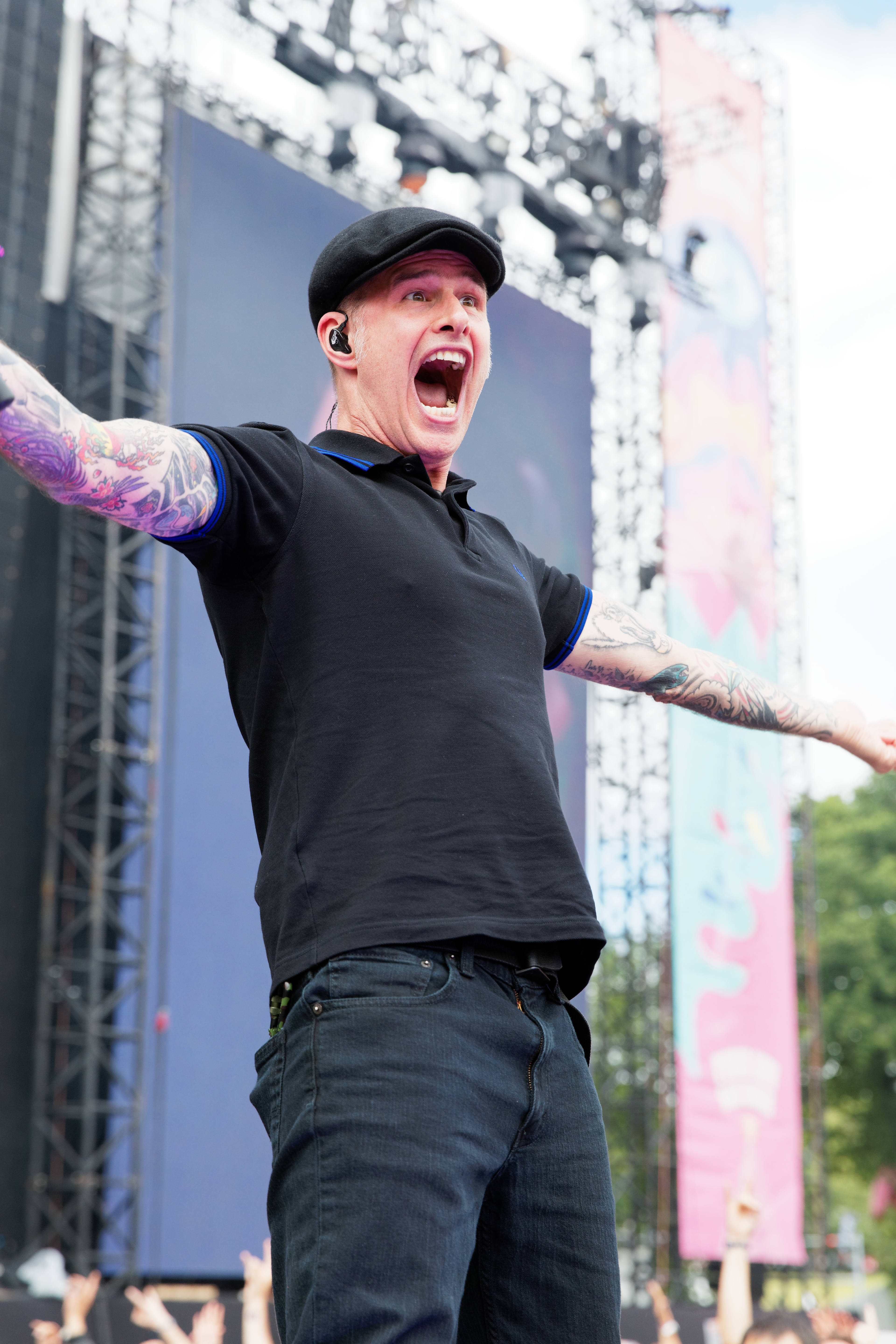
Dropkick Murphys
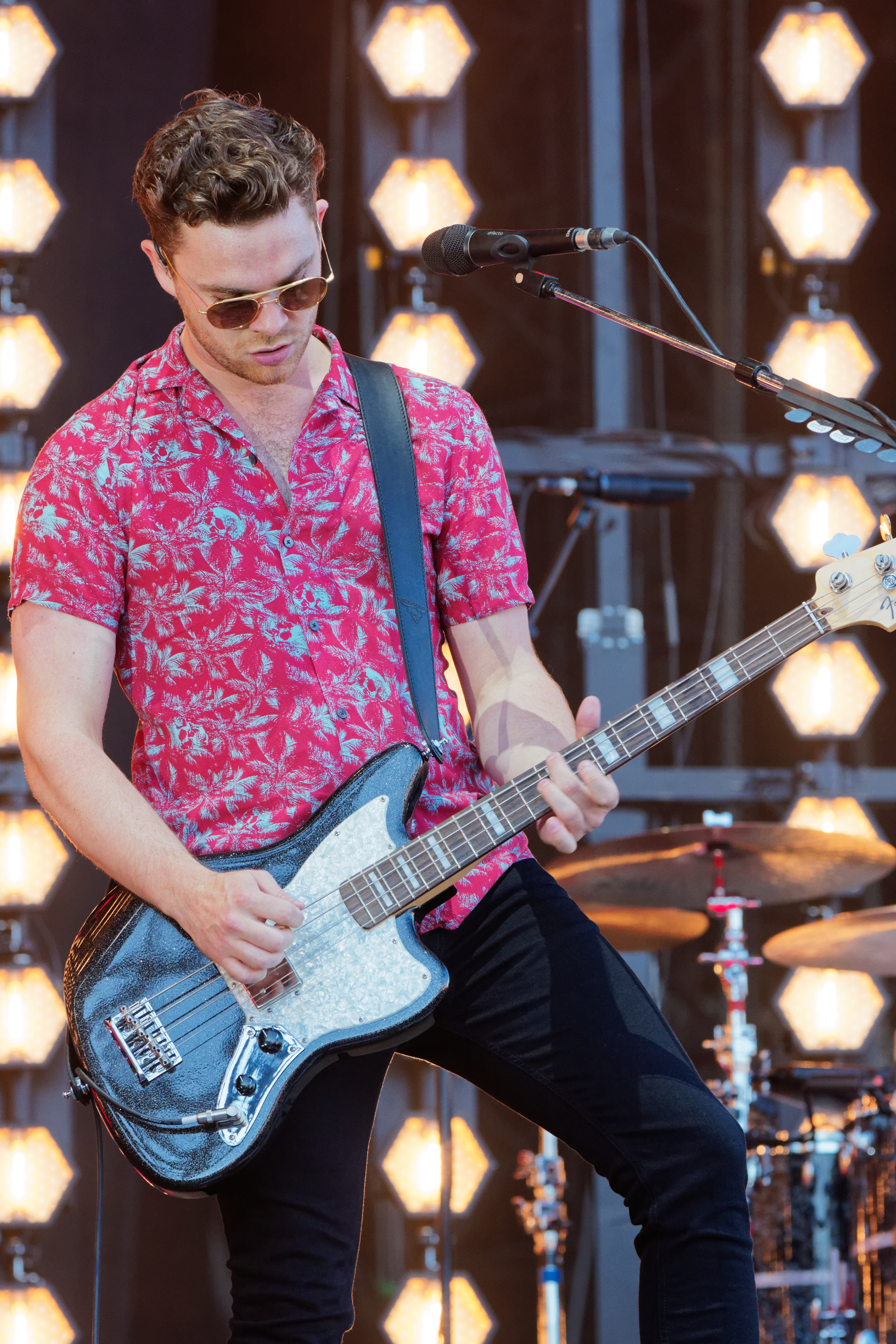
Royal Blood
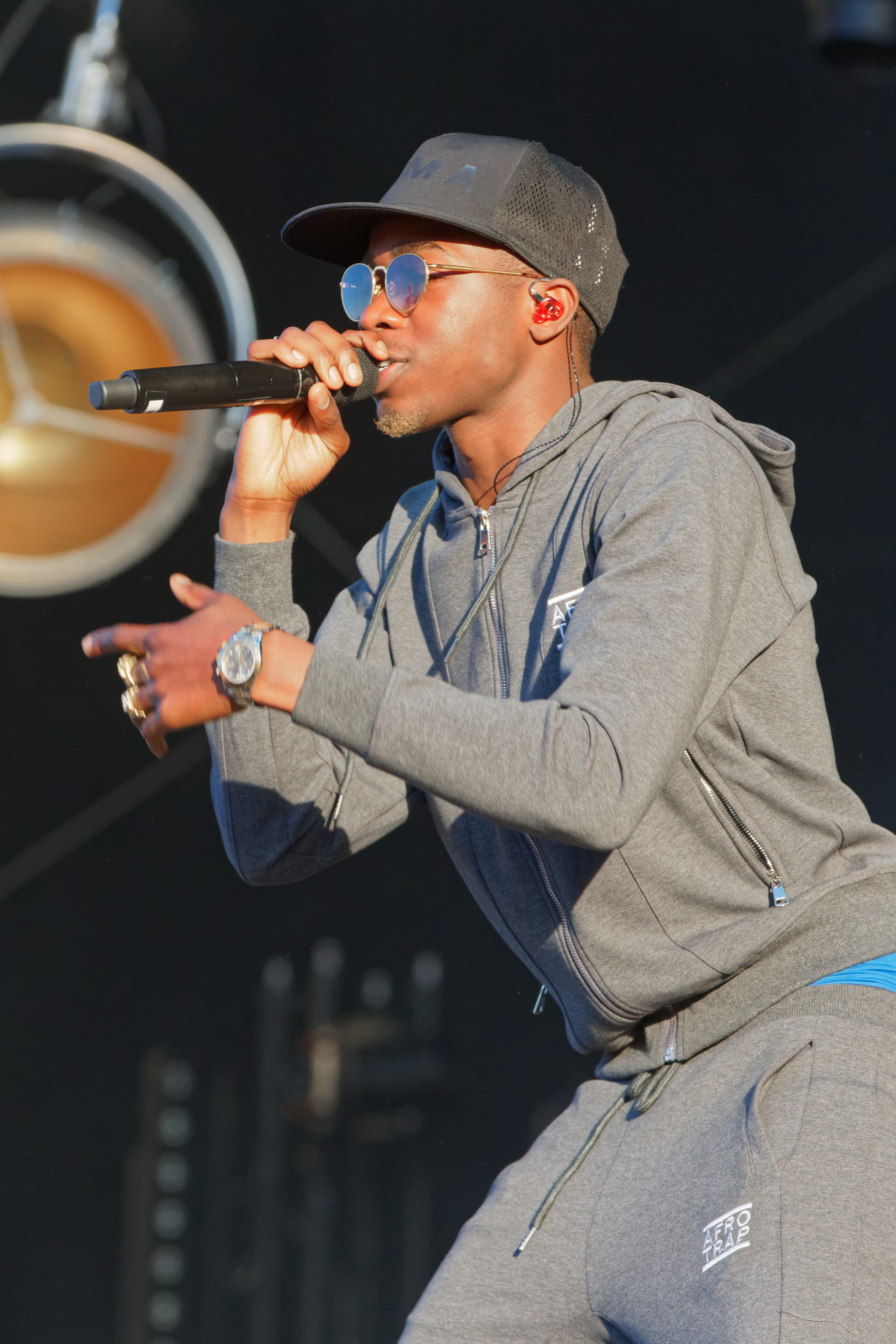
MHD

### Depuis 2018

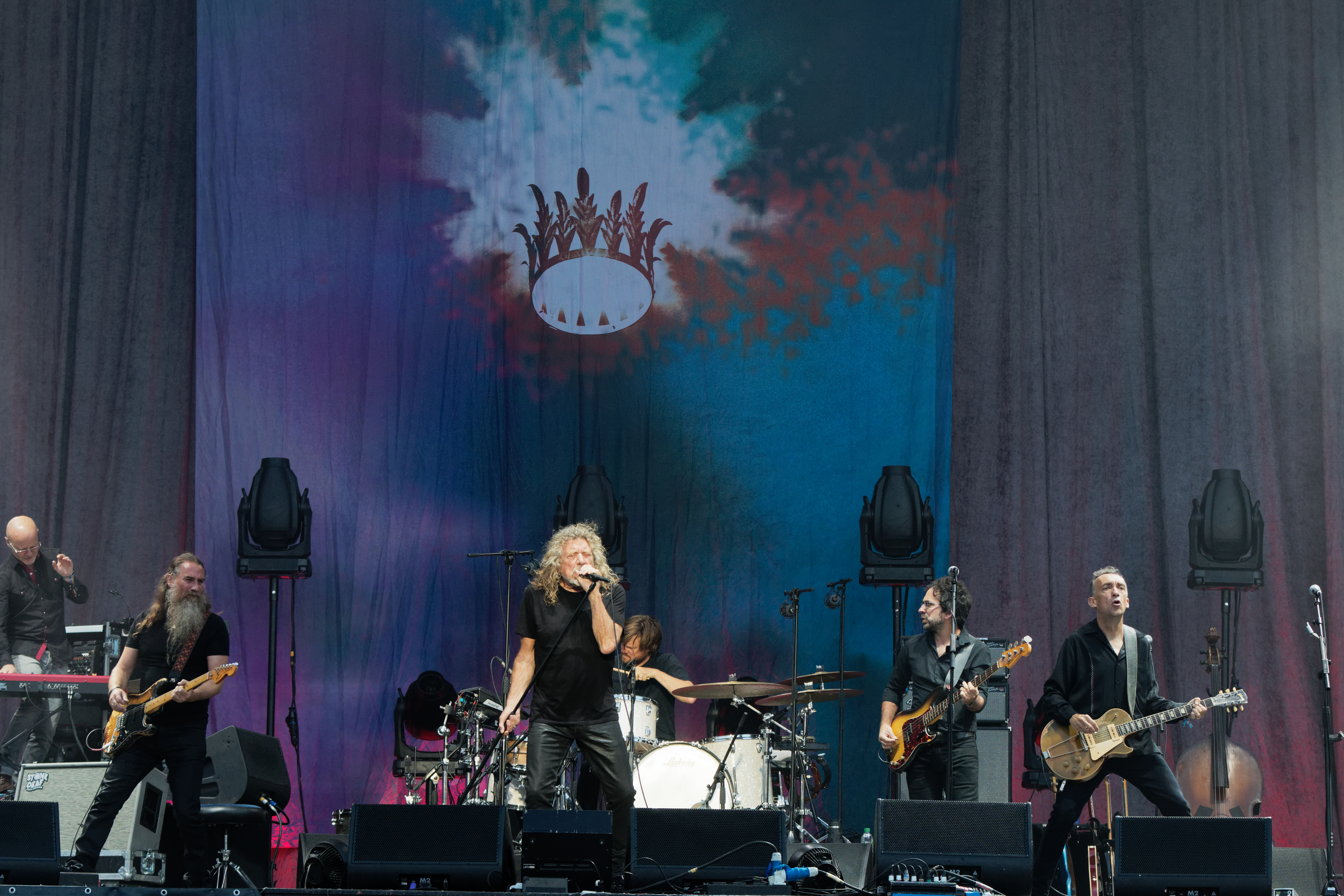
Robert Plant
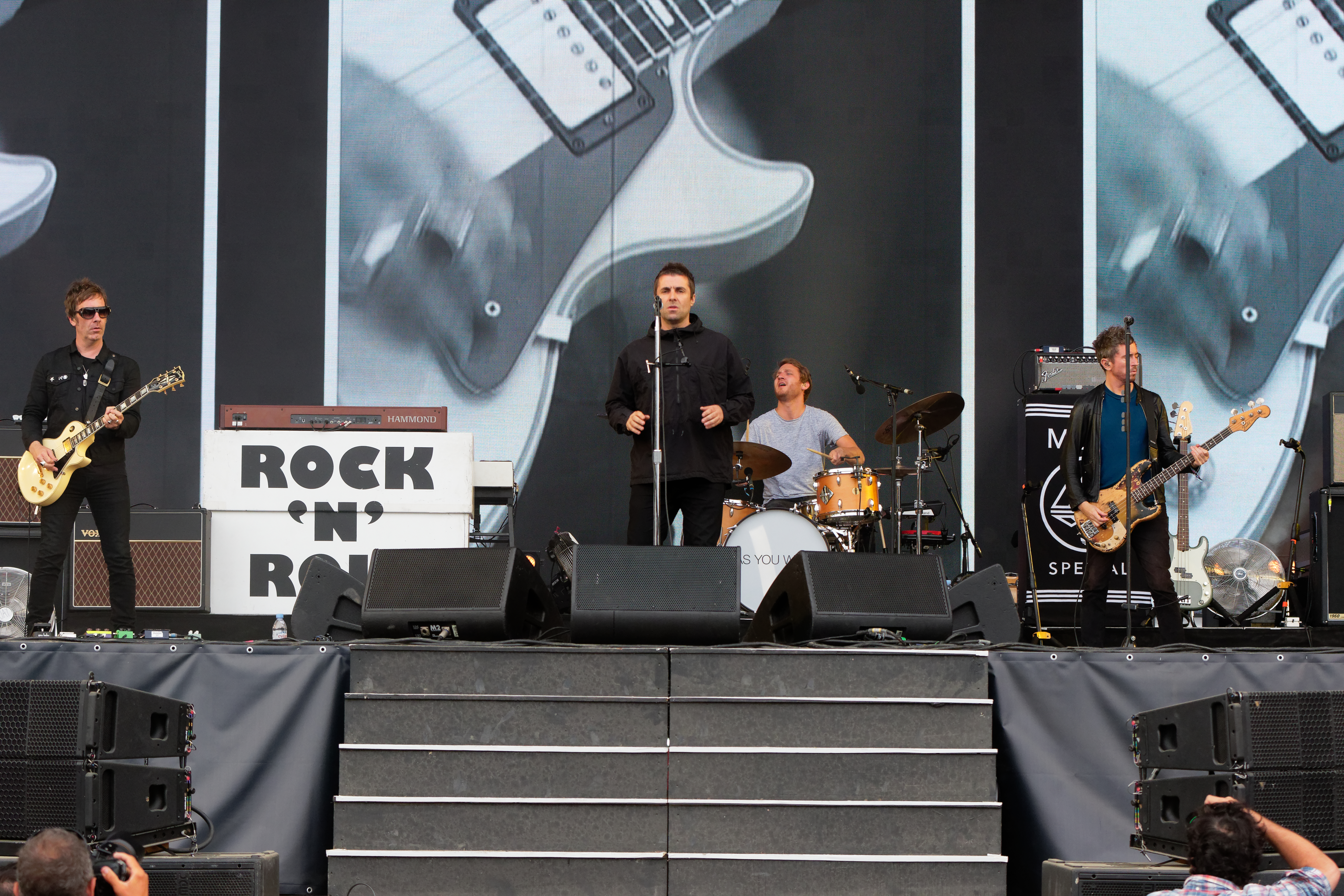
Liam Gallagher
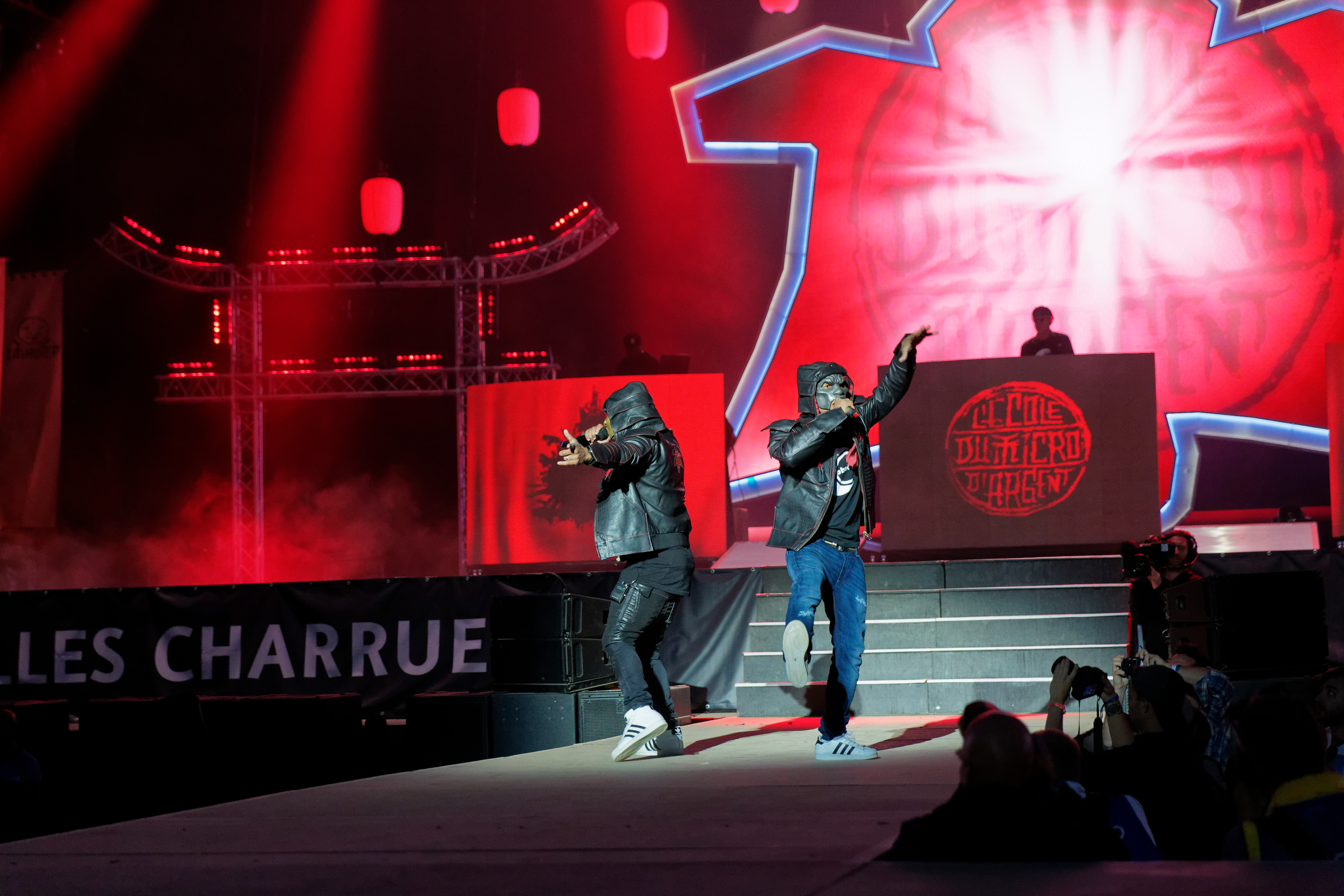
IAM
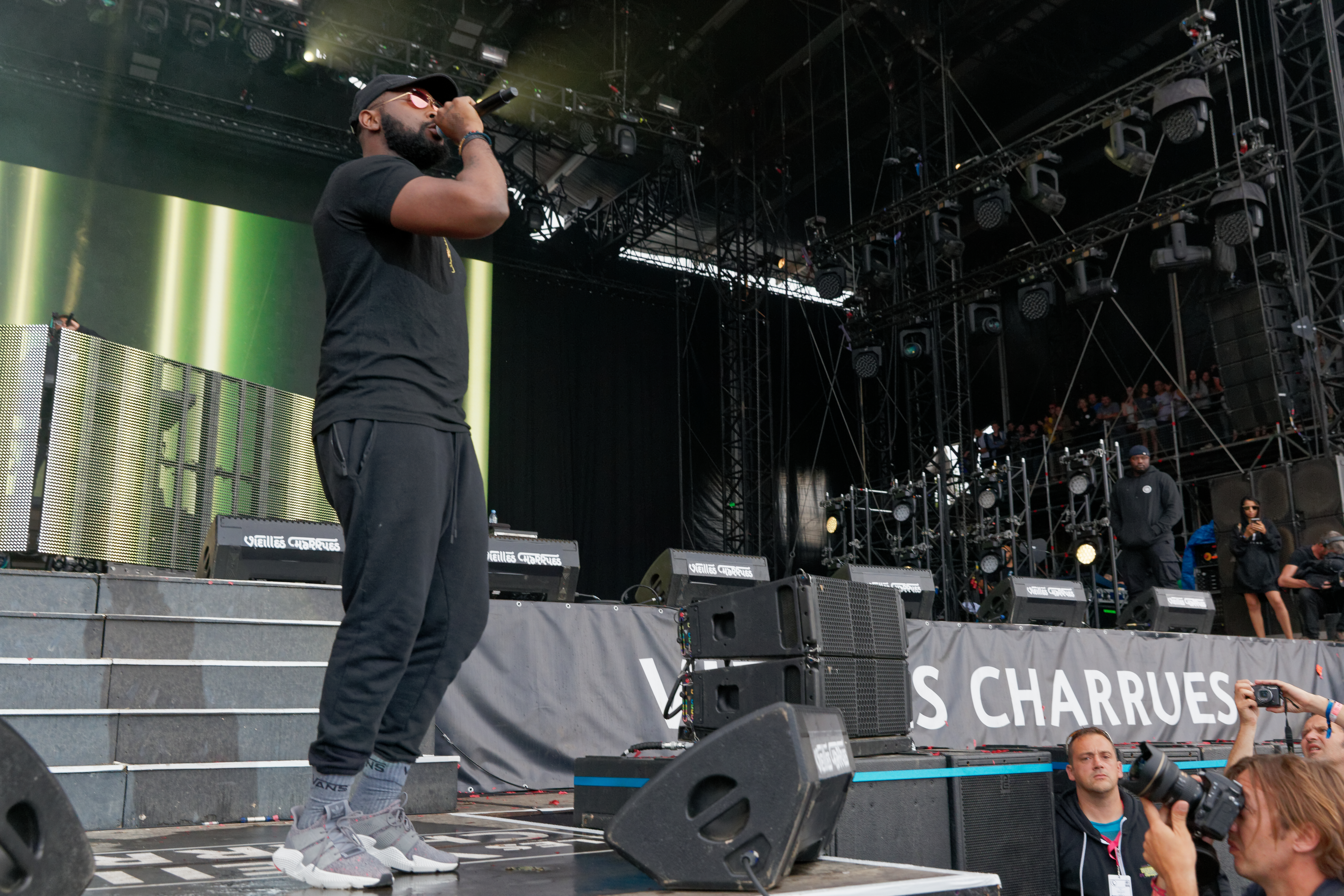
Damso
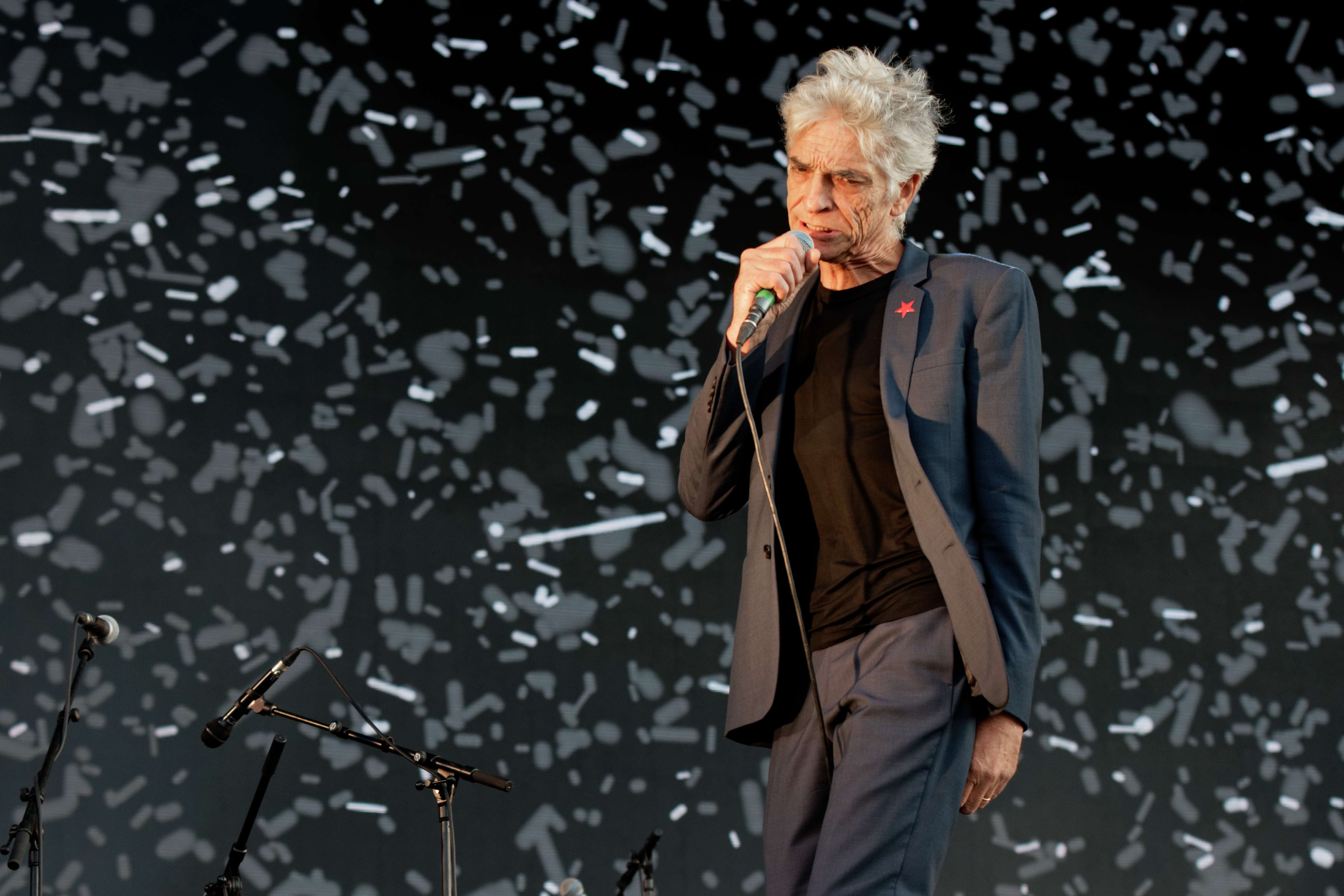
Philippe Pascal
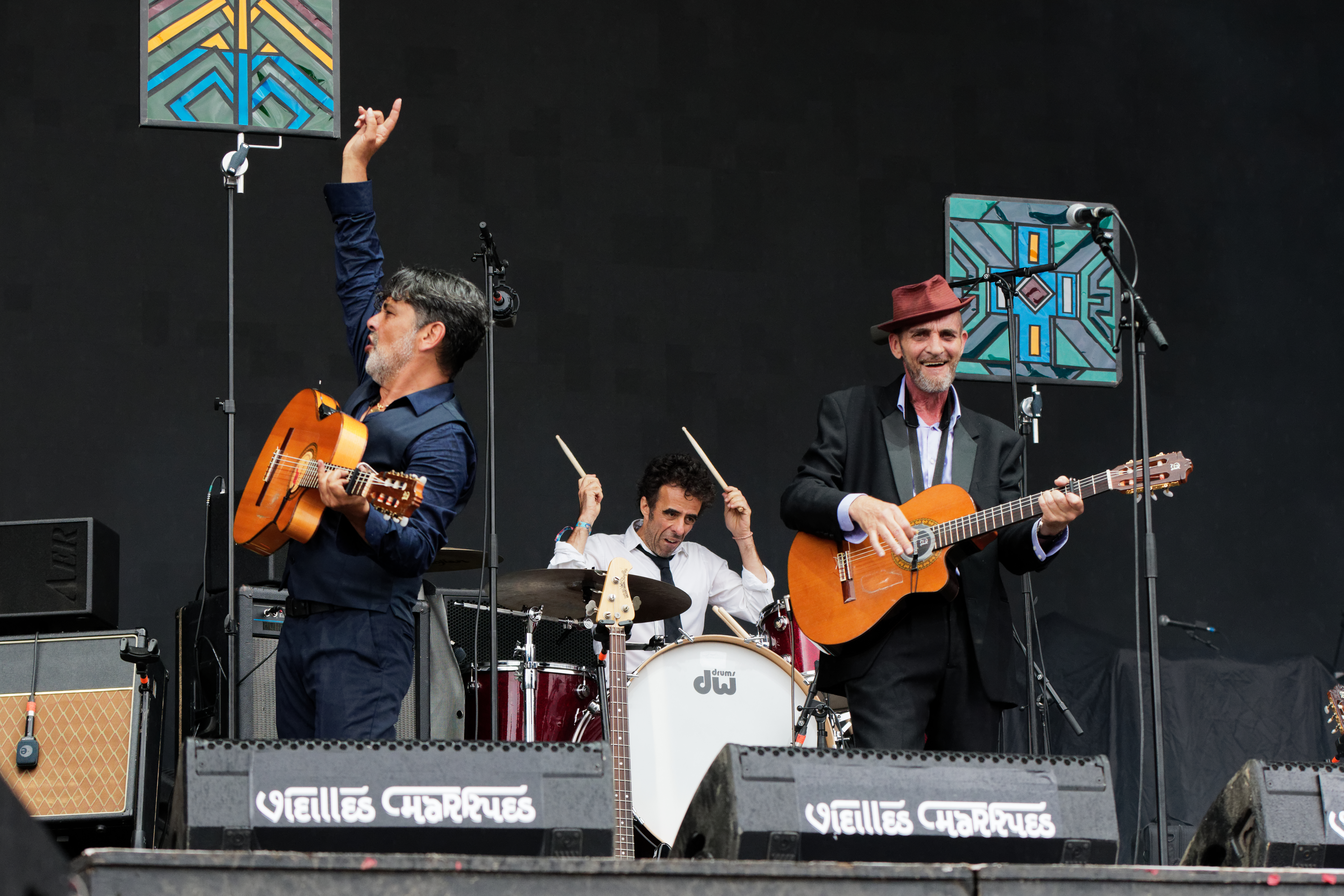
Les Négresses vertes
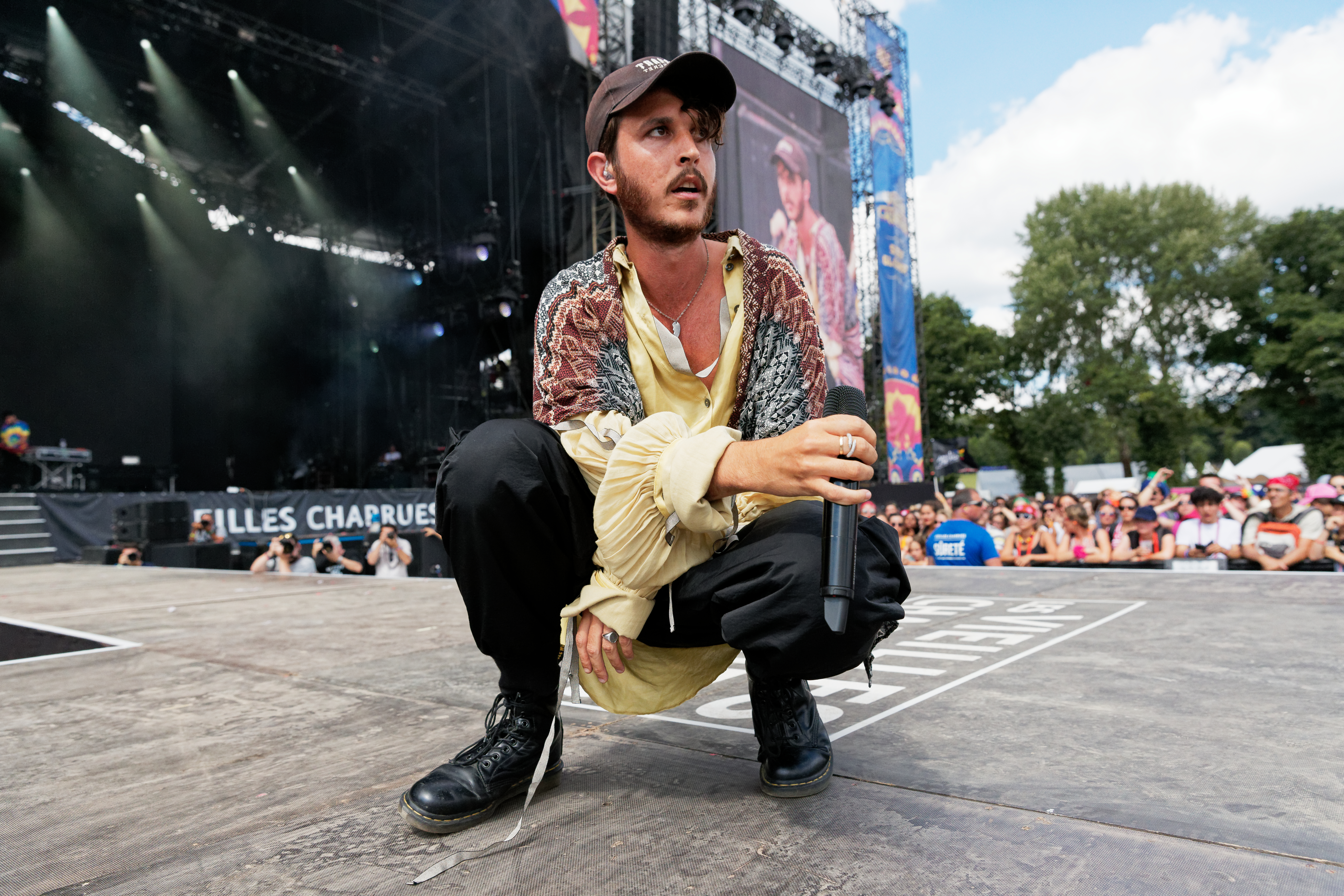
Oscar and the Wolf
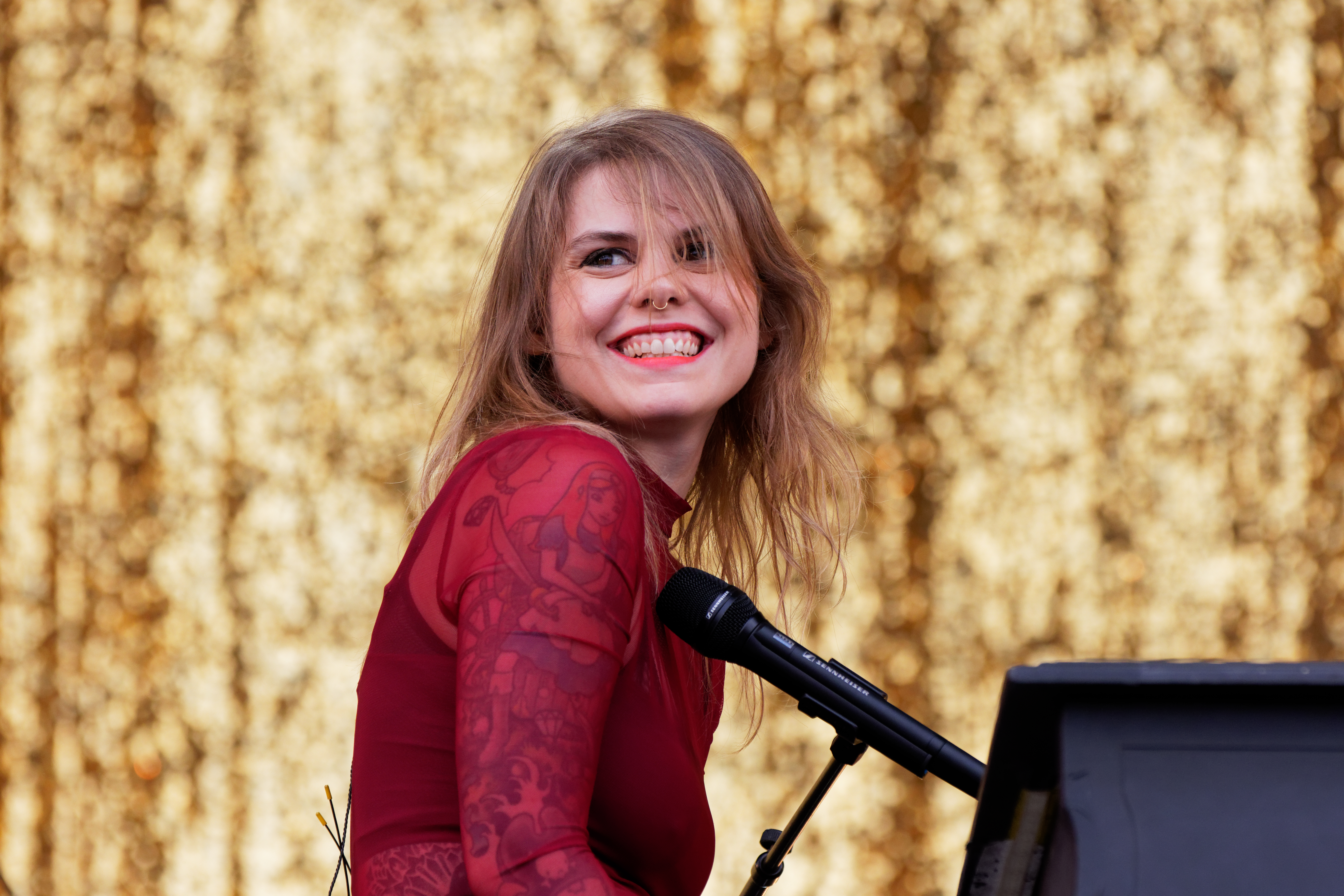
Cœur de pirate
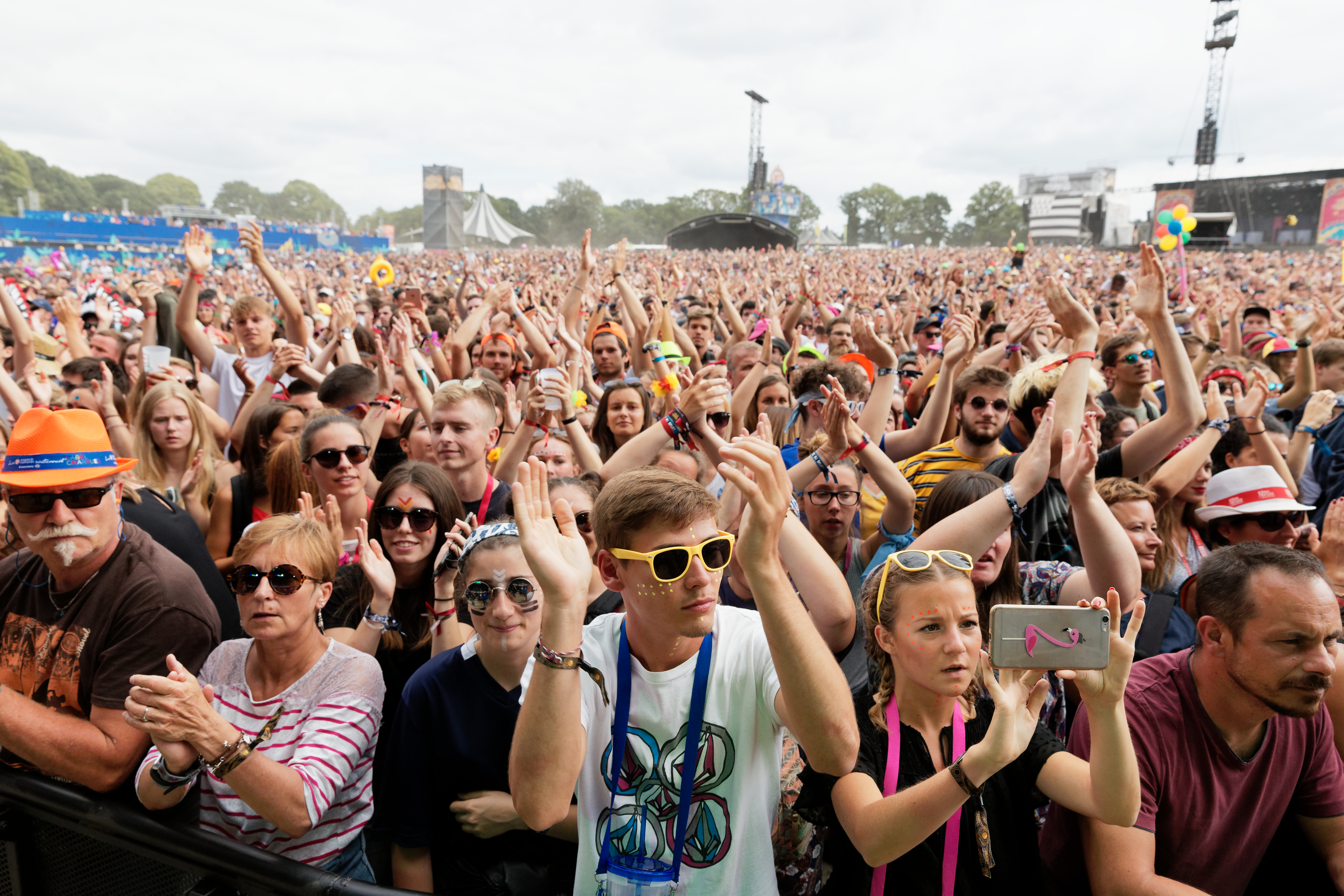
Le public devant Portugal. The Man
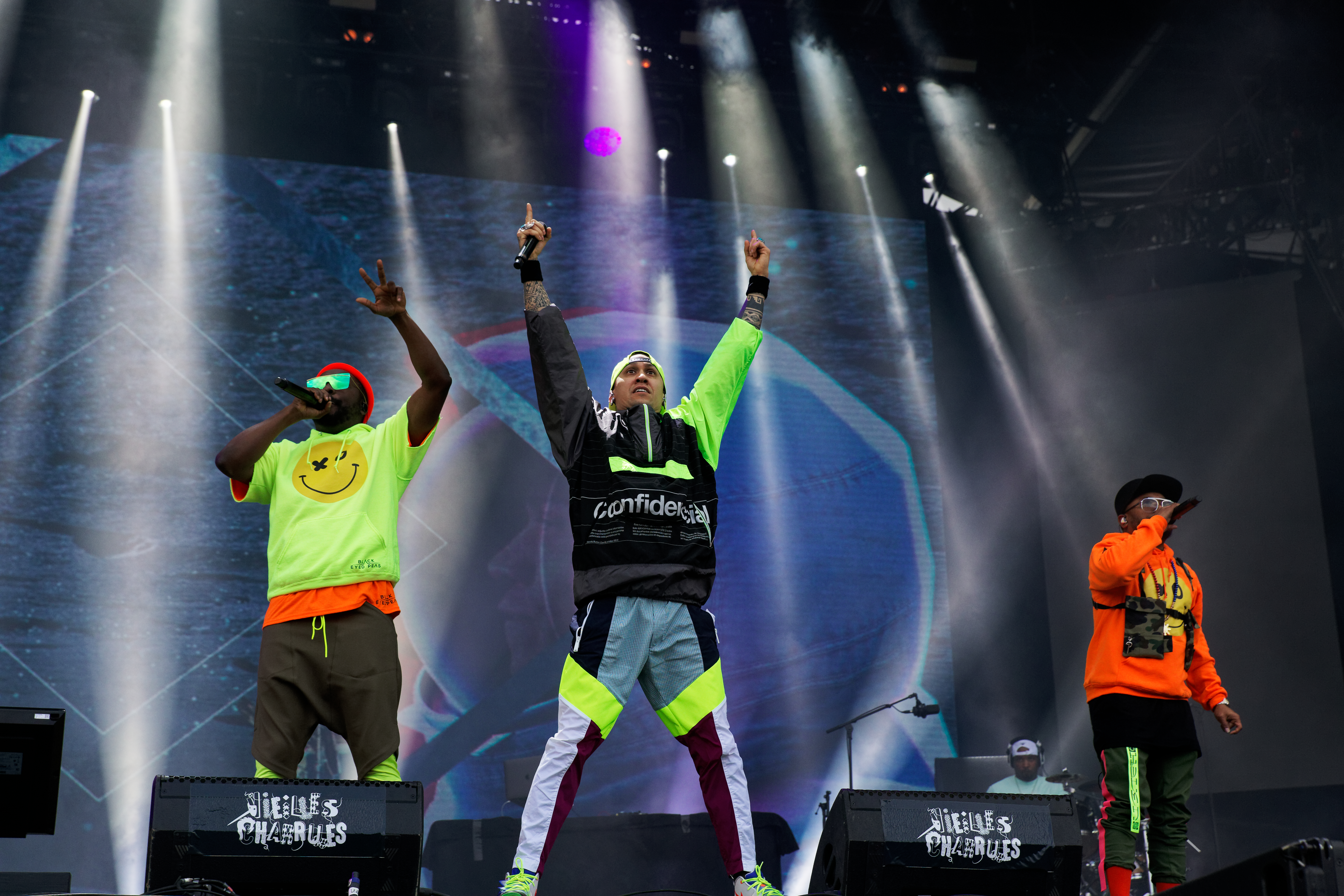
Black Eyed Peas
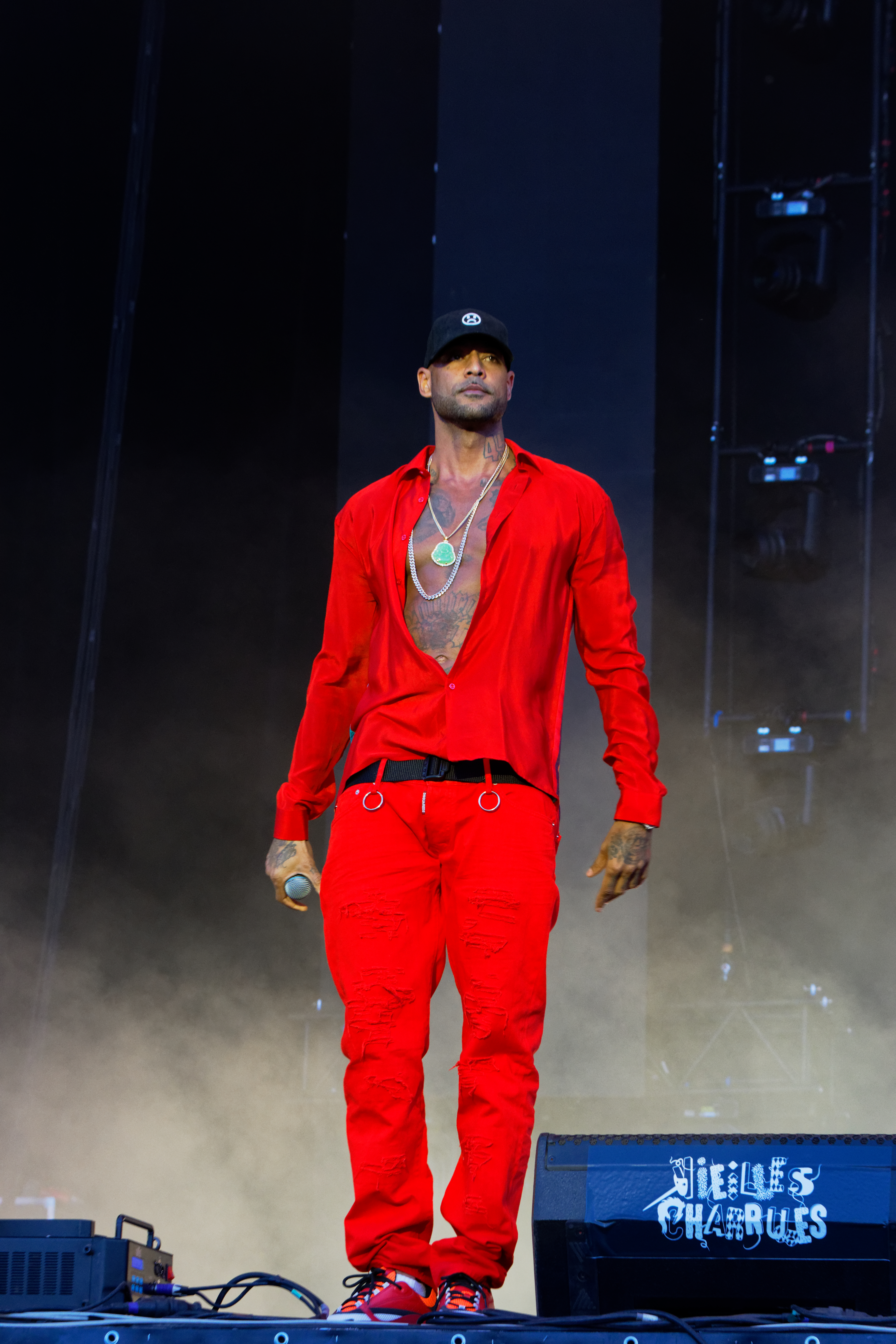
Booba
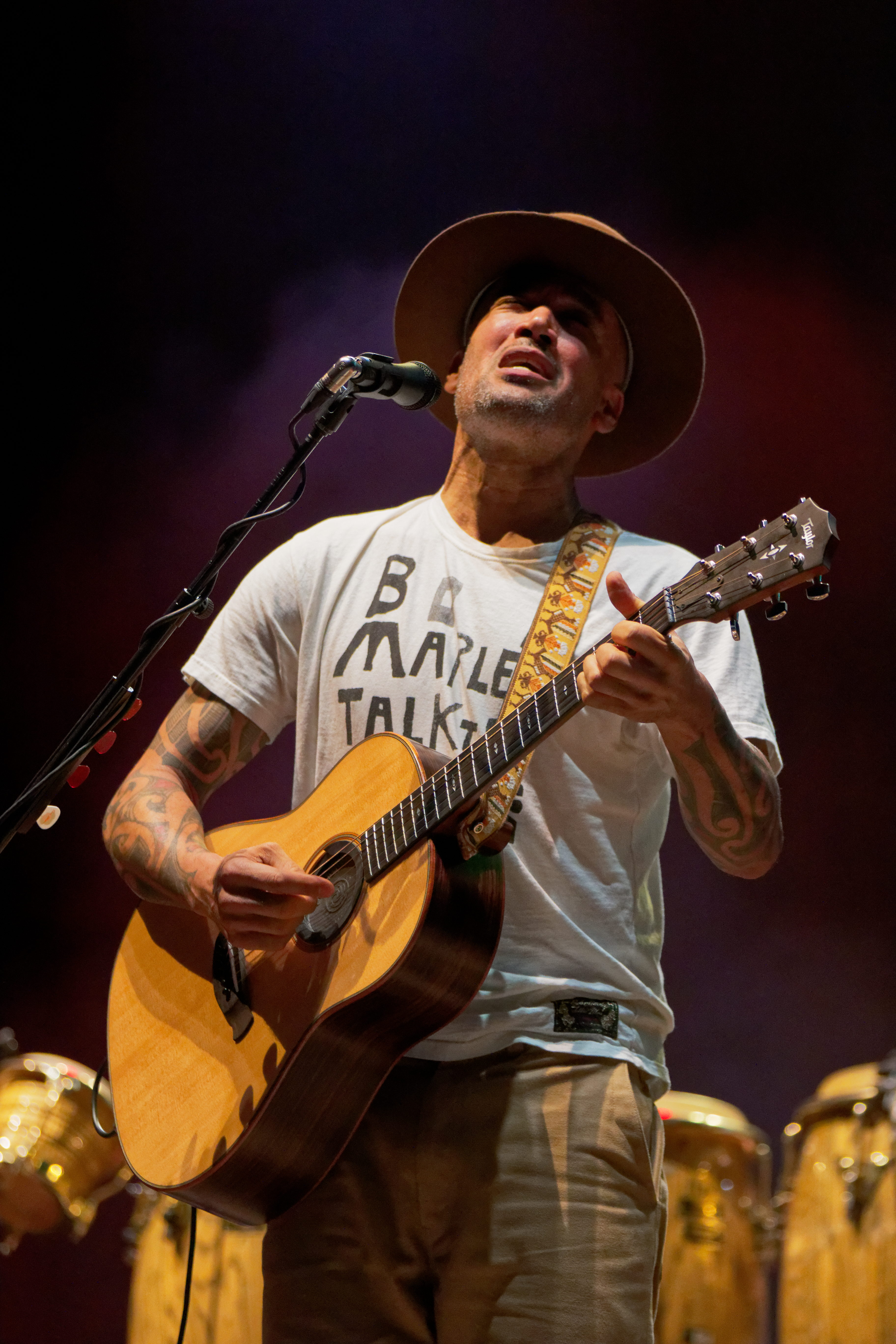
Ben Harper
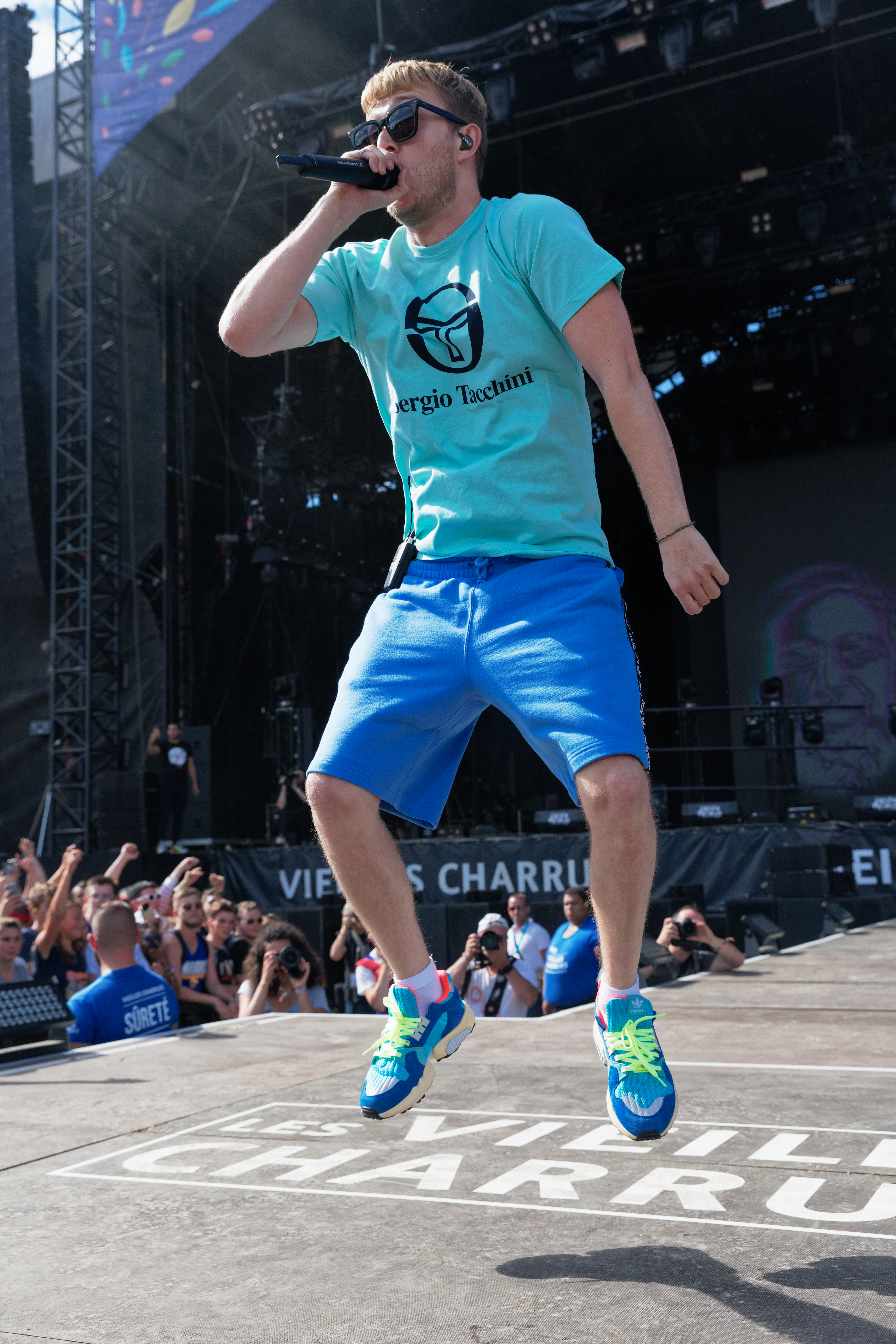
Vald
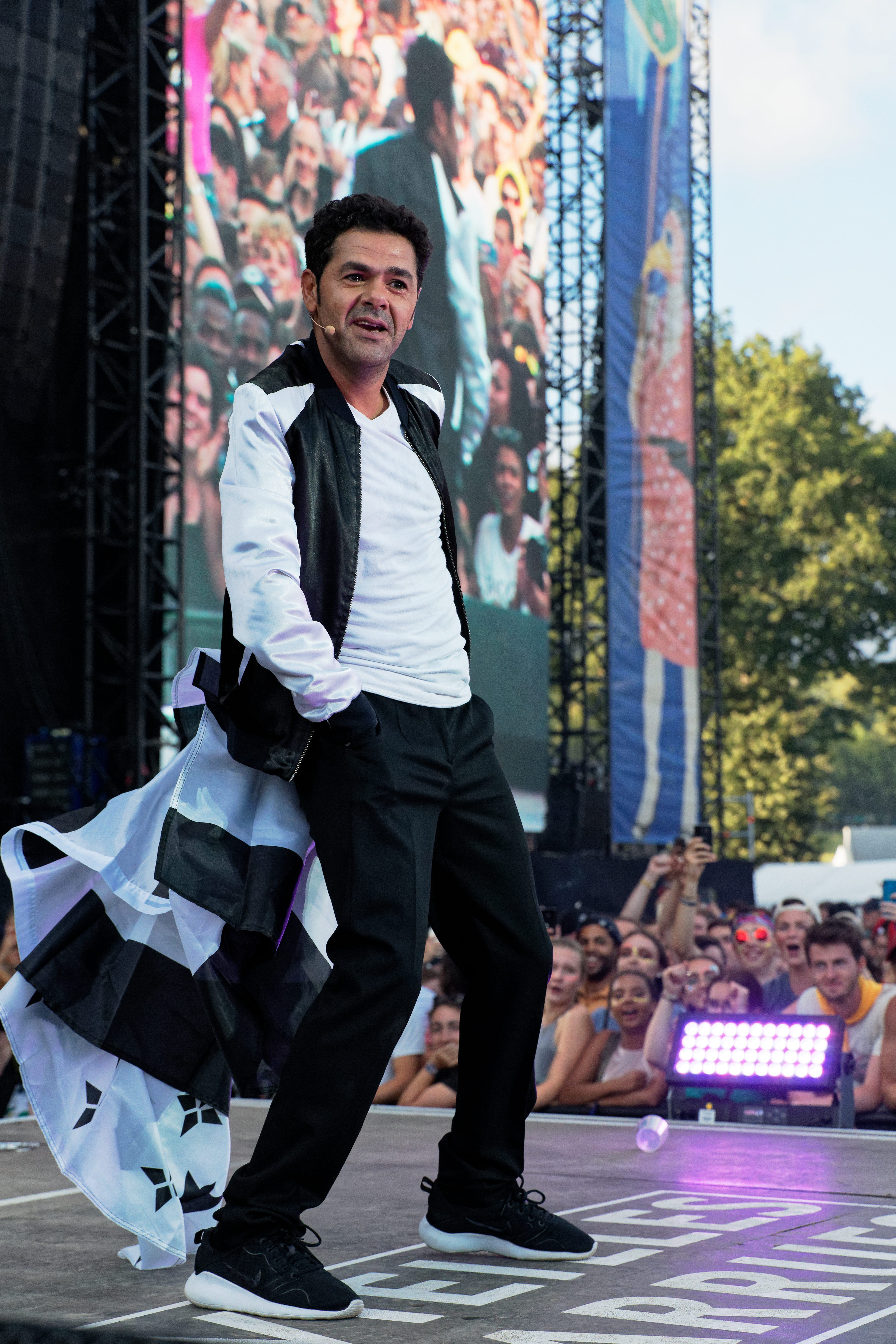
Jamel Debbouze et le Gwenn ha Du
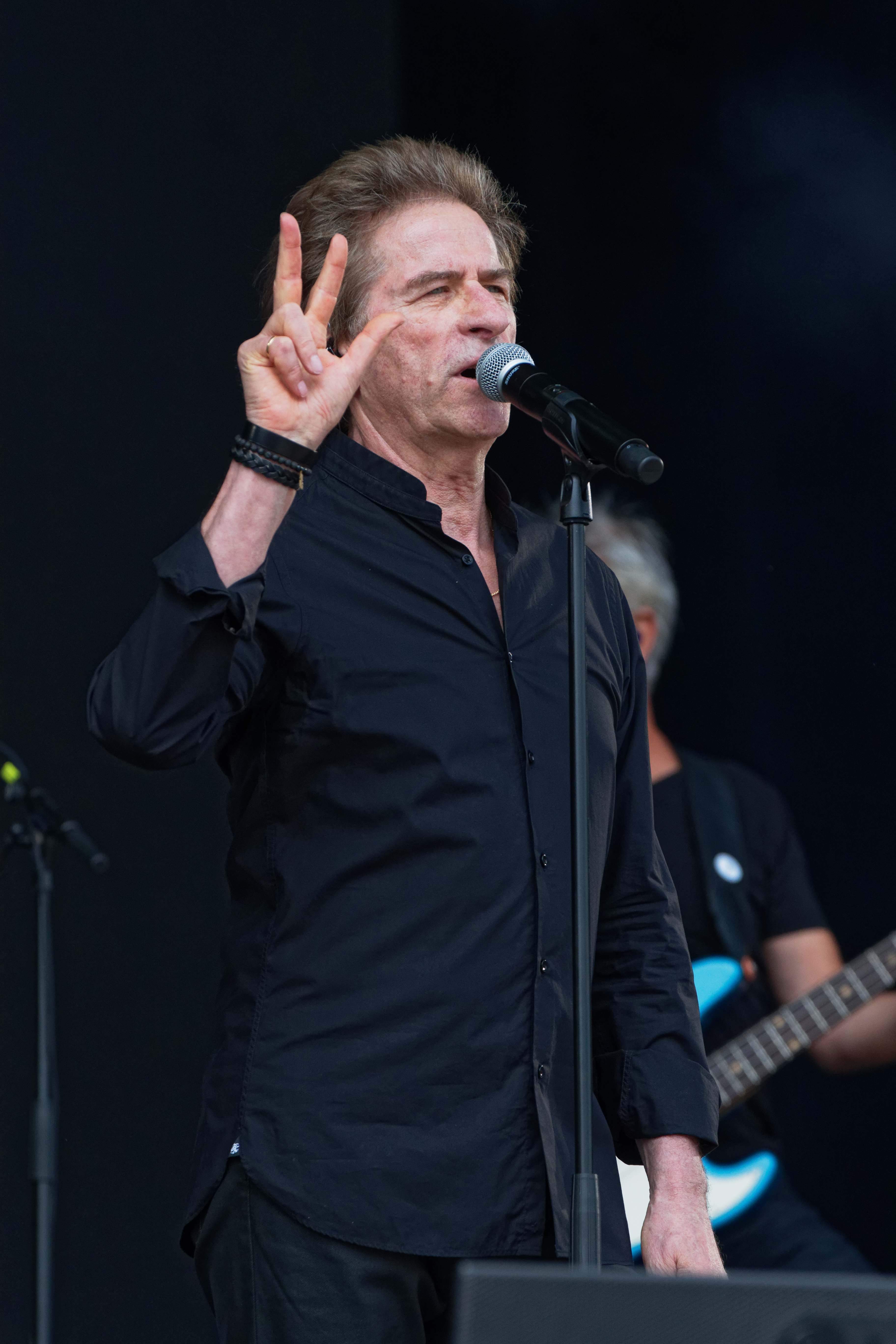
Hubert-Félix Thiéfaine
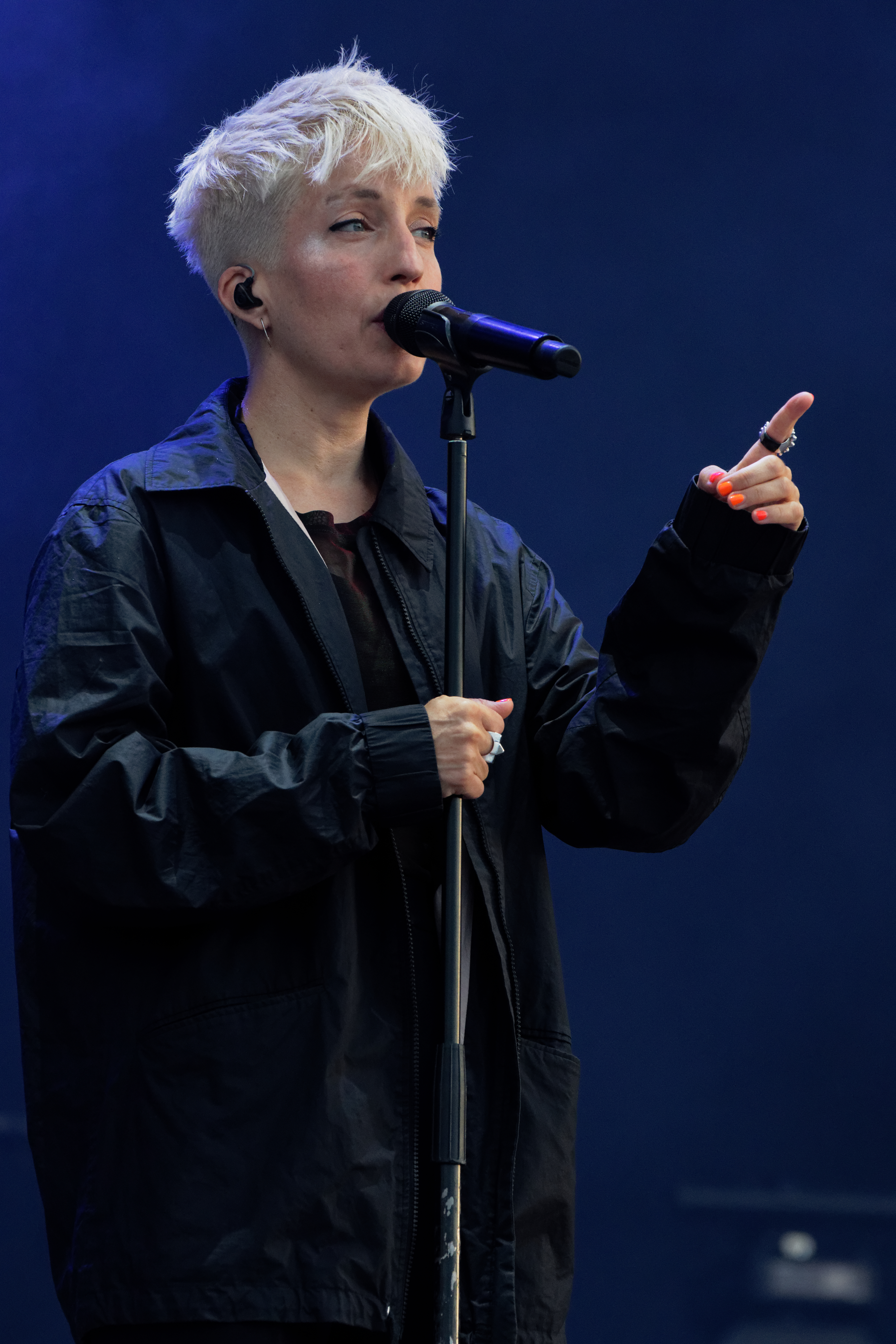
Jeanne Added
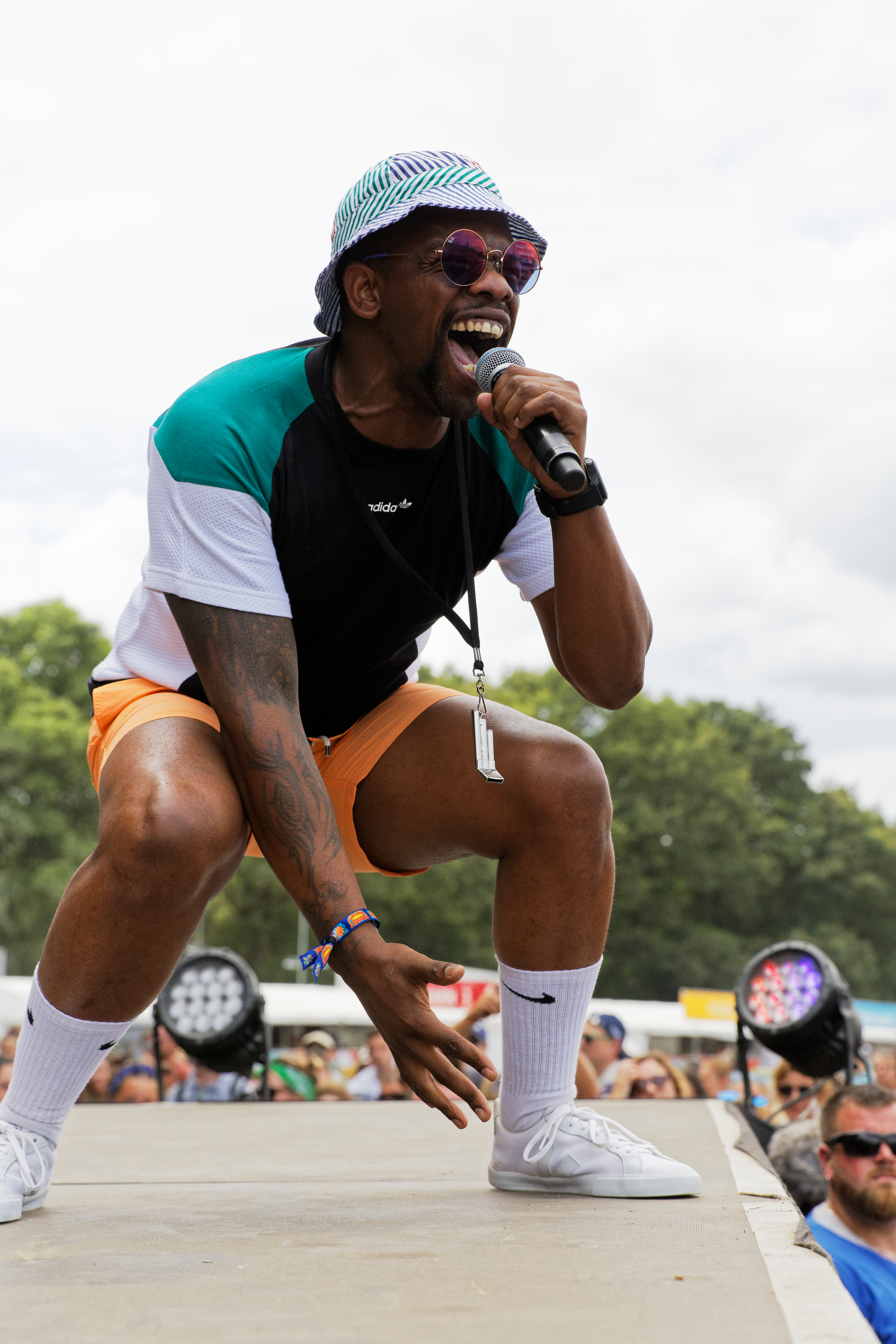
BCUC
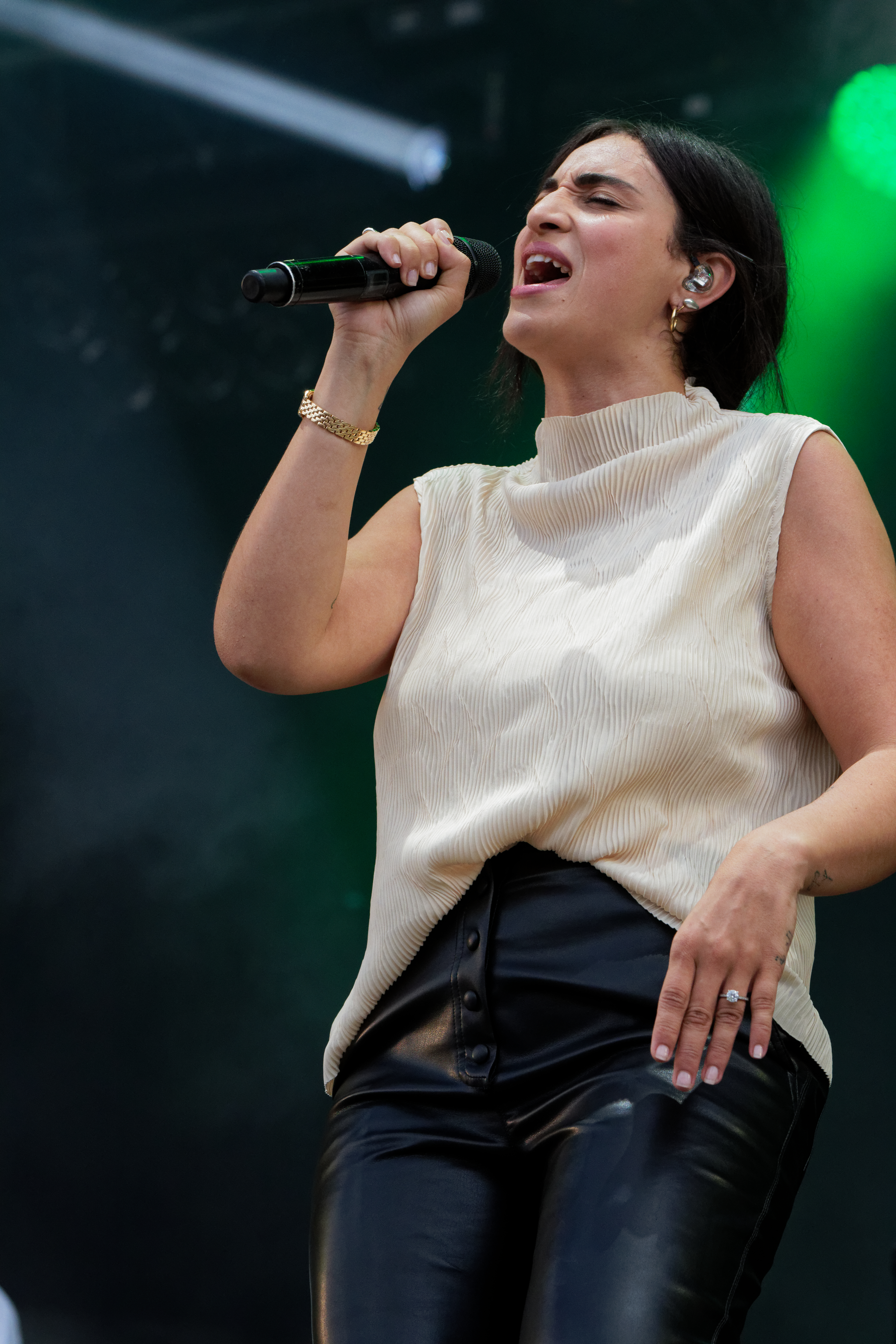
Camélia Jordana
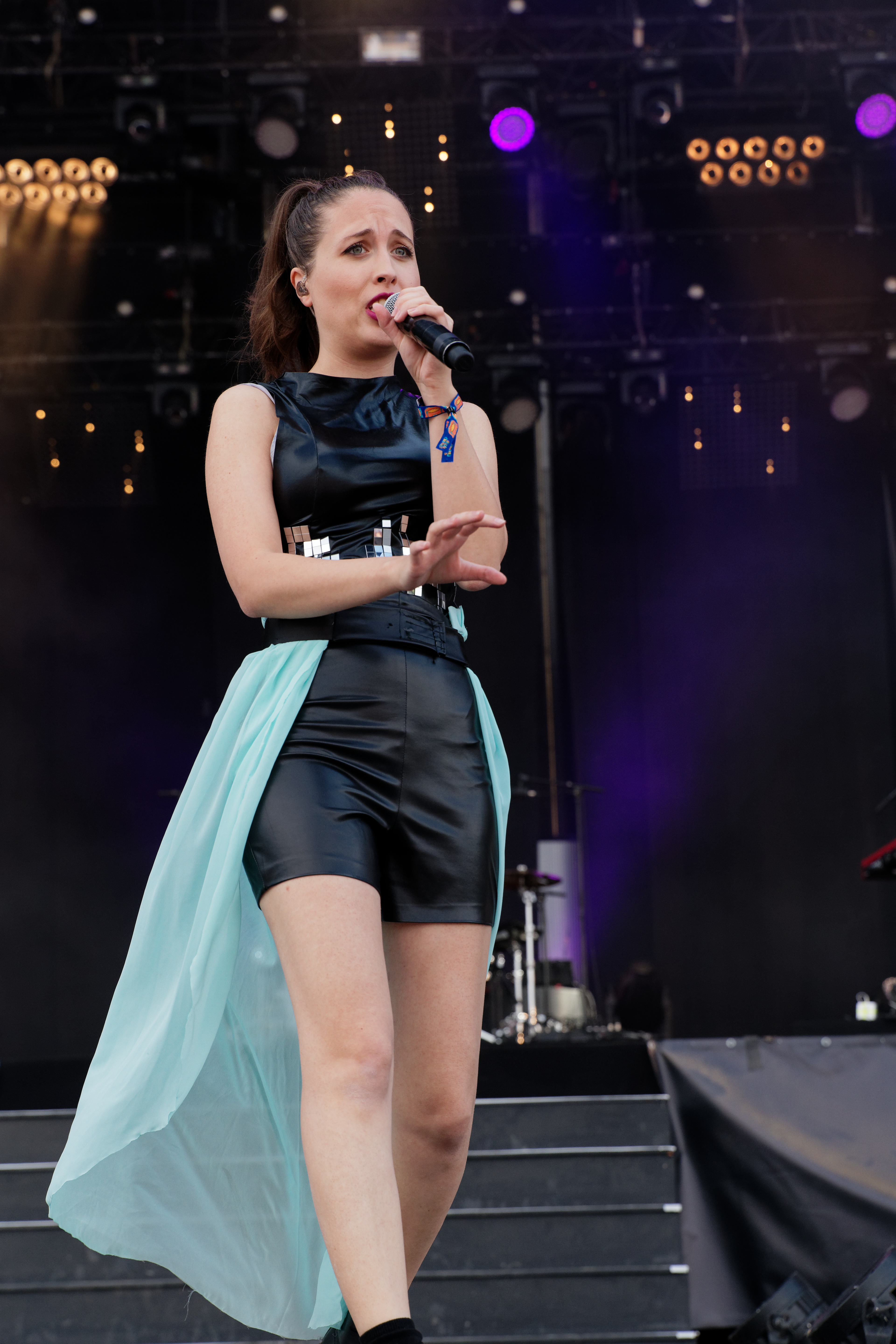
Alice Merton
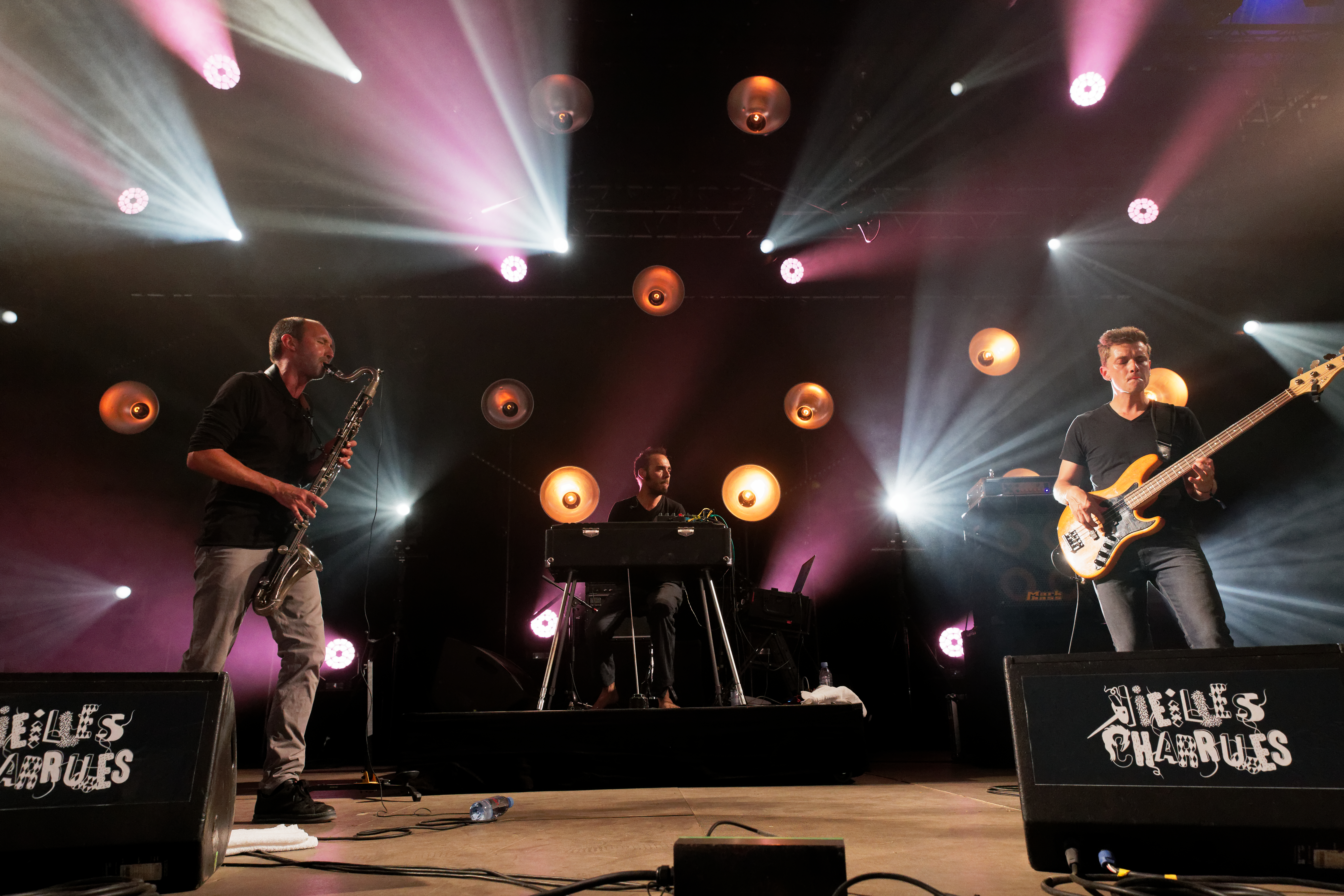
Fleuves (danse bretonne électro)
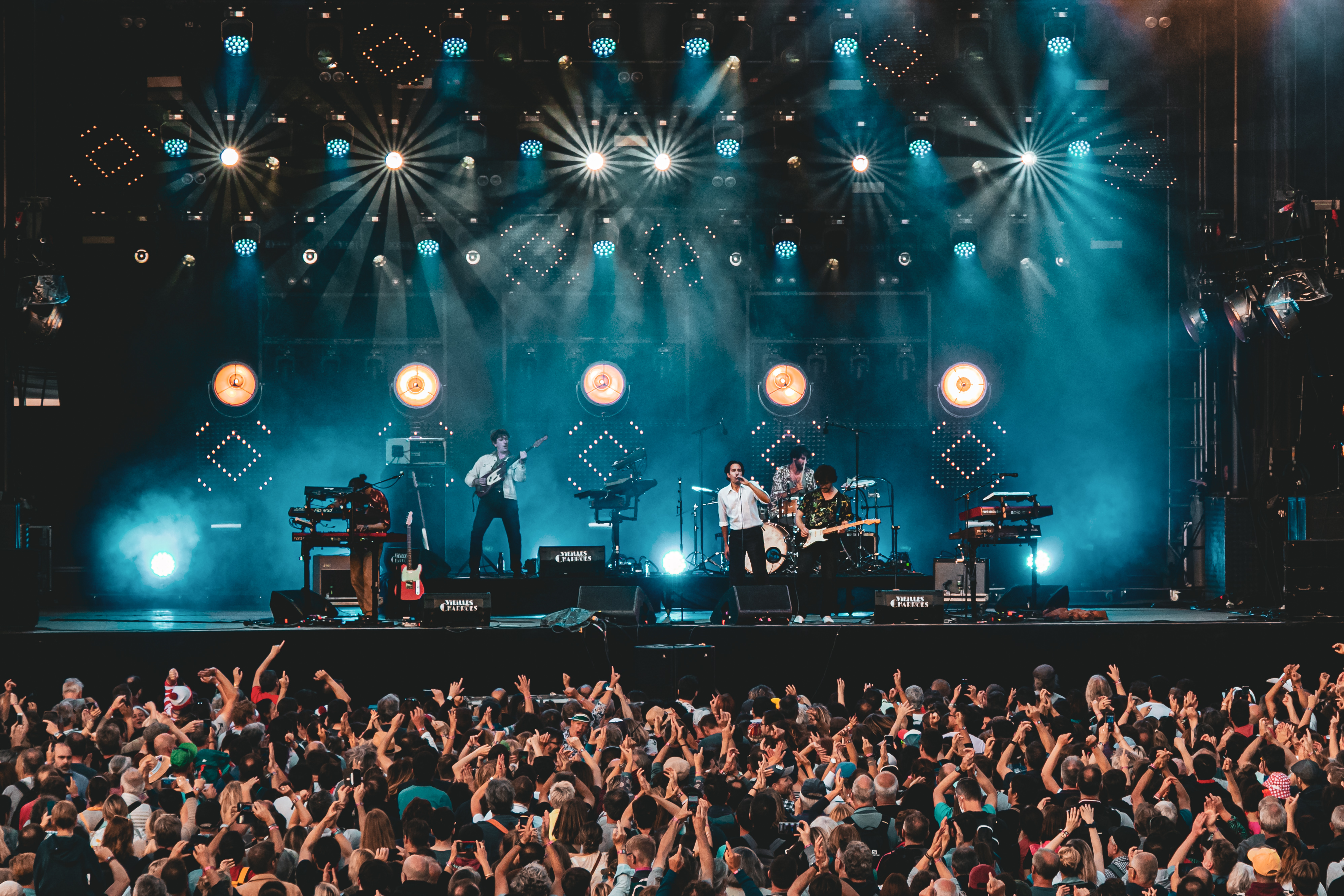
Feu! Chatterton
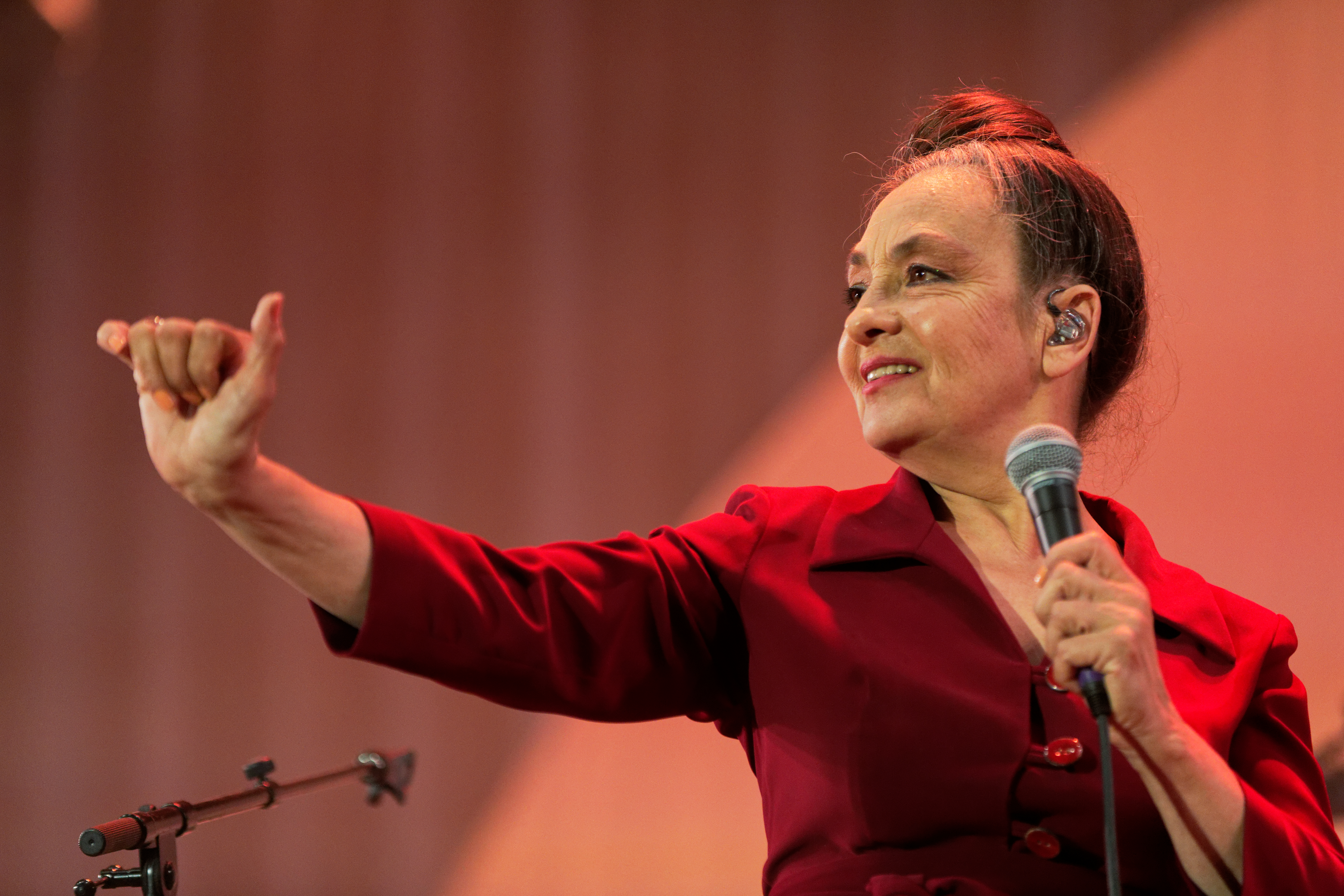
Catherine Ringer
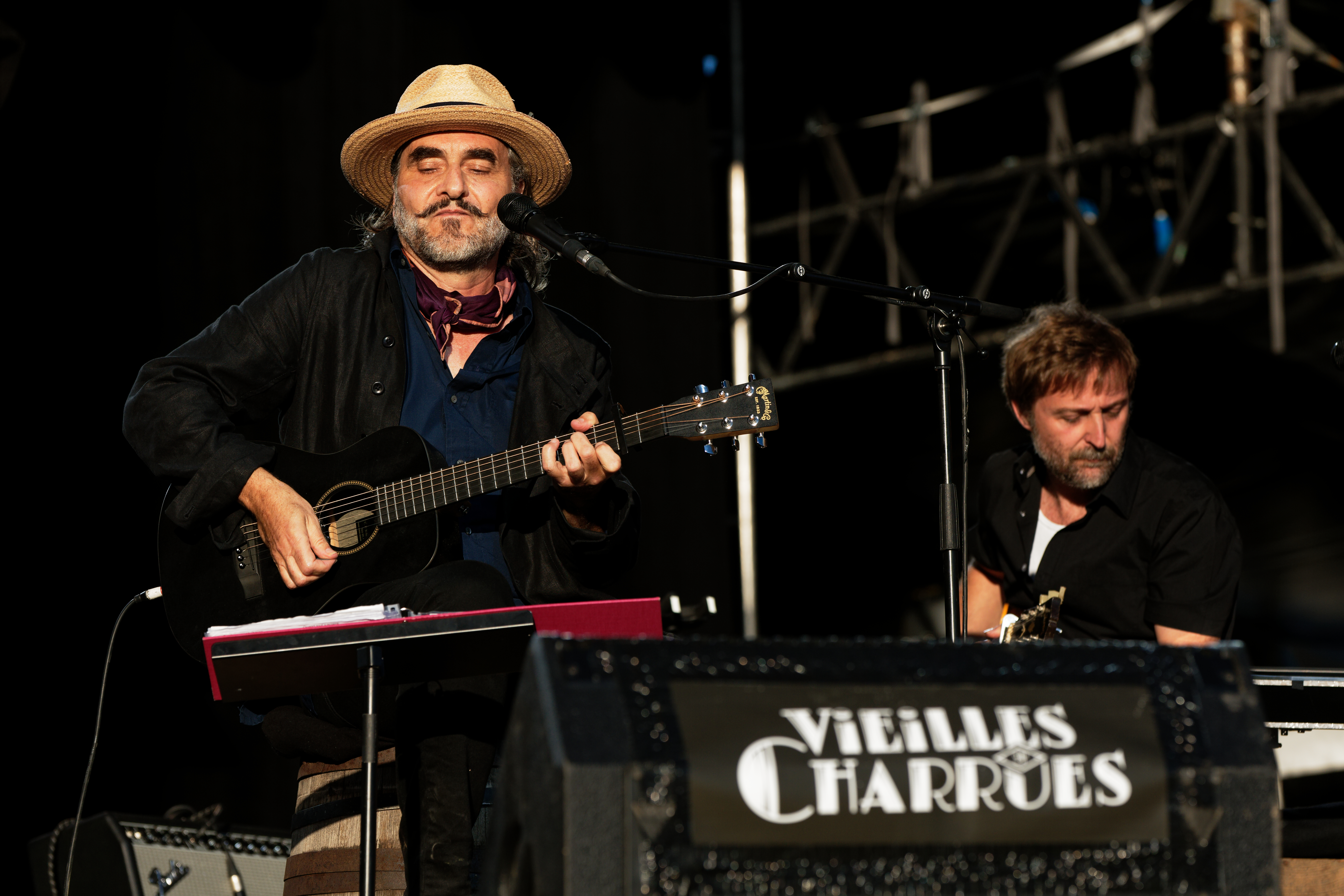
Stephan Eicher
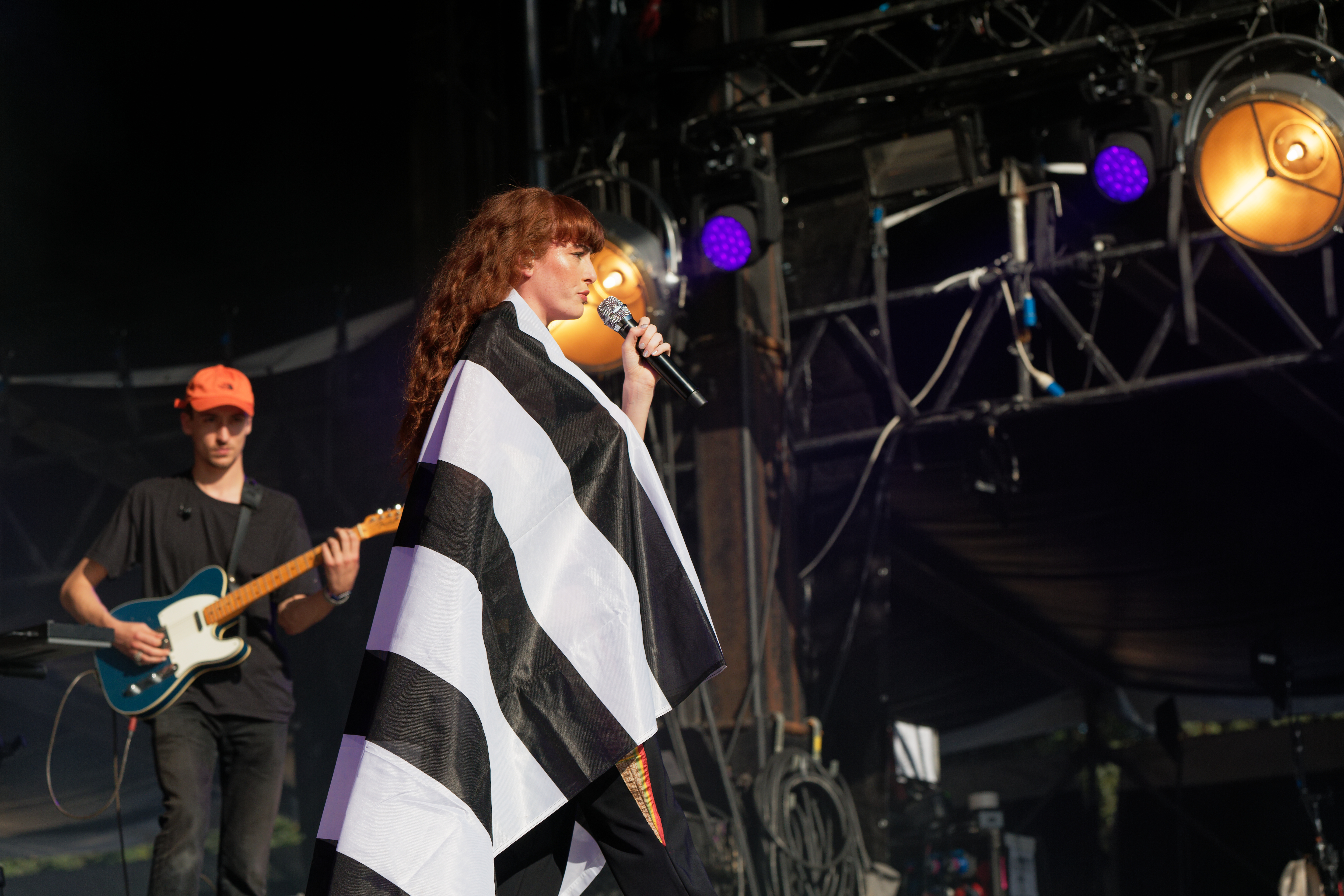
Poupie
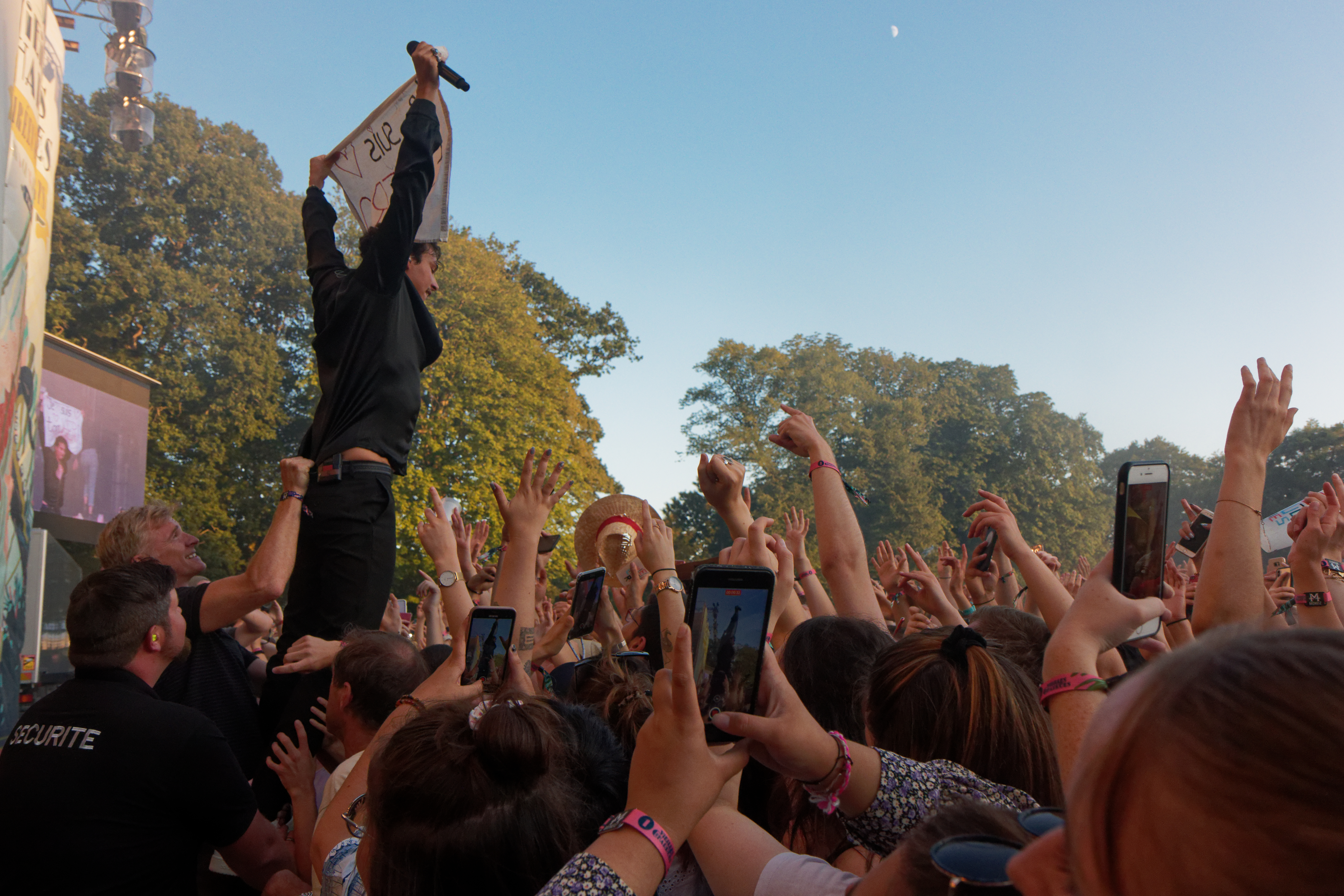
Georgio
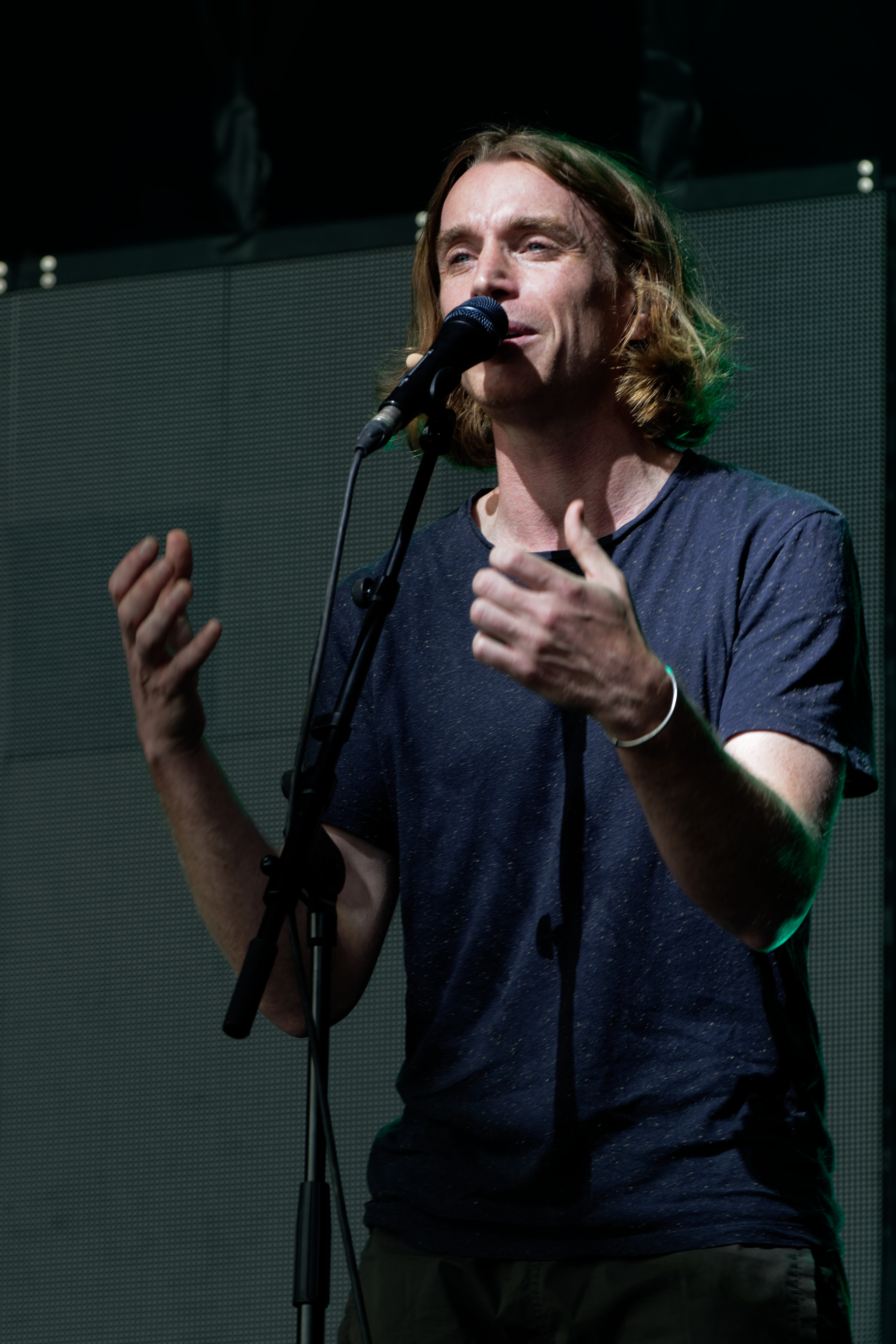
Ben Mazué
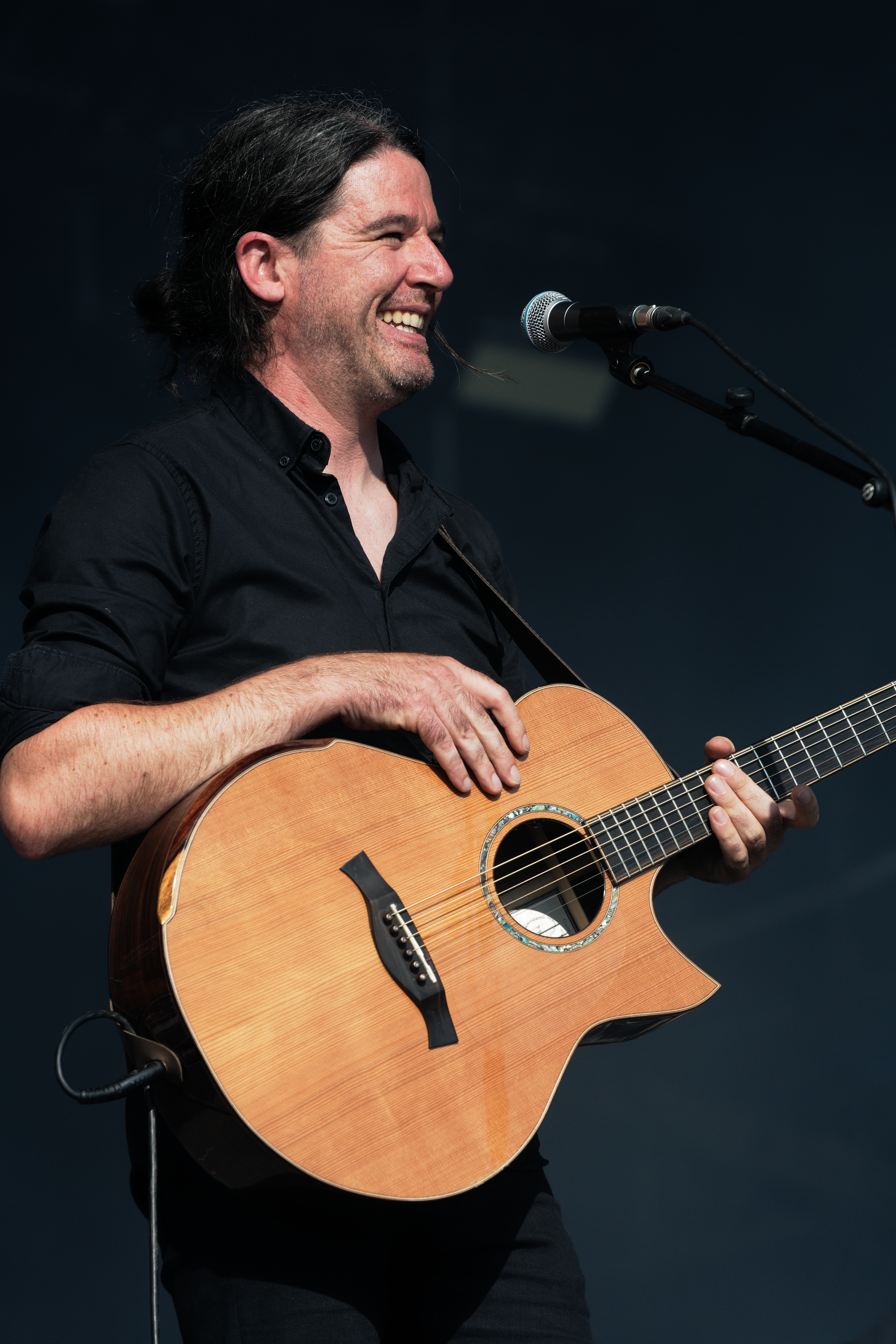
Brieg Guerveno
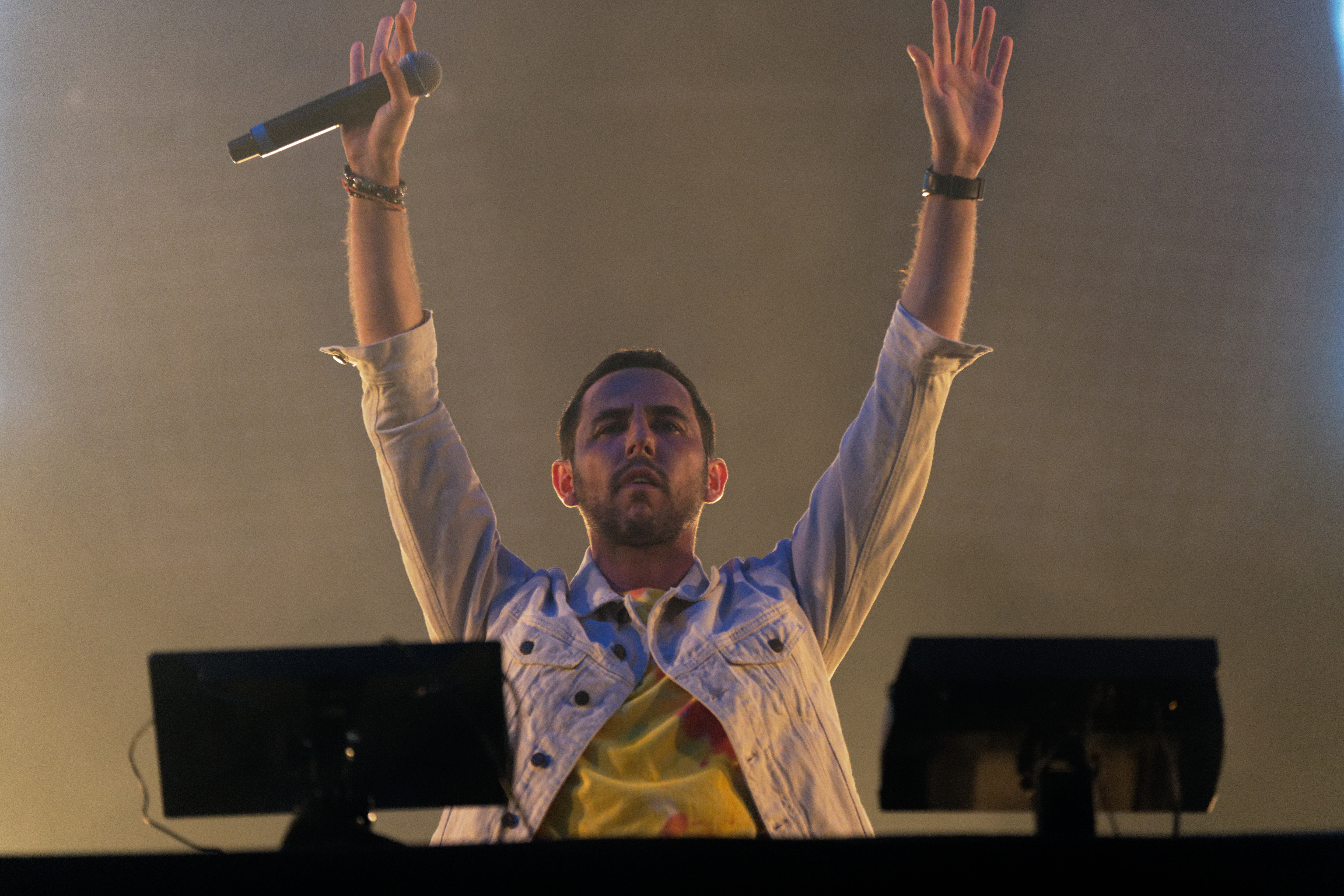
The Aveners
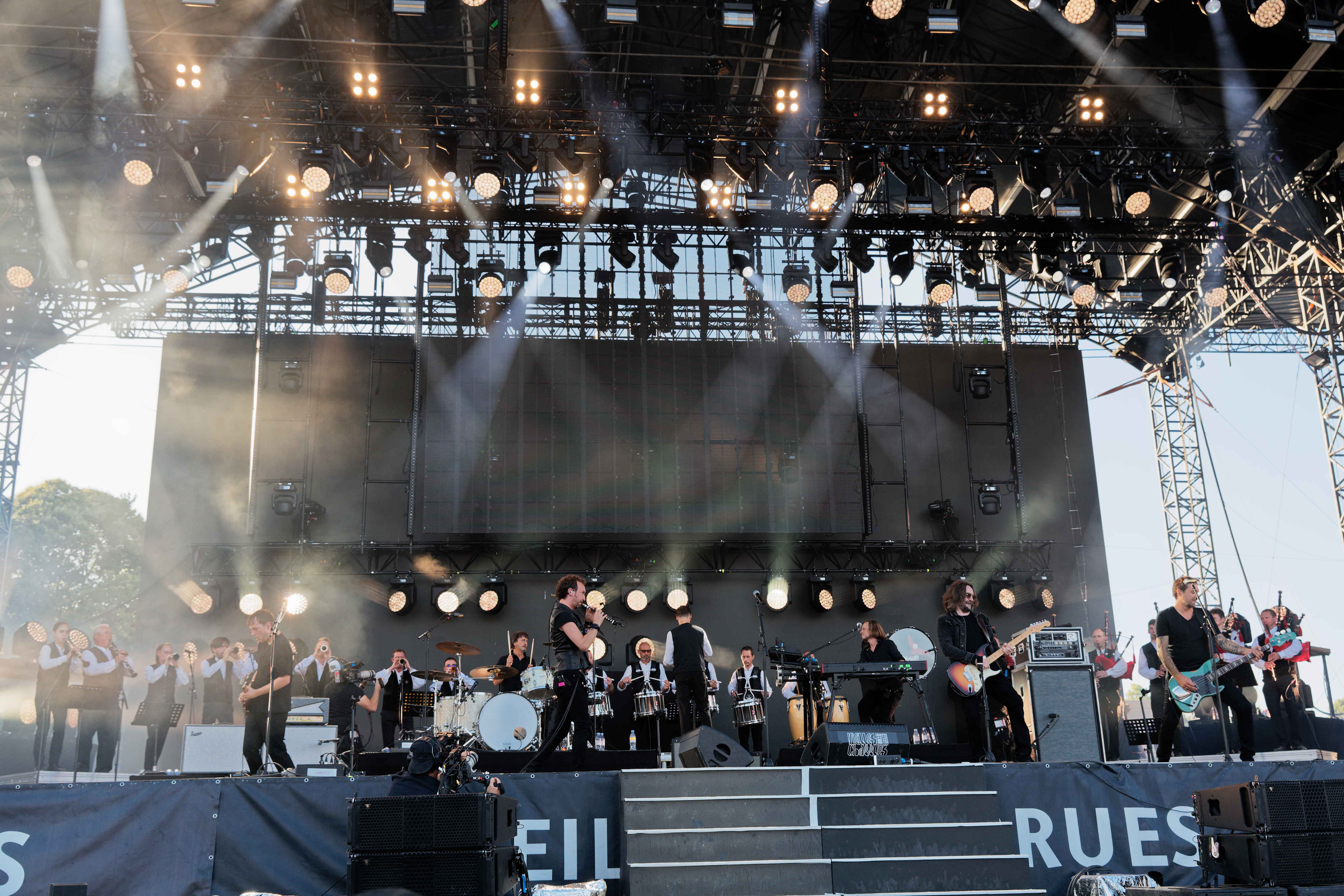
Matmatah et la Kevrenn Alré
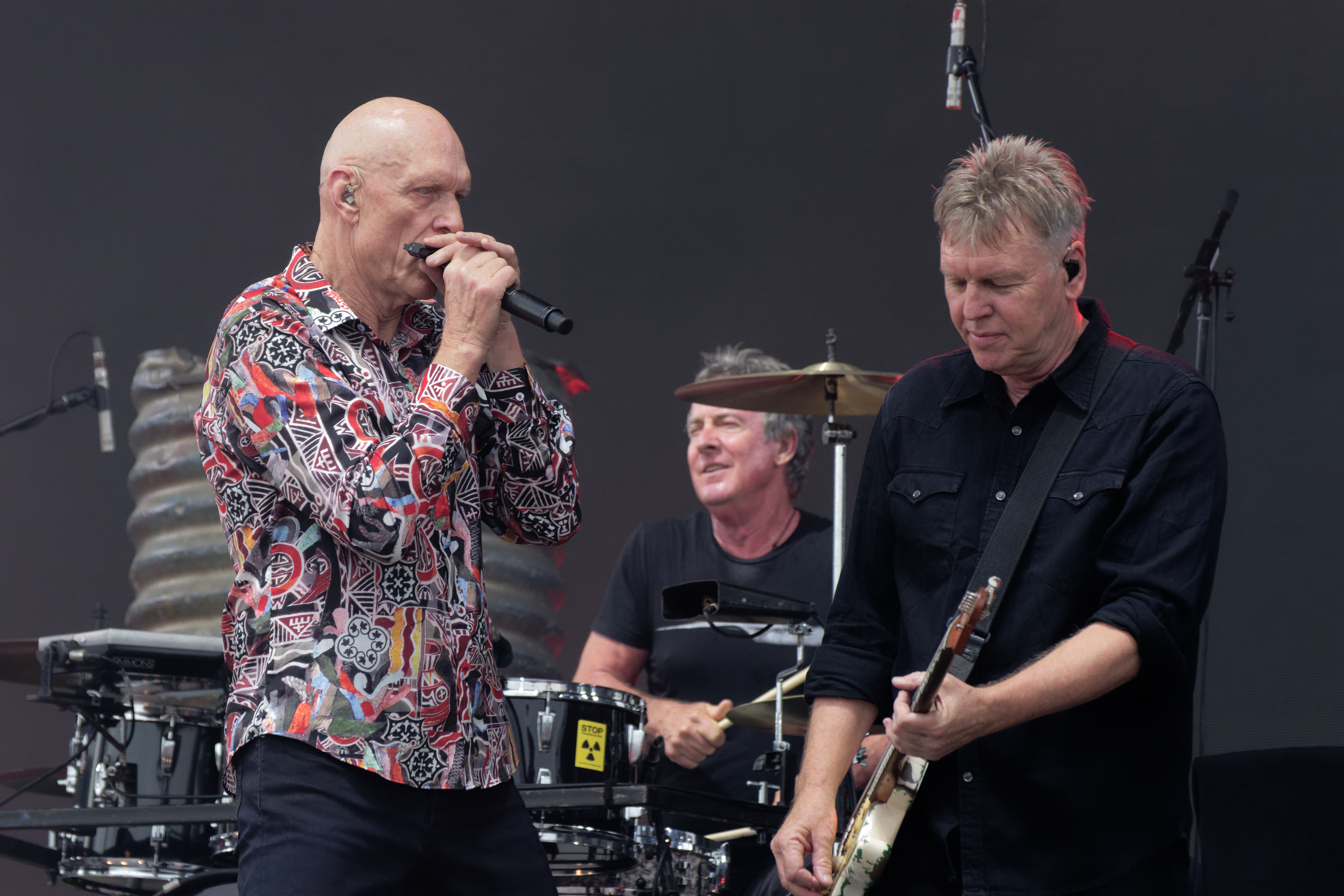
Midnight Oil
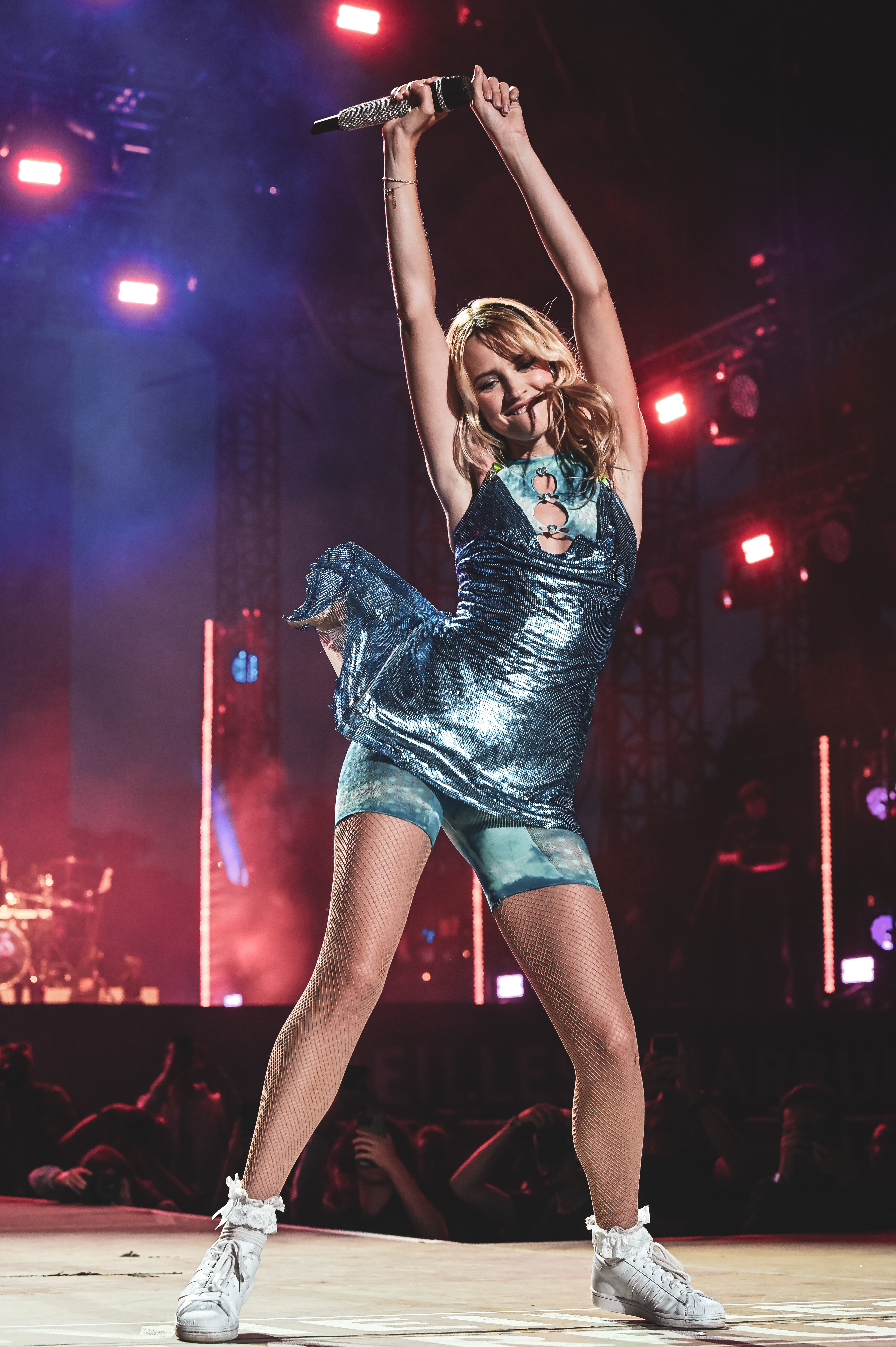
Angèle
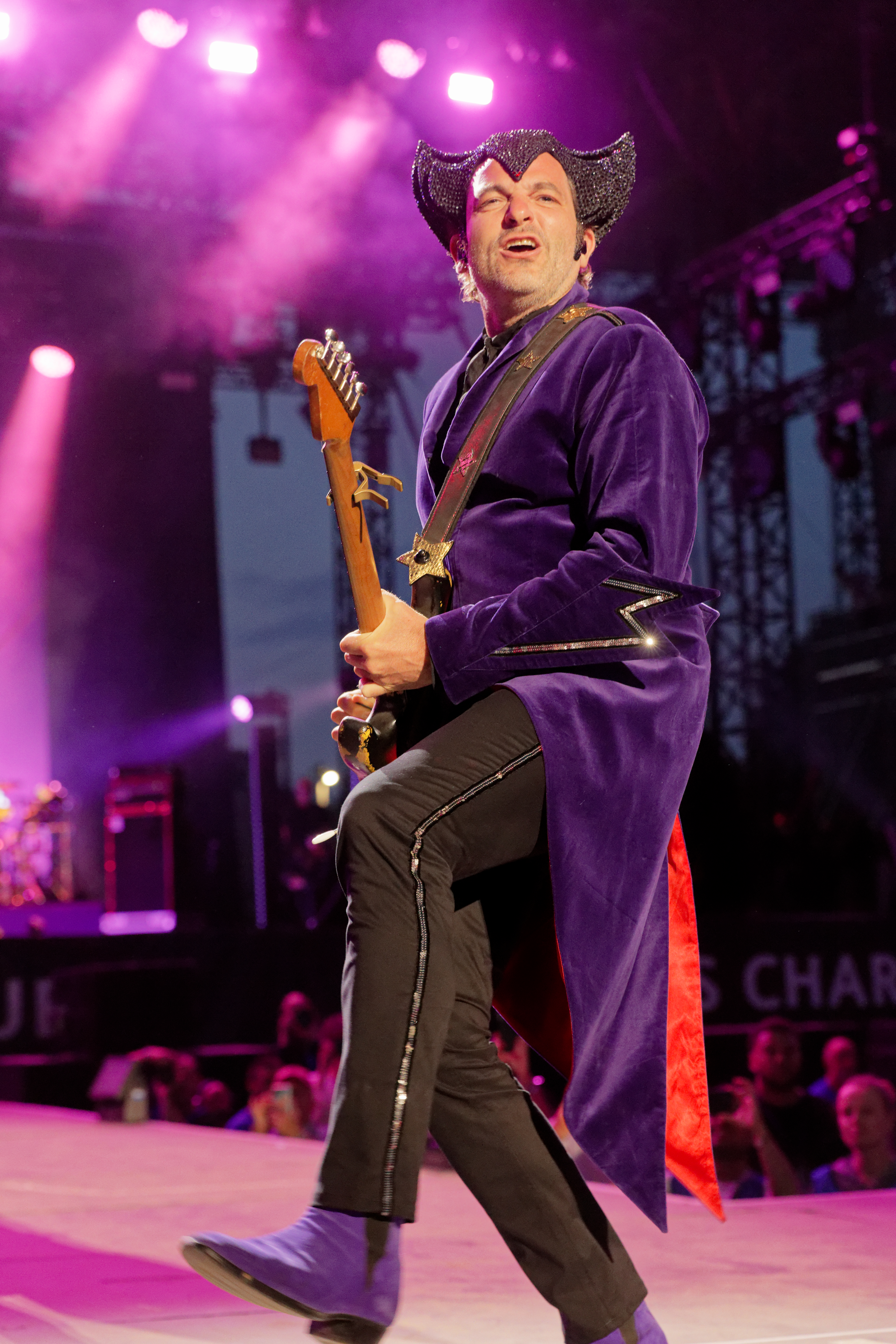
-M-
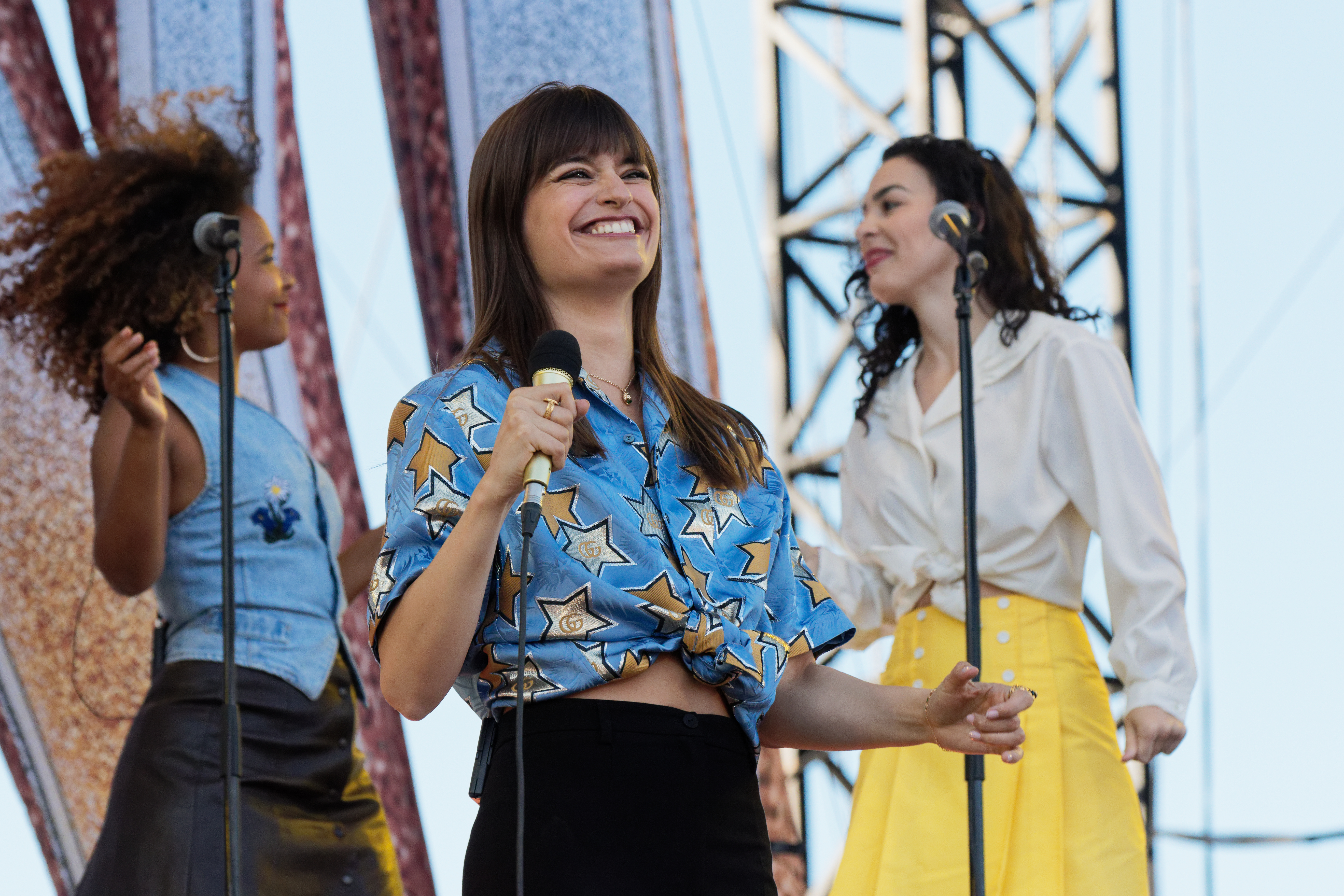
Clara Luciani
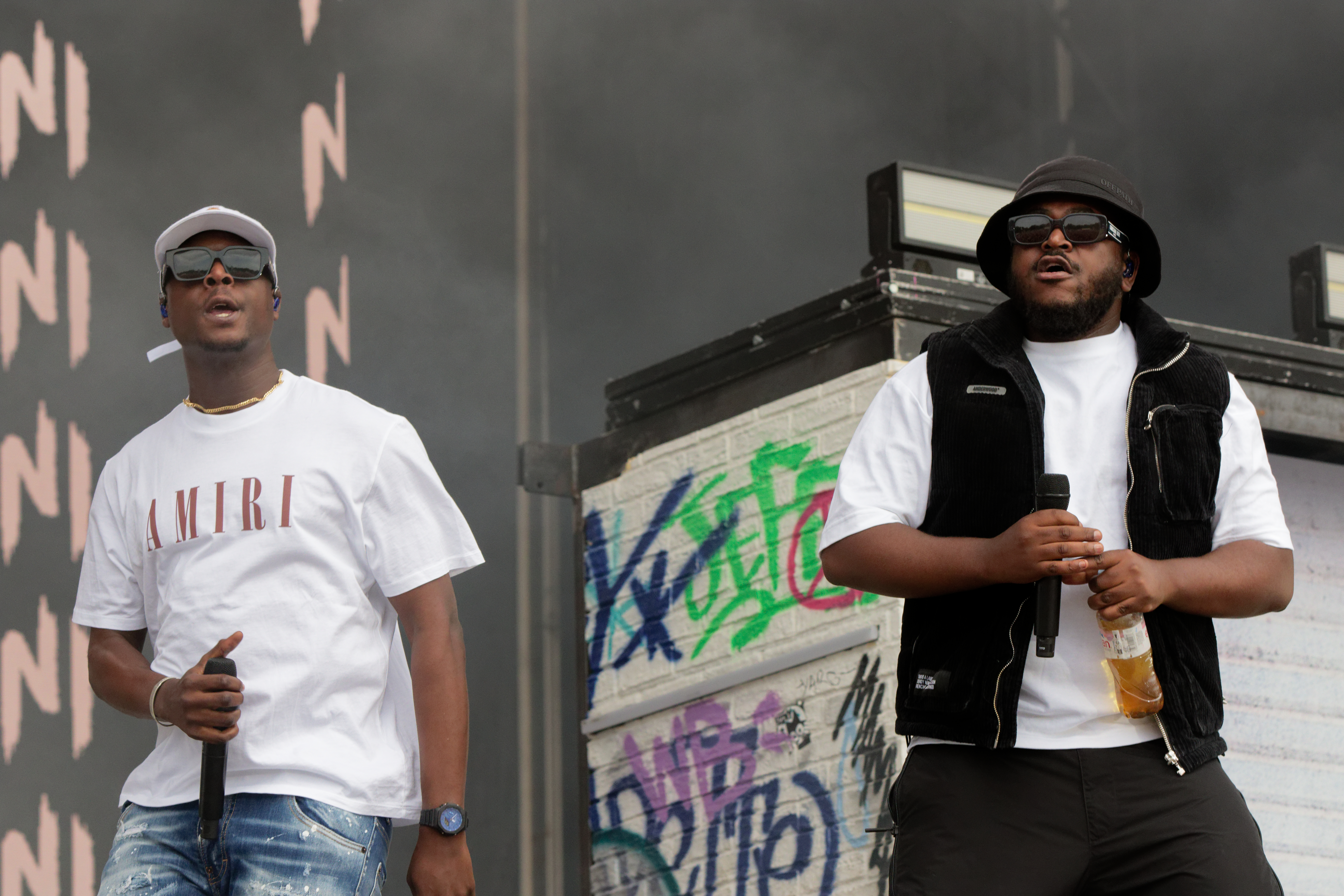
Ninho
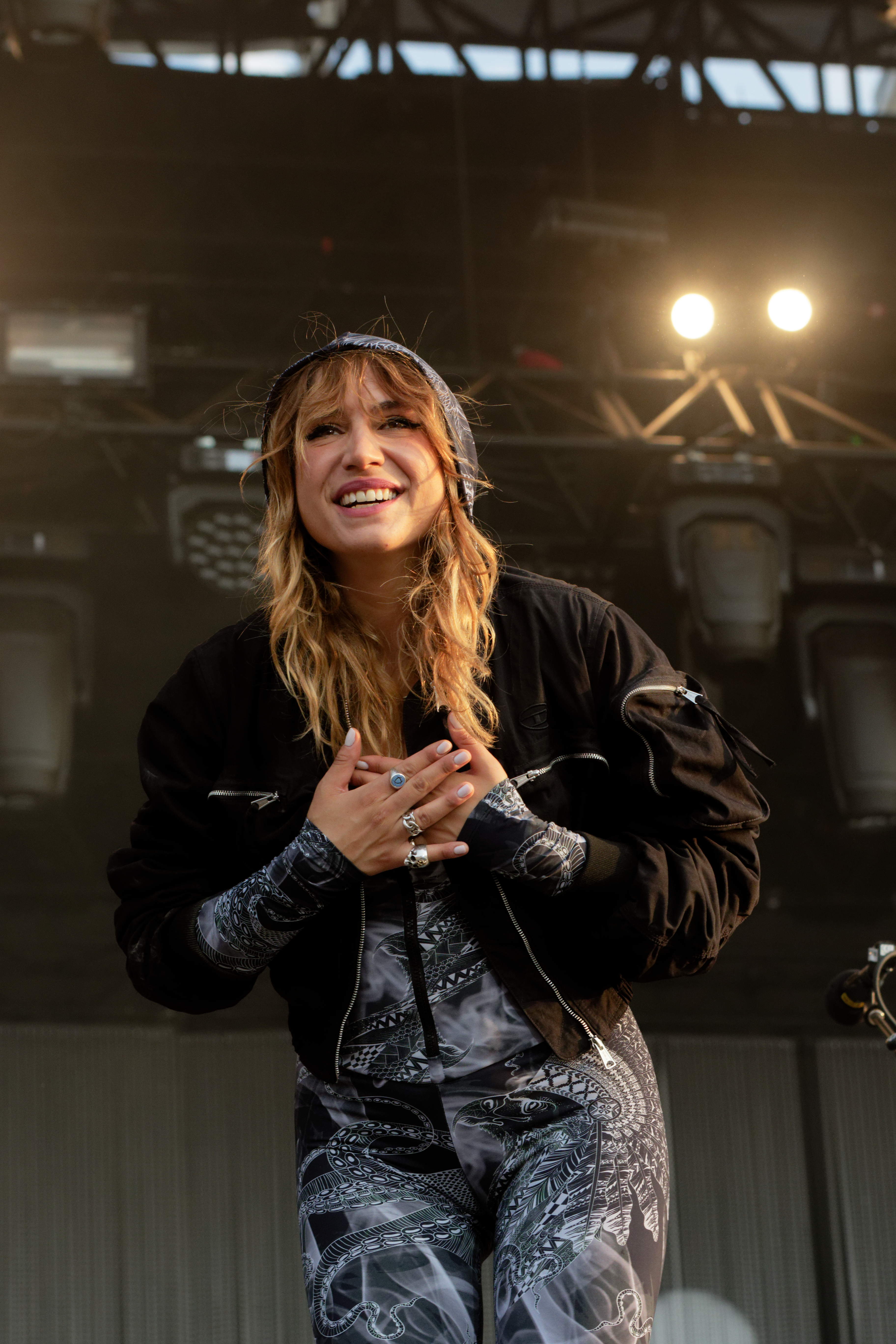
Izïa
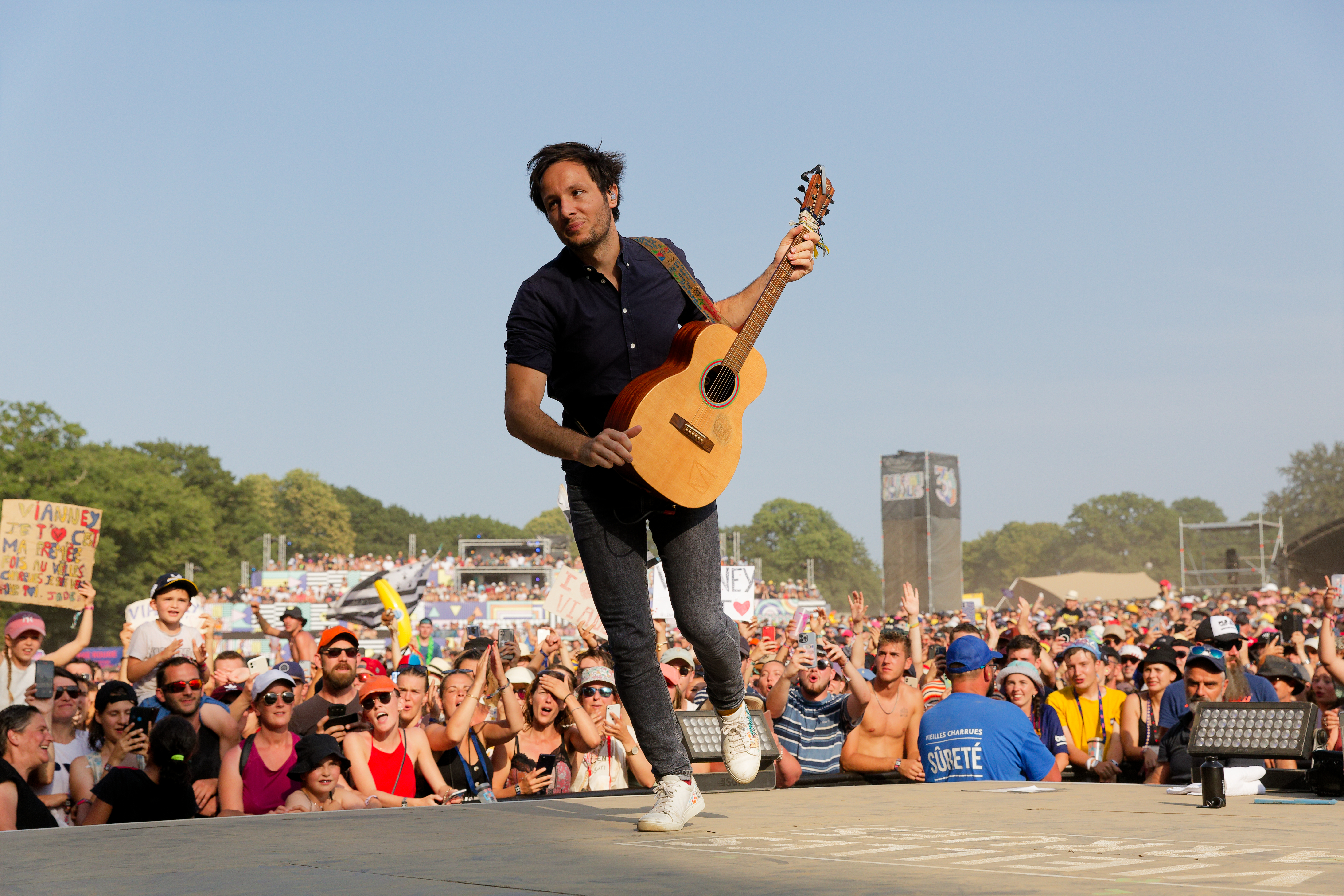
Vianney

### Scènes

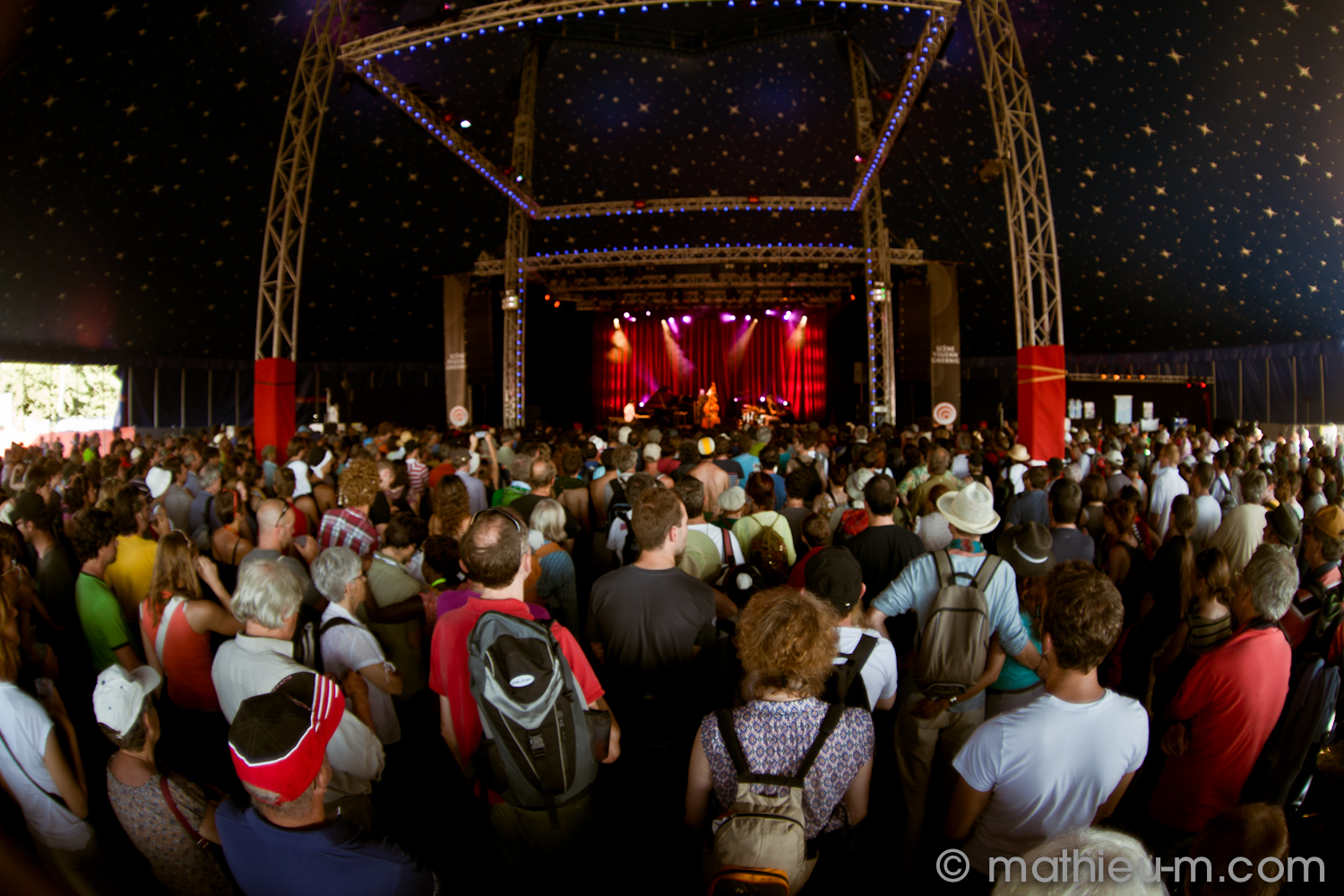
Intérieur du chapiteau en 2012.
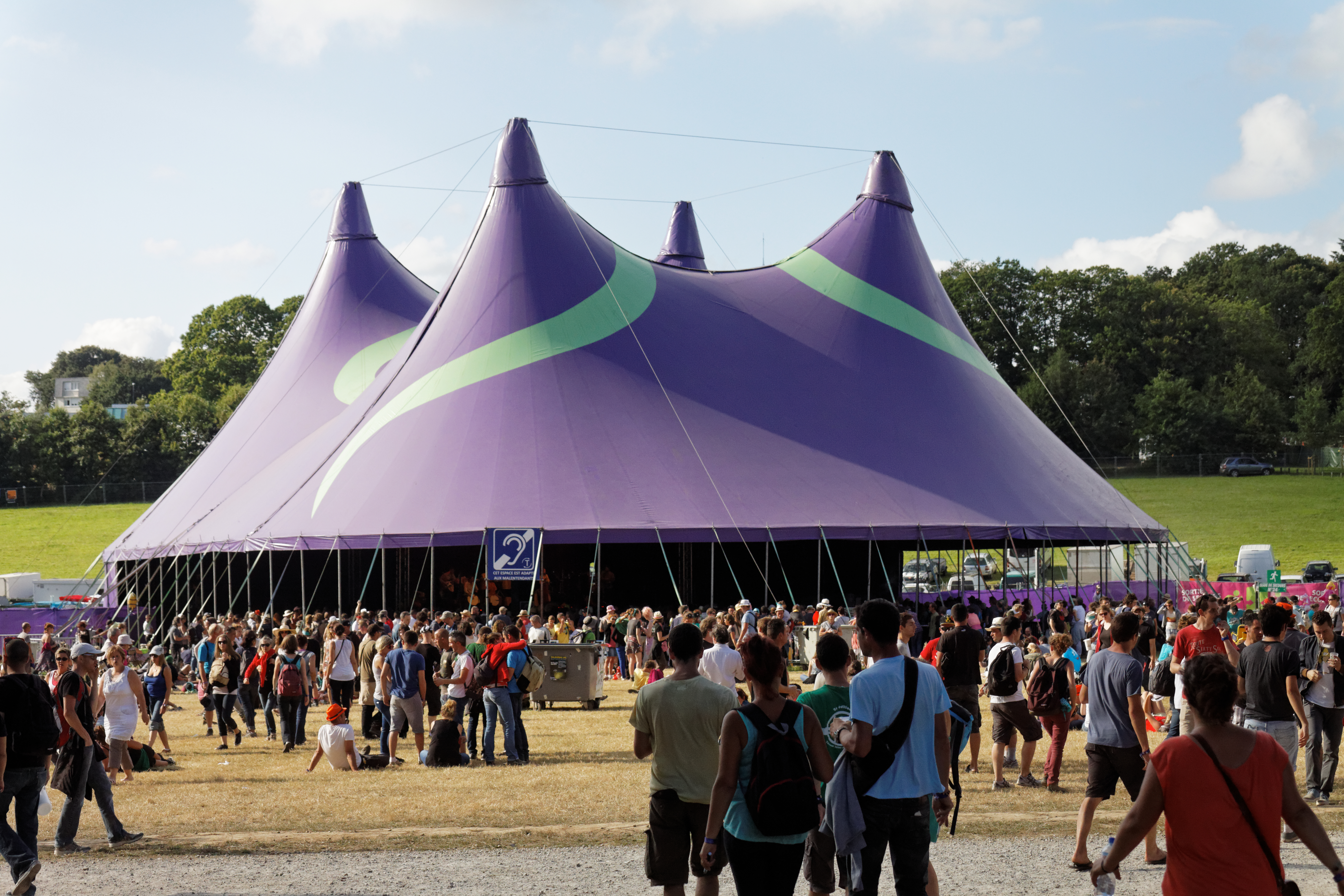
Scène Gwernig lors du festival 2014.
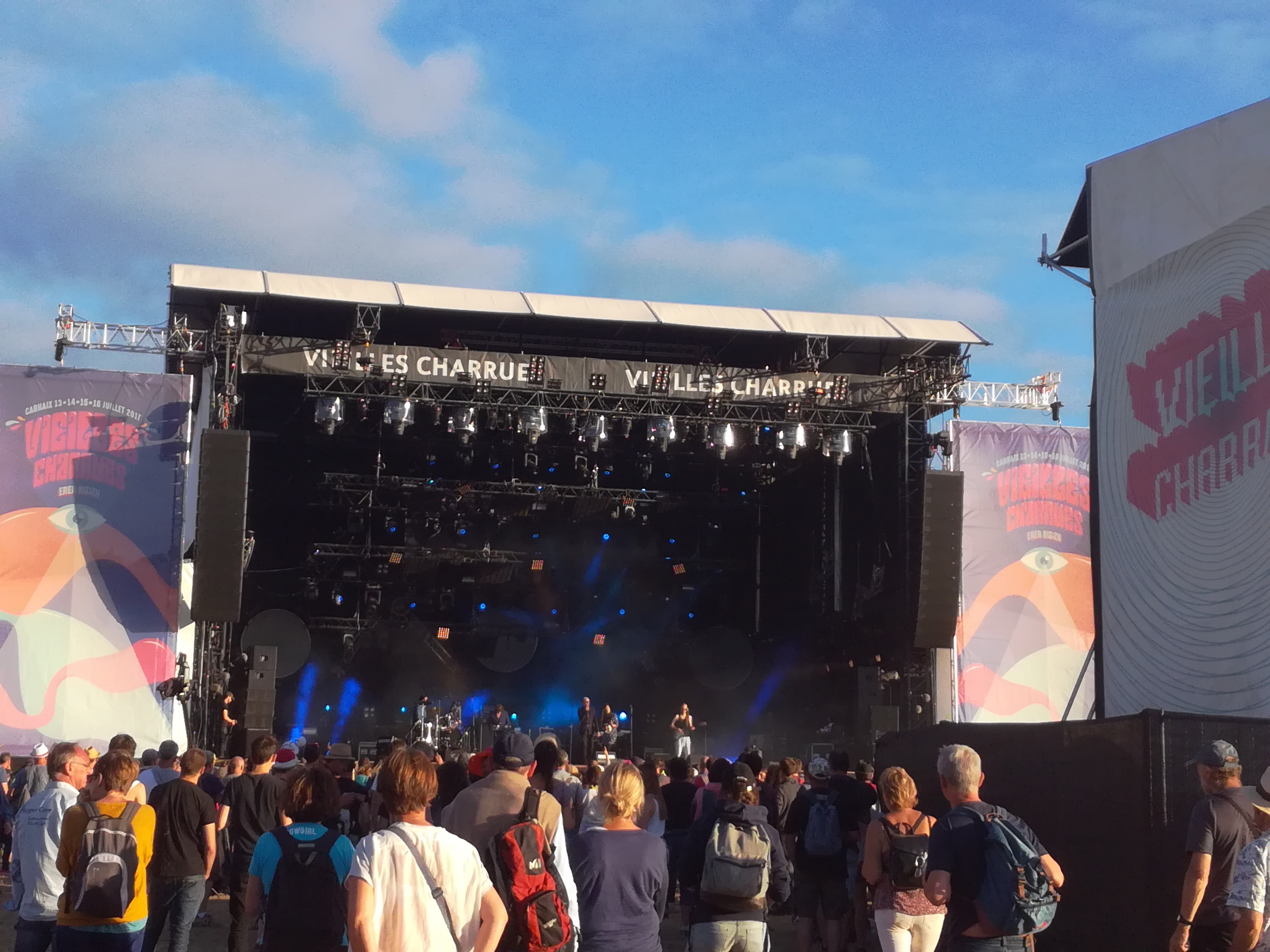
Scène Grall en 2017.
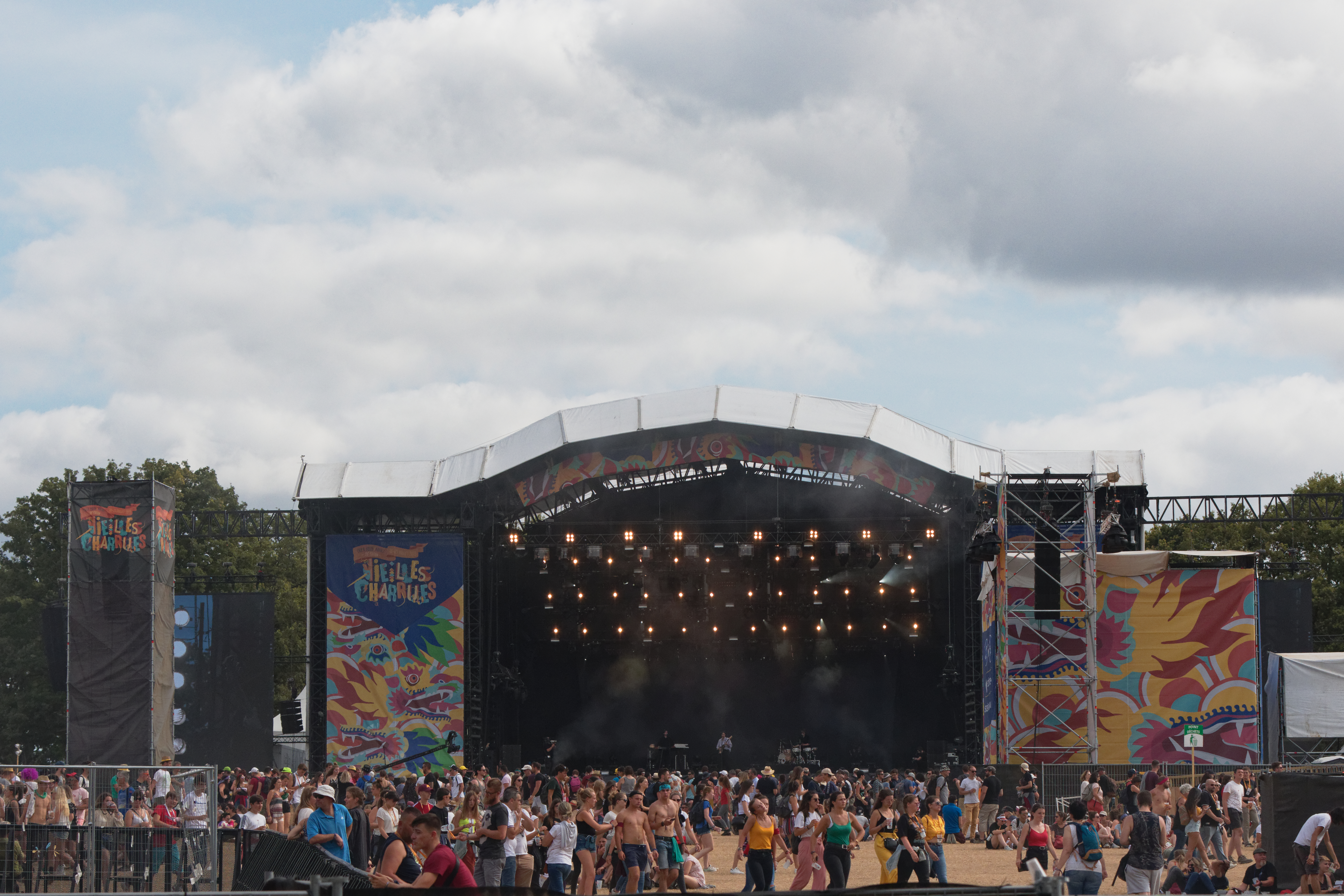
Scène Kerouac entre 2019-2022.